# Maiolica arcaica di Pisa

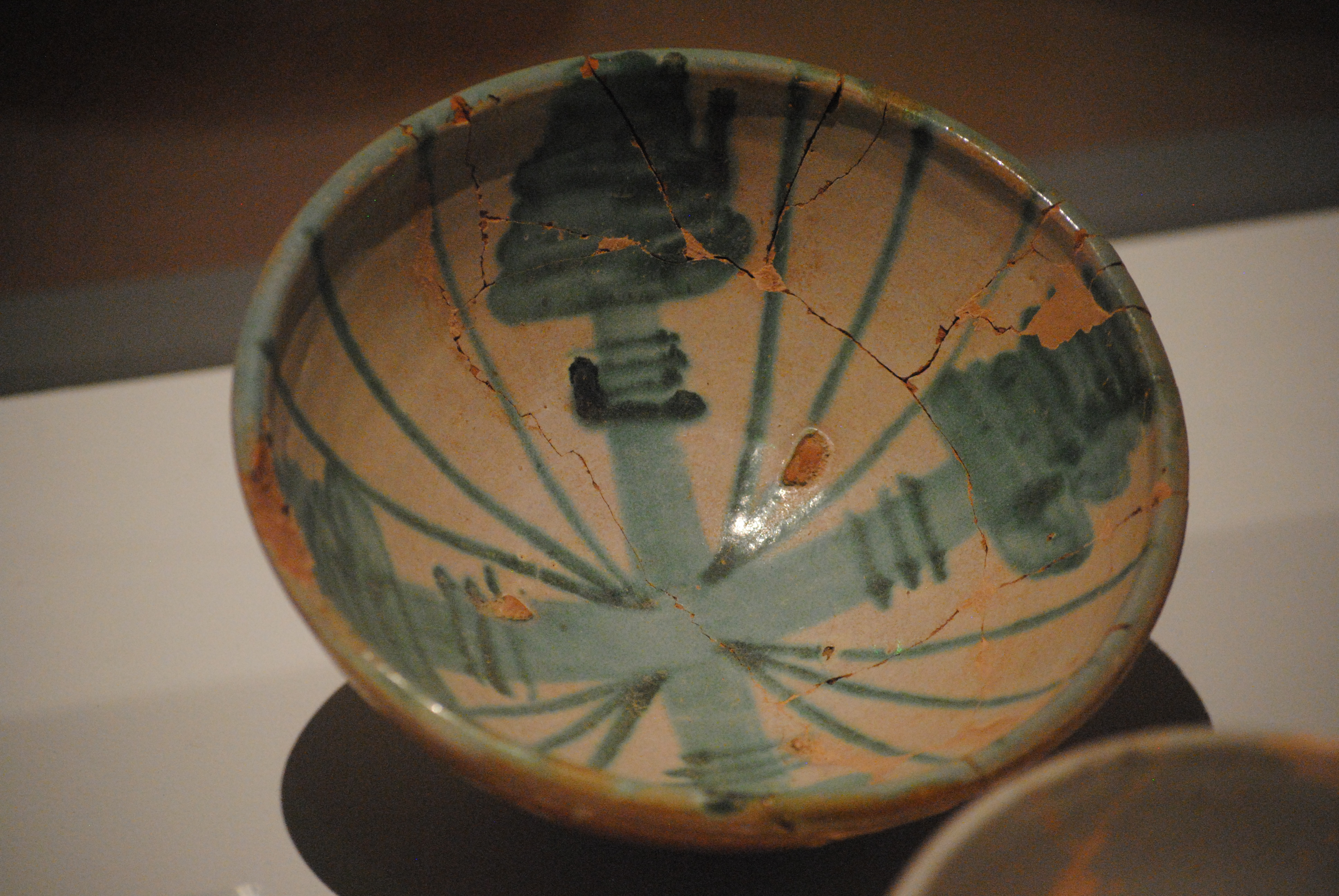
Ciotola, maiolica arcaica di produzione pisana risalente al XV secolo.

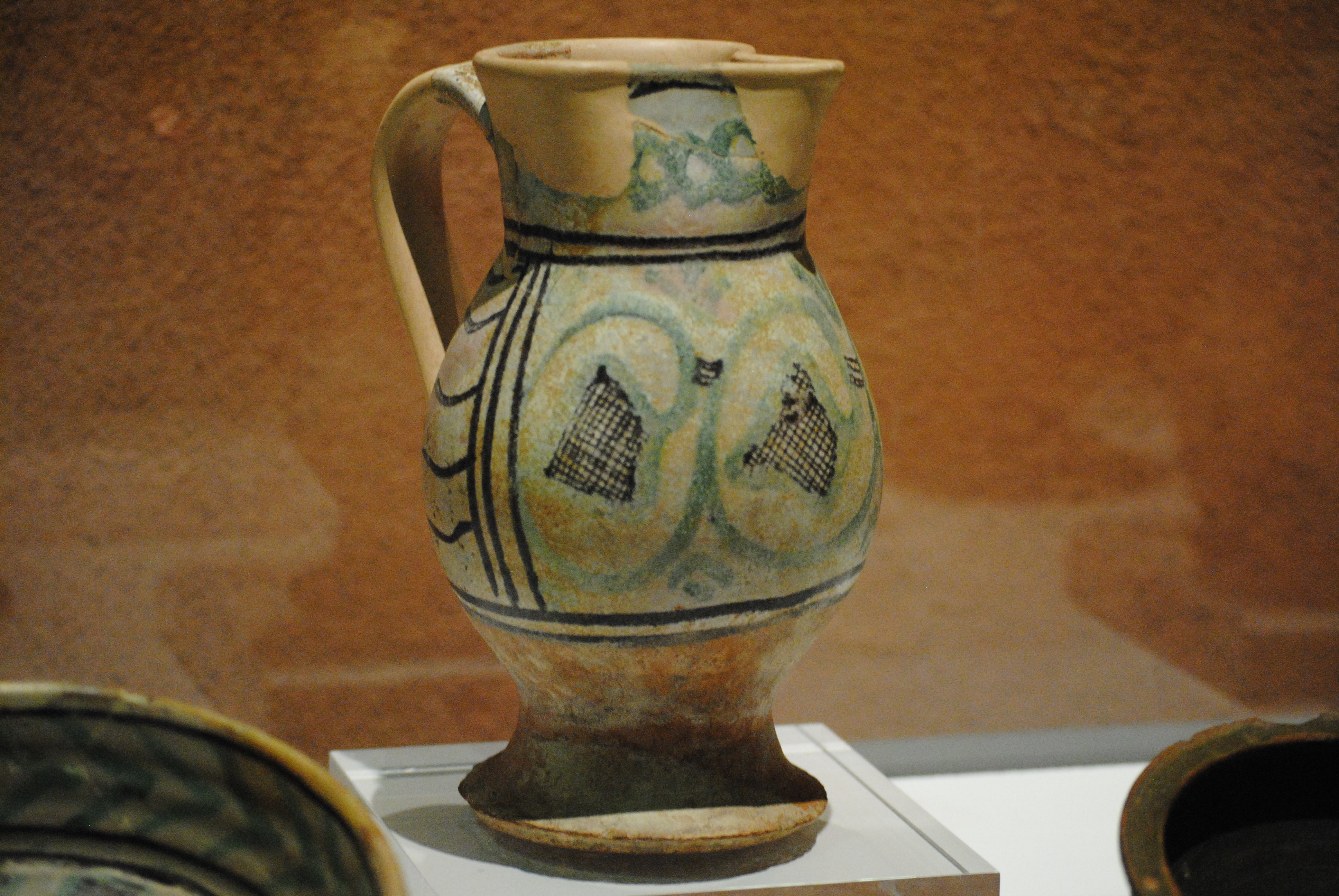
Boccale, maiolica arcaica di produzione pisana del XIII secolo.

La maiolica arcaica di Pisa, prodotta tra il XIII e la metà circa del XVI secolo, è un tipo di ceramica coperta sulla superficie principale da smalto stannifero e variamente decorata con motivi in bruno e in verde. La decorazione viene anche detta a “ramina (verde) e manganese (bruno)”. I manufatti possono essere decorati anche in solo bruno, oppure essere rivestiti dallo smalto bianco o verde lasciato privo di ulteriori arricchimenti cromatici (in questo caso il pezzo viene detto monocromo). La superficie secondaria è, invece, coperta con una vetrina piombifera incolore, giallastra oppure verde.

## Ipotesi sulle origini della maiolica arcaica di Pisa
Uno dei problemi principali nella storia degli studi è stato capire anzitutto da dove arrivarono le conoscenze per l'impiego della smaltatura stannifera a Pisa associata alla vetrina piombifera. Per delineare un quadro esaustivo, gli studiosi si sono basati sullo studio dei “bacini ceramici”, importati da vari centri del Mediterraneo e posti sulle murature esterne delle chiese pisane. Un "bacino ceramico" è quel recipiente ceramico aperto, che, pensato e creato per uno scopo completamente diverso, ad esempio come servizio da mensa, è stato usato a Pisa, ma anche in altri centri toscani e di altre regioni, come abbellimento architettonico sulle pareti esterne degli edifici, in modo particolare quelli religiosi. Tali ceramiche nel primo periodo di importazione dovevano costituire uno status symbol in quanto di grande pregio sia artistico che economico e con ogni probabilità appartenevano a personaggi abbienti della Pisa medievale. Tra il XII e il XIII secolo diventarono appannaggio anche dei ceti sociali medi, come hanno dimostrato alcuni scavi urbani degli ultimi 25 anni.
Secondo le ricerche più accreditate, l’avvio delle produzioni smaltate pisane nel XIII secolo fu reso possibile dalla trasmissione di un ingente bagaglio di conoscenze sino a quel momento sconosciute a Pisa.

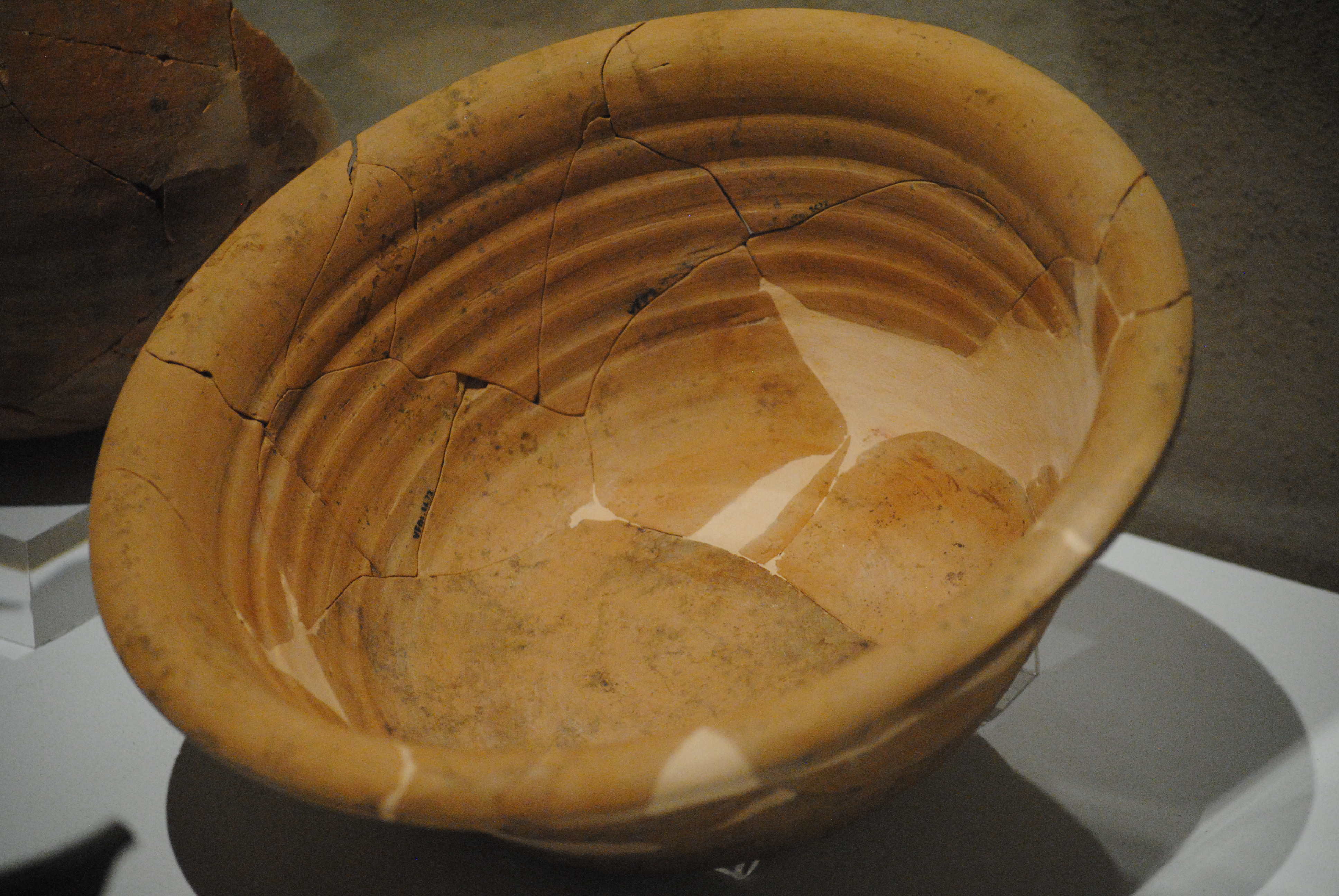
Catino, recipiente privo di rivestimento - depurato (prima metà XII secolo).

Si pensi che prima dell’avvento della maiolica arcaica l’unica produzione locale di vasellame era quella di recipienti in terracotta privi di copertura vetrosa e di decori colorati (detti perciò anche “acromi”). Questo nuovo tipo di ceramica rivestita comparve agli inizi del Duecento già nelle sue forme definitive e con tecnica di realizzazione dei rivestimenti perfetta. Viene dunque scartata l’ipotesi che si tratti del frutto di un’esperienza maturata direttamente in città per mezzo di sperimentazioni successive.
L’ipotesi più plausibile rimane quella secondo la quale la produzione della maiolica arcaica pisana è stata probabilmente stimolata dalle abbondanti importazioni che dalla fine del X secolo, e ancor di più dal secolo successivo, raggiunsero la città, e realizzata, probabilmente con l’aiuto di qualche maestranza straniera venuta a Pisa. Di conseguenza, per capire quale sia stato il punto di partenza della produzione della maiolica arcaica pisana bisogna spostare l'attenzione verso i centri che, prima di Pisa, fabbricarono manufatti con tecniche simili.

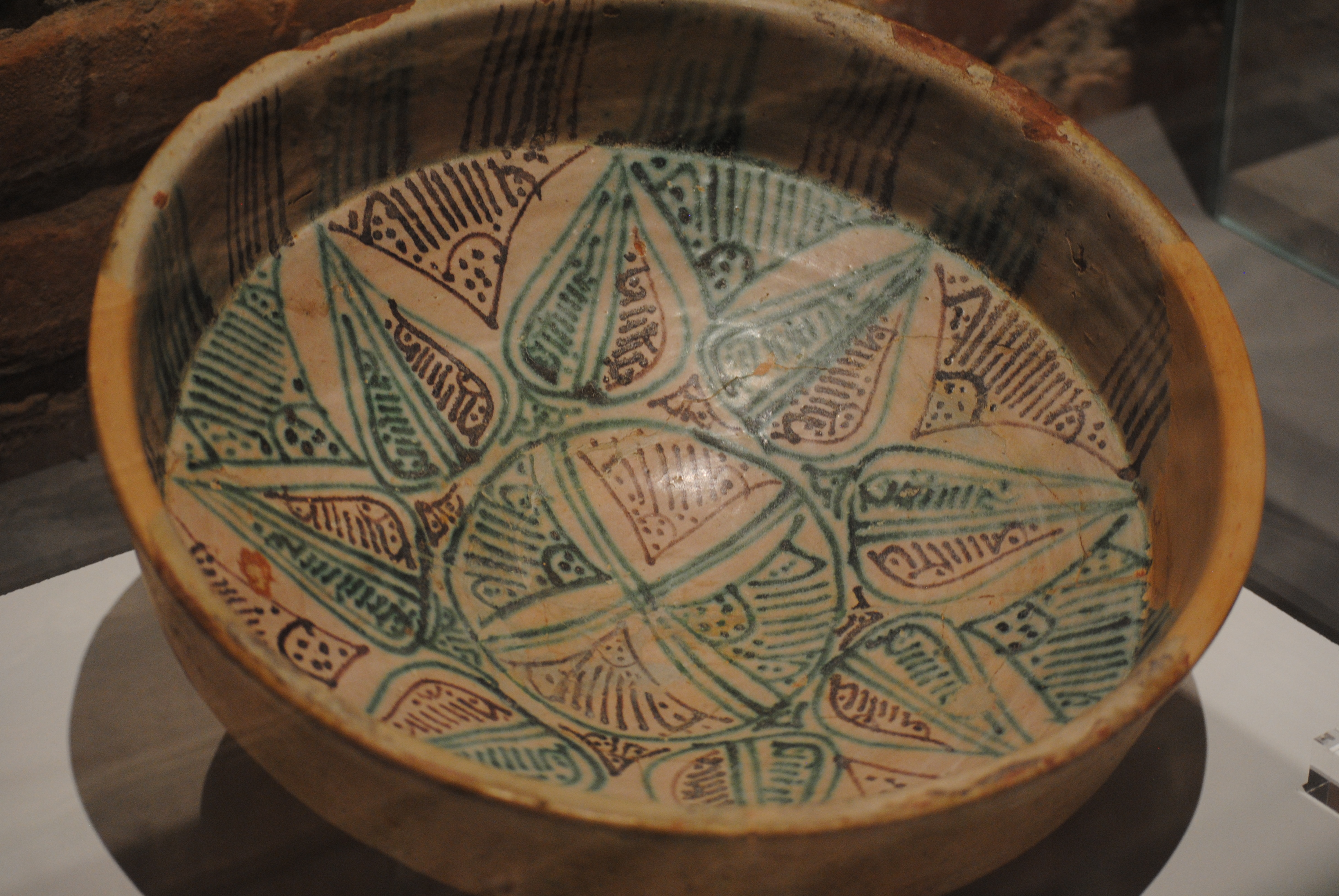
Catino, maiolica policroma (vert y manganeso) importata da Palma di Maiorca nel primo quarto dell'XI secolo (bacino ceramico della chiesa di San Piero a Grado.

Nel panorama delle ceramiche importate da vari paesi del Mediterraneo, 
quelle alle quali si avvicinano di più le maioliche arcaiche di produzione pisana sono le ceramiche islamiche fabbricate in area spagnola peninsulare (Penisola iberica) ed insulare (Isole Baleari), con decorazioni in verde e porpora, o in verde e manganese. La tecnica di produzione, che prevede due coperture vetrificate diverse sulle superfici del corpo ceramico (rispettivamente smaltata in bianco sulla superficie principale e vetrina piombifera incolore o giallastra sulla superficie secondaria), venne usata in alcuni centri della Spagna sotto il dominio islamico (al-Andalus) tra i quali Palma di Maiorca. Anche dal punto di vista delle forme, le maioliche arcaiche pisane sono simili ai manufatti ceramici prodotti a Dénia fra la metà del XII ed il primo quarto del XIII secolo.
Per quanto riguarda Maiorca e le importazioni delle sue ceramiche, bisogna ricordare le intense e complesse relazioni tra quest’isola e la Repubblica di Pisa a partire dai fatti accaduti tra 1113-1116. In questi anni infatti, si svolse una crociata volta ad annullare la pirateria musulmana nel mediterraneo. Questa, ricordata come “la spedizione delle isole Baleari”, era guidata dalla Repubblica di Pisa (alleata con i Catalani), alla quale nel 1085 era stata concessa la sovranità delle Baleari da Papa Gregorio VII.

Per quanto concerne la Spagna andalusa sappiamo che nel 1149 Pisa possedeva a Denia e a Valencia un fondaco, cioè una “casa commerciale” (o un complesso di edifici), adibita a magazzino che funzionava da “base operativa” per la gestione dei commerci in loco da parte degli operatori economici pisani. Del resto, la frequentazione di Porto Pisano da parte di navi provenienti da queste aree potrebbe essere suggerita pure da un documento, messo in luce da Constable, del 1160 circa riguardante i pedaggi del porto: 
(O.R. Constable, Trade and traders in Muslim Spain, 1994).

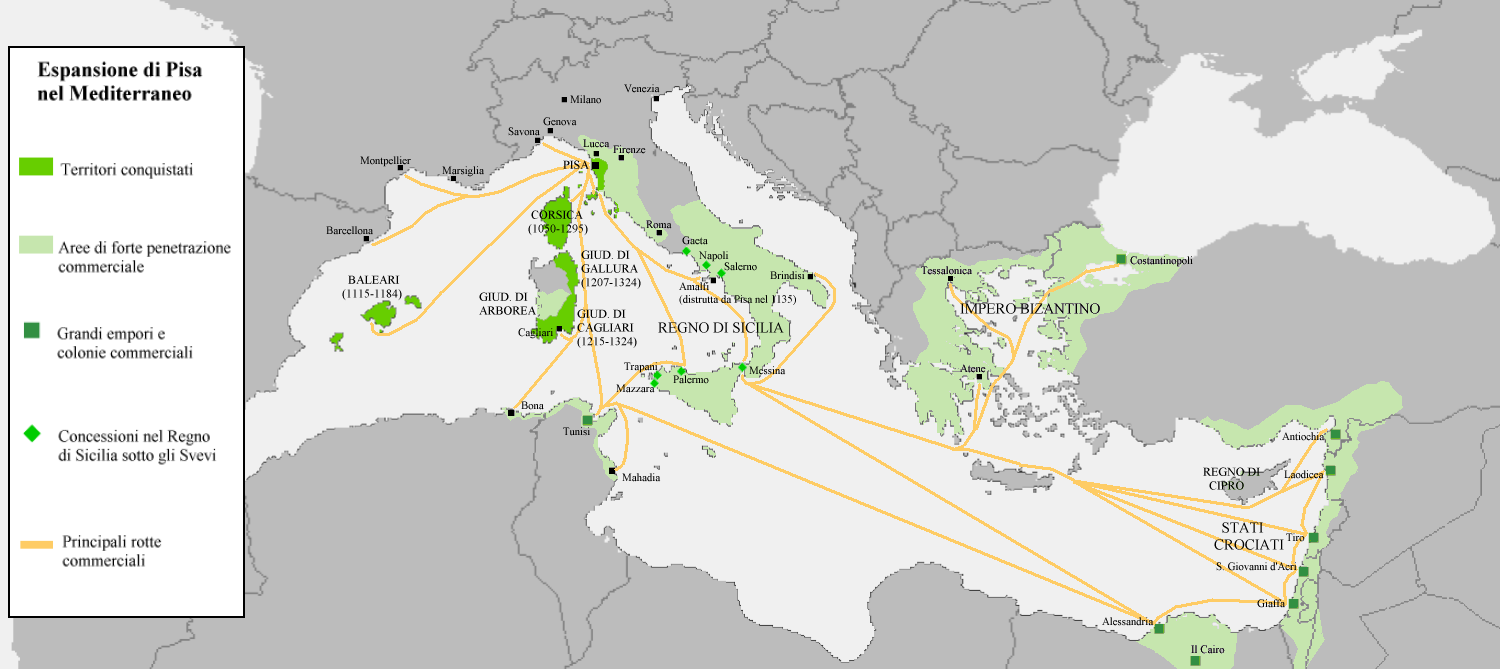
L'espansione di Pisa nel Mar Mediterraneo

Tito Antoni parla anche di un fondaco pisano presente a Maiorca sin dalla dominazione islamica, che fu distrutto durante gli scontri per la conquista cristiana voluta e capeggiata da Giacomo I d'Aragona tra il 1229 e il 1232.
Le prime migrazioni di alcuni musulmani lontano da Maiorca, e quindi verso Pisa, potrebbero essere state stimolate da questi rapporti commerciali. La presenza islamica nella città del resto è già palese sul finire dell’XI e all'inizio del XII secolo. Ce ne dà conferma l'invettiva lanciata dal monaco Donizone contro Pisa, luogo secondo lui indegno ad accogliere e conservare le spoglie della contessa Matilde di Canossa in quanto era frequentato da pagani (per esempio turchi e libici). Le migrazioni di artigiani musulmani potrebbero poi essersi intensificate in seguito alla “Reconquista” cristiana della Spagna andalusa e delle Baleari, che si compì proprio nei primi decenni del Duecento.

## Cronologia della maiolica arcaica pisana
Gli studiosi hanno identificato diverse fasi produttive:
1. Una prima che va dalle origini nei primi decenni del XIII secolo (1210-1230) fino al 1280 circa.
2. Una seconda fase si sviluppa dal 1280 circa fino al 1330-1340 circa.
3. Una terza fase copre la seconda metà del XIV secolo.
4. Una quarta comprende la prima metà del XV secolo (in questa fase Pisa cominciò a sperimentare la produzione di ceramiche rivestite di ingobbio e abbellite con decorazioni graffite).
5. Una quinta copre la seconda metà del XV secolo
6. Un’ultima fase si estende sino alla fine del XVI secolo (in quest’ultima le fabbriche pisane continuano a produrre maiolica arcaica nella sola versione smaltata monocroma bianca).

## Gli aspetti tipici delle maioliche arcaiche pisane e la loro lavorazione

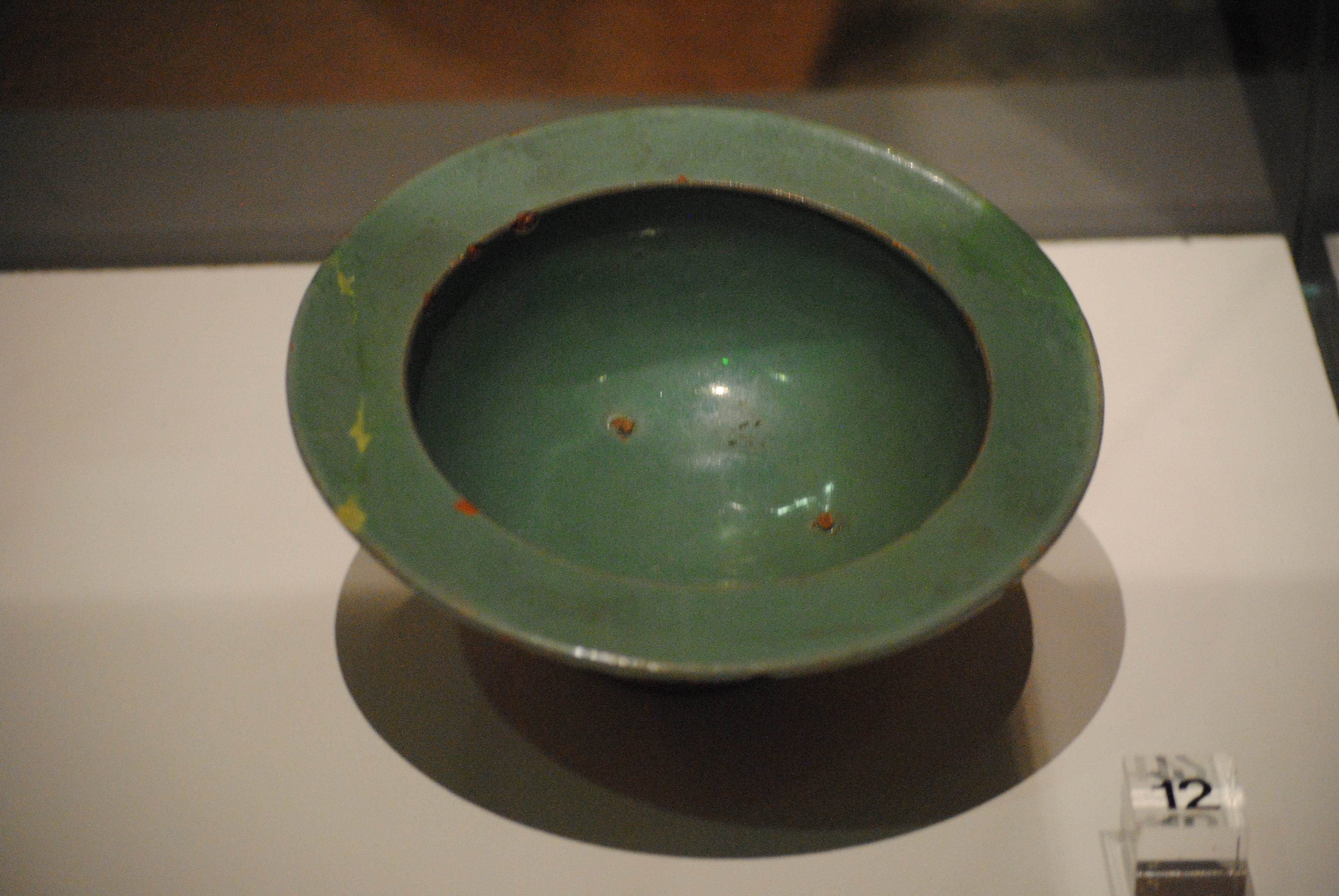
Scodella, maiolica arcaica monocroma smaltata in verde (fine XIII - inizi XIV secolo).

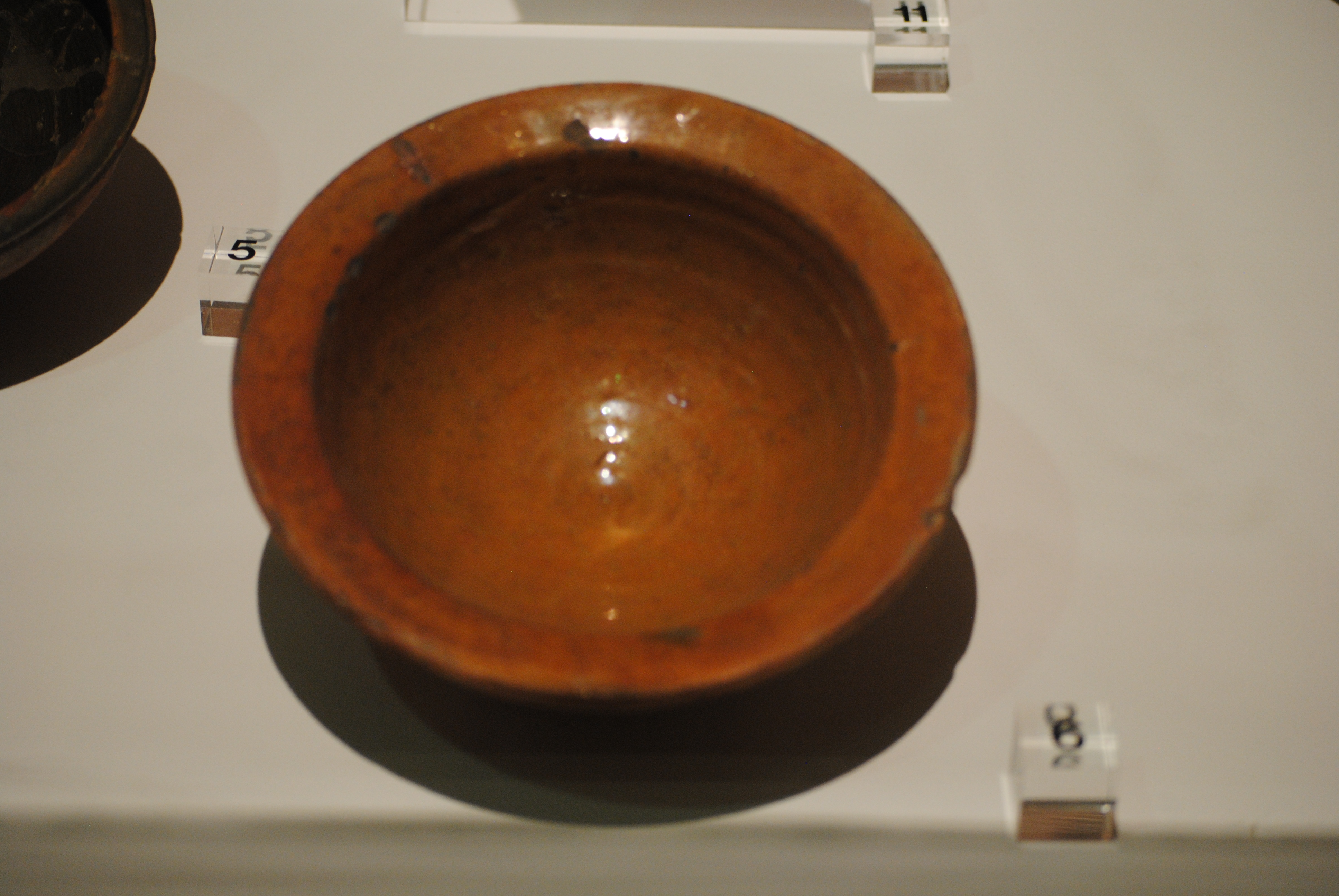
Scodella, invetriata monocroma in giallo (inizi XIII secolo).

Nelle maioliche arcaiche pisane il corpo ceramico sulla superficie principale (interna nelle forme aperte, esterna in quelle chiuse) era rivestito da uno smalto piombo-stannifero opaco bianco e, in rari casi, verde. Quando lo smalto applicato era di colore bianco, sopra di esso venivano eseguiti i disegni in bruno (manganese) ed in verde (ramina). La superficie secondaria veniva ricoperta invece da una vetrina piombifera, in genere incolore, verde o giallastra, piuttosto brillante.
La decorazione di alcuni recipienti poteva essere affidata al solo bruno, oppure semplicemente alla monocromia, data da smalti bianchi o colorati (soprattutto in verde). Tra le ceramiche monocrome in alcuni casi la superficie secondaria non era invetriata, ma veniva smaltata come quella principale. In rari casi, la superficie secondaria era lasciata priva di rivestimento.
Inoltre, si è riscontrato che parallelamente alla produzione delle maioliche arcaiche, probabilmente nelle stesse manifatture, erano realizzate ceramiche di forme analoghe, ma rivestite soltanto con vetrine piombifere incolori o colorate (in giallo o in verde). Pur essendo morfologicamente simili queste, chiamate ceramiche invetriate depurate, non appartengono alla categoria delle maioliche arcaiche proprio perché non vi è presenza di smalto stannifero e sono definite come ceramiche invetriate monocrome.
Per realizzare la maiolica arcaica i recipienti dovevano essere sottoposti a due differenti e successive cotture in fornace.

### La lavorazione del corpo ceramico e la prima cottura

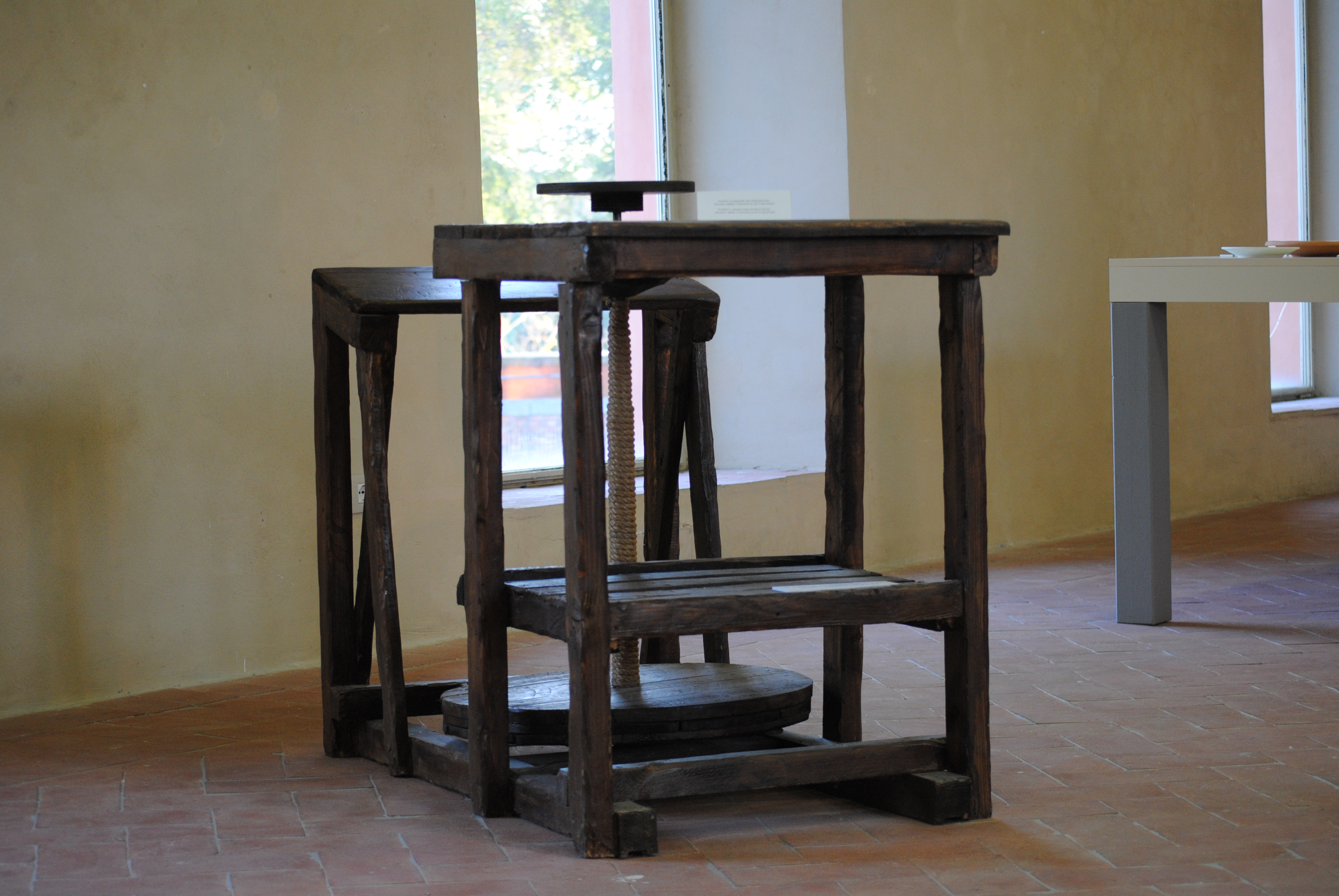
Tornio da vasaio.

L'argilla che veniva usata per modellare i corpi ceramici dei manufatti prodotti a Pisa era cavata da depositi alluvionali del fiume Arno.

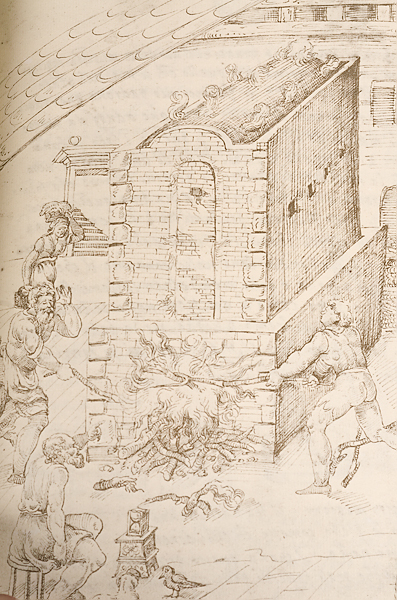
Rappresentazione di una vecchia fornace nel trattato di Cipriano Piccolpasso.

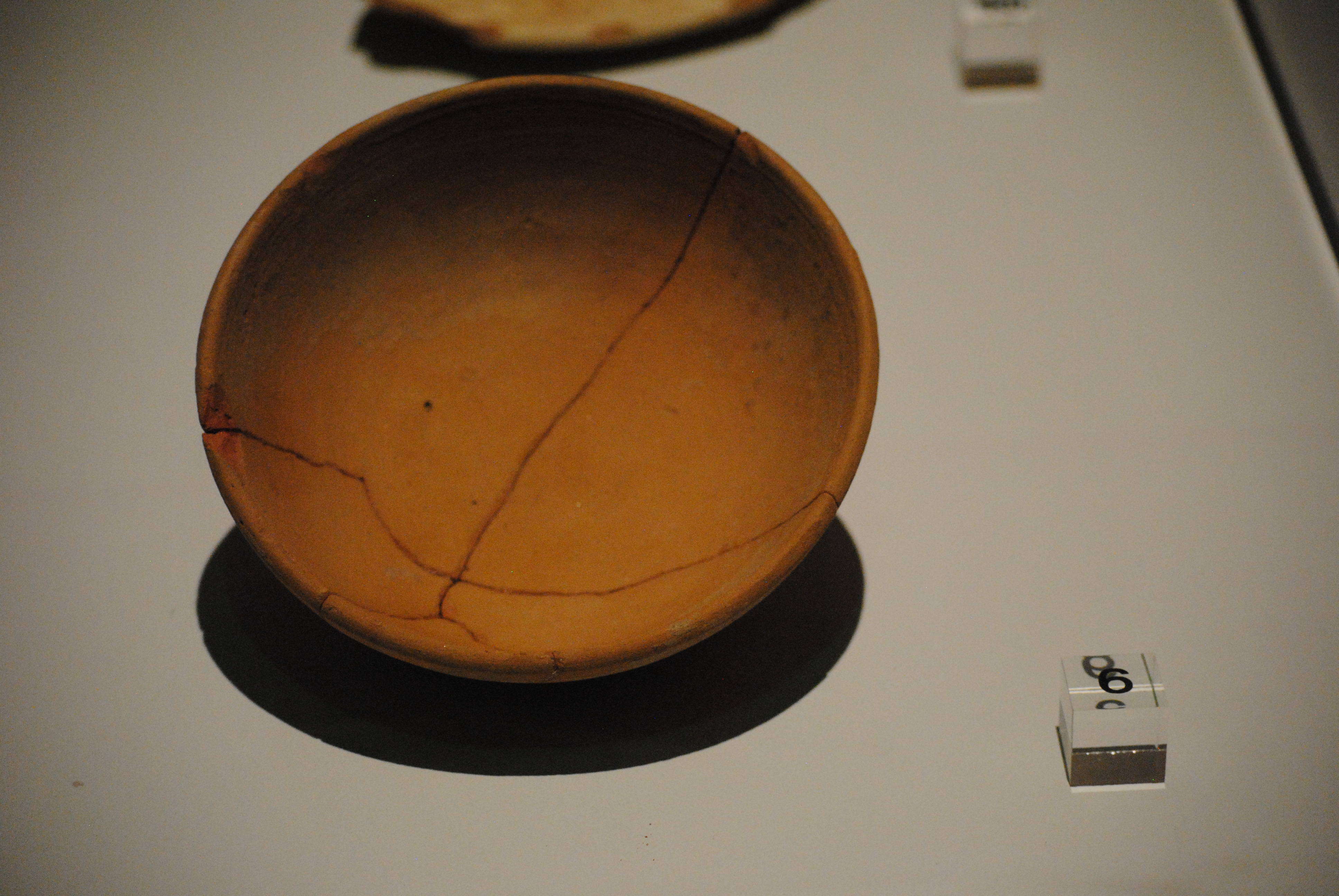
Ciotola, maiolica arcaica di Pisa, scarto di prima cottura ("biscotto"), (1530 - 1560).

Prima della lavorazione sul tornio, l'argilla veniva depurata in appositi recipienti o vasche in modo da eliminare impurità (dette anche “inclusi”) come frammenti di pietra o parti calcaree, che avrebbero potuto compromettere le fasi di lavoro successive. Quindi usando il tornio veloce mosso a pedale si modellavano i recipienti nelle forme volute.
In seguito, i recipienti venivano posti ad essiccare all’aria nelle stagioni primaverili ed estive oppure in prossimità della fornace, per far evaporare l’acqua in eccesso contenuta nell’impasto argilloso. Passato il momento dell’essiccazione, i manufatti venivano sottoposti ad una prima cottura, in gergo detta “biscottatura”. Gli scarti di fornace relativi a questa fase di lavorazione ci indicano che nella Pisa medievale ciò veniva effettuato cuocendo i pezzi in un ambiente ossidante, ovvero caldo e ricco di ossigeno: i “biscotti” sono infatti perlopiù di colore rosso mattone, ma non mancano fra i materiali delle discariche esemplari con il corpo scuro, annerito, a causa di cotture eccessive.

### I rivestimenti e il processo di vetrificazione in seconda cottura
Per determinare i componenti dei rivestimenti vetrosi delle maioliche arcaiche pisane sono state condotte analisi utilizzando la tecnica in Fluorescenza X. In base a queste si è constatato che i rivestimenti delle ceramiche pisane contengono in prevalenza piombo e stagno. Non sono stati riscontrati elementi che riconducessero all’“ingobbiatura”, tecnica che fu introdotta in città soltanto tra alla metà del XV secolo.
Le “formule” per la creazione delle miscele che si vetrificano durante la seconda cottura, rendendo il corpo ceramico impermeabile, facevano parte molto probabilmente delle conoscenze empiriche dei vasai, frutto cioè di lunghe sperimentazioni, poi tramandate oralmente. Esistono però testimonianze di “ricette” presenti in alcuni trattati, precise, calcolate, che sono giunte fino ai nostri giorni. 

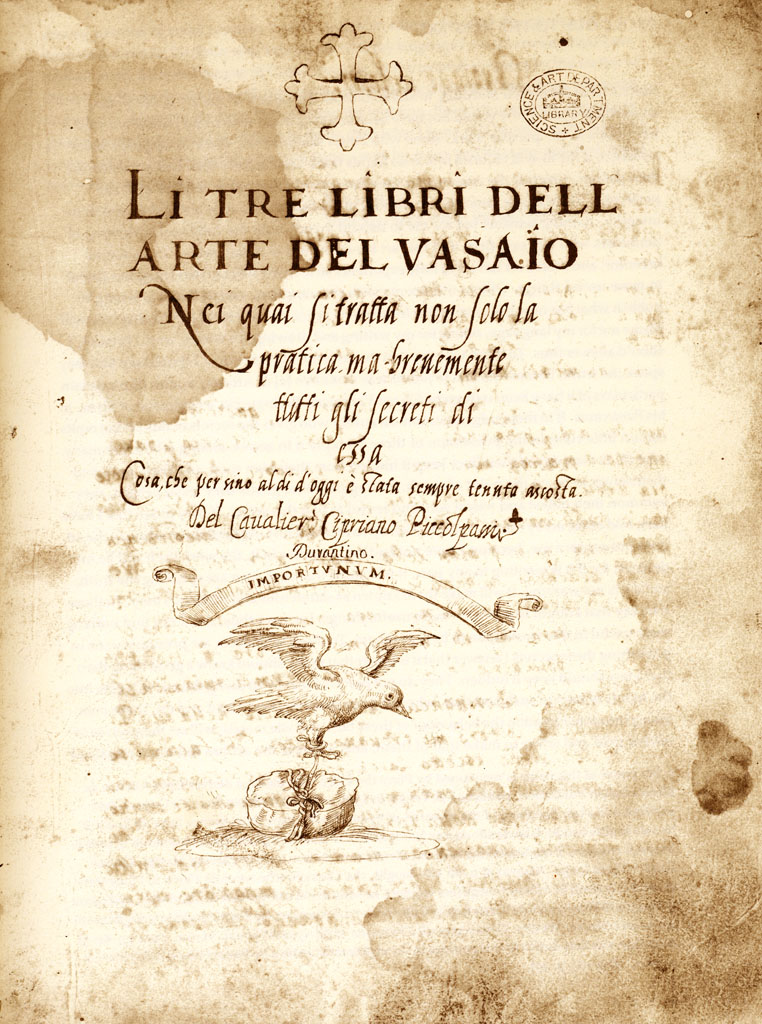
Li tre libri dell'arte del vasaio di Cipriano Piccolpasso.

Si ricordano due opere in particolare, scritte in epoche e aree geografiche lontane tra loro. Un trattato è quello di Abû’l-Qâsim, membro di una famiglia di ceramisti di Kâshân che da generazioni passavano il sapere di padre in figlio. Quest’opera era composta da due manoscritti riguardanti la produzione di mattonelle e altri manufatti ceramici, e tra i tanti temi trattati nel manoscritto, si trovano informazioni preziose riguardo alla preparazione delle coperture vetrose.

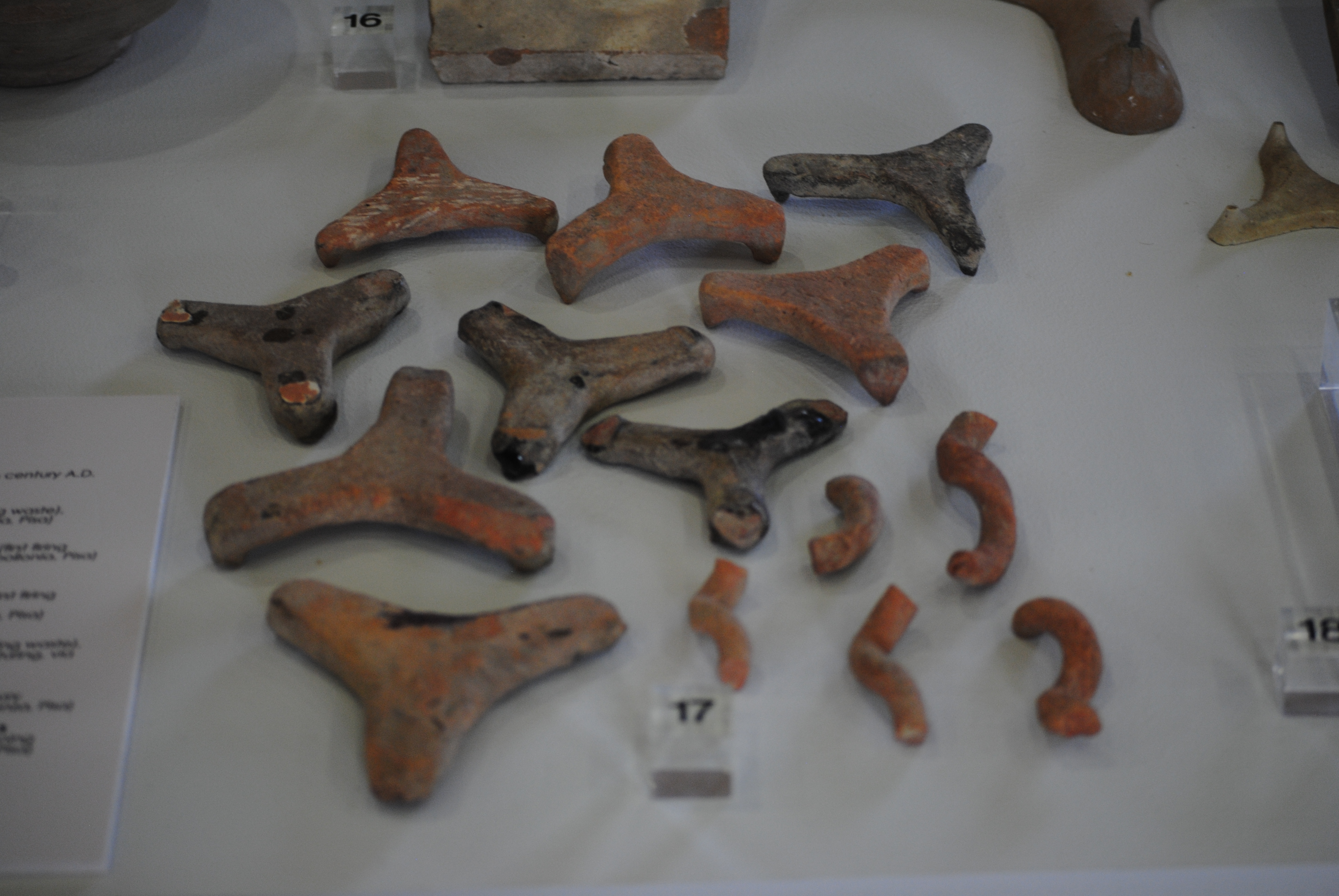
Distanziatori per recipienti aperti ("zampe di gallo").

Il secondo trattato è quello che Cipriano Piccolpasso scrisse nei primi anni della seconda metà del Cinquecento. In esso sono presenti precise indicazioni per la preparazione delle vetrine piombifere e degli smalti stanniferi. Piccolpasso non si limita soltanto ad indicare le giuste proporzioni necessarie alla creazione delle coperture vetrose ma, ad esempio, descrive il modo di stendere le miscele sui recipienti che già hanno subito la prima cottura.
Una volta ricoperte con lo smalto e la vetrina per immersione o aspersione (le sostanze vetrificanti erano disciolte in una miscela acquosa), le ceramiche, ad eccezione delle monocrome, potevano essere ornate con disegni di vario genere, per essere poi poste di nuovo nei forni per una seconda cottura che doveva consentire la vetrificazione con il conseguente fissaggio di colori ed eventuali ornamenti. I recipienti aperti venivano impilati, separati l’uno dall'altro per mezzo di distanziatori costituiti da tre estremità equidistanti, detti “zampe di gallo”. Il loro impiego è testimoniato dal recupero degli stessi fra gli scarti delle fornaci, ma è provato anche dalle tracce lasciate quasi sempre dai tre piedini nell'area centrale dei vasi o dalla loro fusione con il pezzo ceramico qualora la temperatura di cottura fosse troppo elevata.

## Gli aspetti morfologici tipici delle maioliche arcaiche pisane

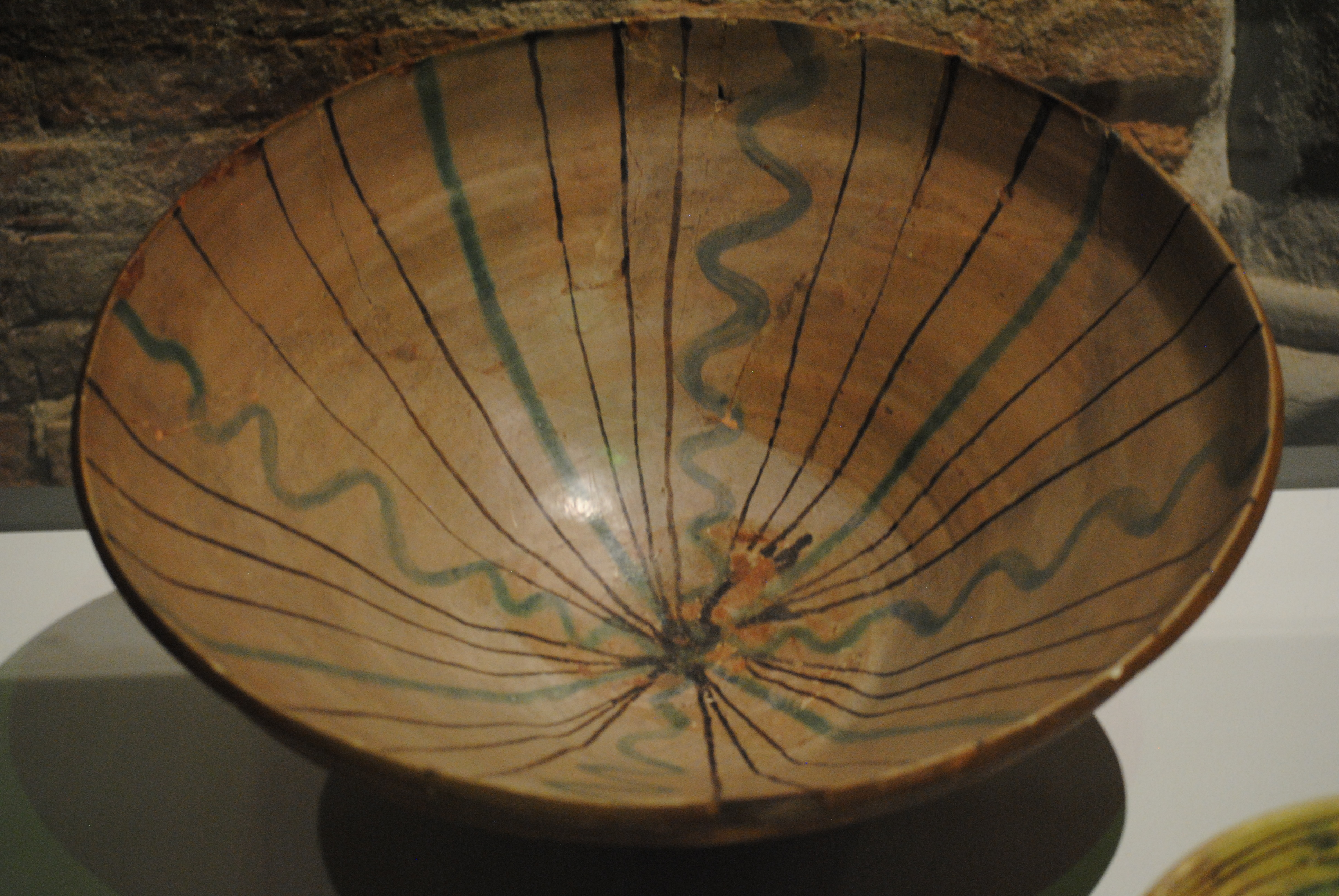
Catino, maiolica arcaica pisana, decorato con tratti in verde e bruno (XIV secolo).

Le maioliche arcaiche pisane vengono classificate in base alla loro forma. Esse possono essere aperte o chiuse. All’interno di queste macro-categorie vengono distinti dei sottogruppi che fanno capo a specifiche peculiarità di una forma.

### Le forme aperte
Le forme aperte (ciotole, scodelle, catini) vengono raggruppate in due gruppi (poi suddivisi in sottogruppi in base al rapporto tra il diametro e la profondità del recipiente) in base alla presenza o meno della tesa. Un altro tratto peculiare delle forme aperte è la saltuaria presenza di un foro sul piede del recipiente usato per la sospensione dello stesso.
Si distinguono:
1. Forme aperte senza tesa e piede ad anello.
2. Forme aperte con tesa piuttosto piccola e piede ad anello in tutte le forme, ad eccezione di un sottogruppo che ha come caratteristica la mancanza del piede (recipienti "apodi").
3. Forme aperte con tese molto espanse e piede ad anello.
4. Recipienti generalmente di grandi dimensioni caratterizzati dalla gola pronunciata subito sotto la tesa o sotto l’orlo; hanno il piede ad anello.
5. Forme aperte particolari che si discostano dalle altre.

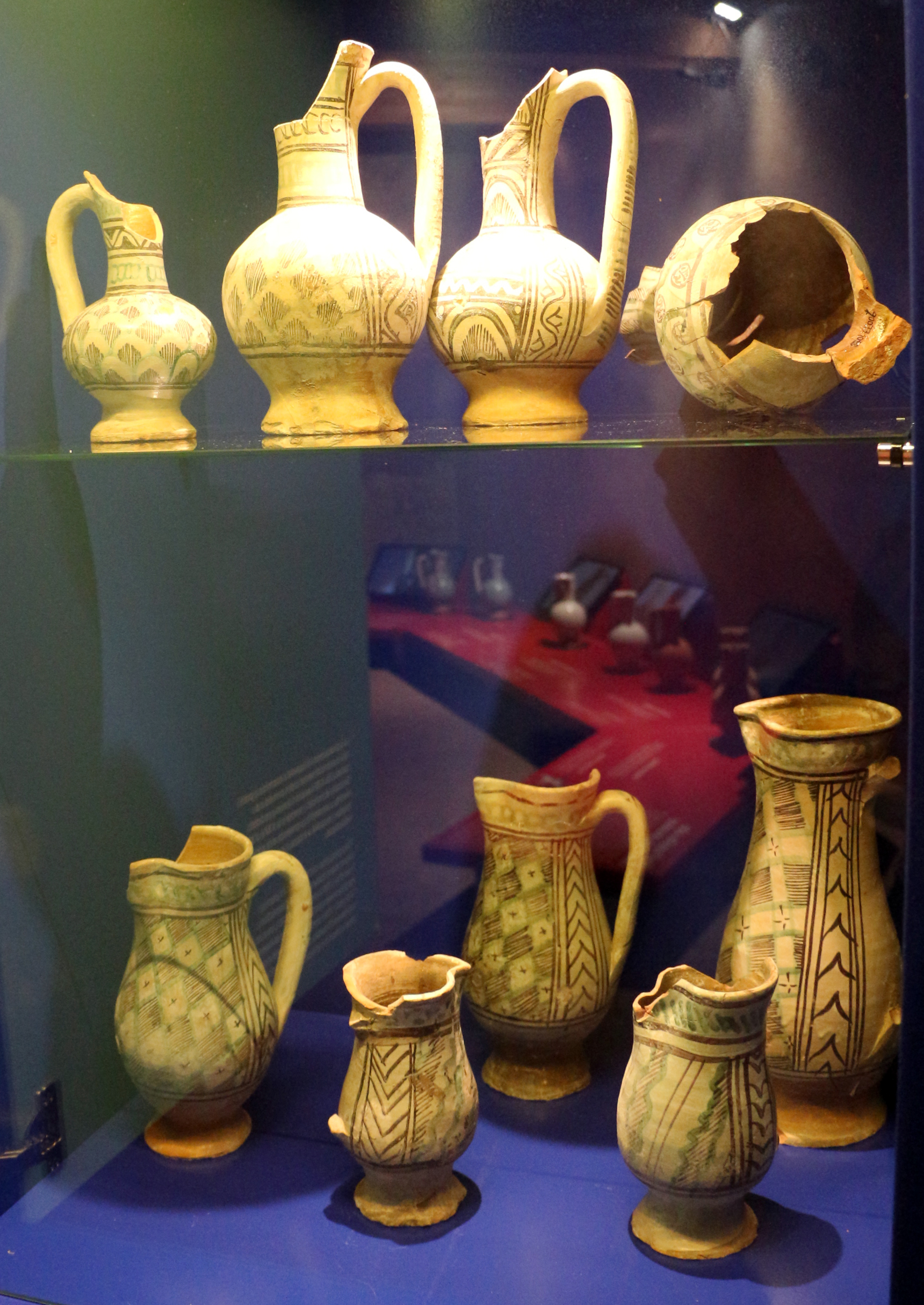
Recipienti chiusi, maiolica arcaica pisana, (prima metà del XIII secolo).

### Le forme chiuse
Contemporaneamente ai recipienti aperti, le fabbriche pisane produssero recipienti chiusi (boccali, brocche, orcioli, microvasetti) destinati di norma a contenere liquidi, da portare sulla tavola o da conservare nella dispensa.
In base alla presenza o meno di anse si possono distinguere due gruppi:
- Recipienti corredati di anse (boccali e brocche). Tutti i recipienti di questa categoria oltre ad avere un’ansa, hanno la bocca trilobata[N 14][23].
- Recipienti chiusi privi di anse. Solo pochi esemplari di questo tipo sono stati restituiti da scavi.

1. Orcioli. Il corpo è ovaliforme, il collo cilindrico e il piede a disco.
2. Albarelli. A testimonianza di questo tipo morfologico sono stati rinvenuti solo alcuni frammenti di un unico esemplare.
3. Microvasetti. Piccoli oggetti usati come unguentari o per contenere le salse[24].

## Le decorazioni tipiche delle maioliche arcaiche pisane
Tra gli esemplari di maiolica arcaica decorati si registra nella maggior parte dei casi l’impiego del verde ramina e del bruno manganese (colori principali). Solo poche volte si incontrano recipienti ornati con il solo bruno.
Le decorazioni delle maioliche arcaiche sono state suddivise in base alla presenza o meno dei due colori principali.

### Motivi principali delle forme aperte

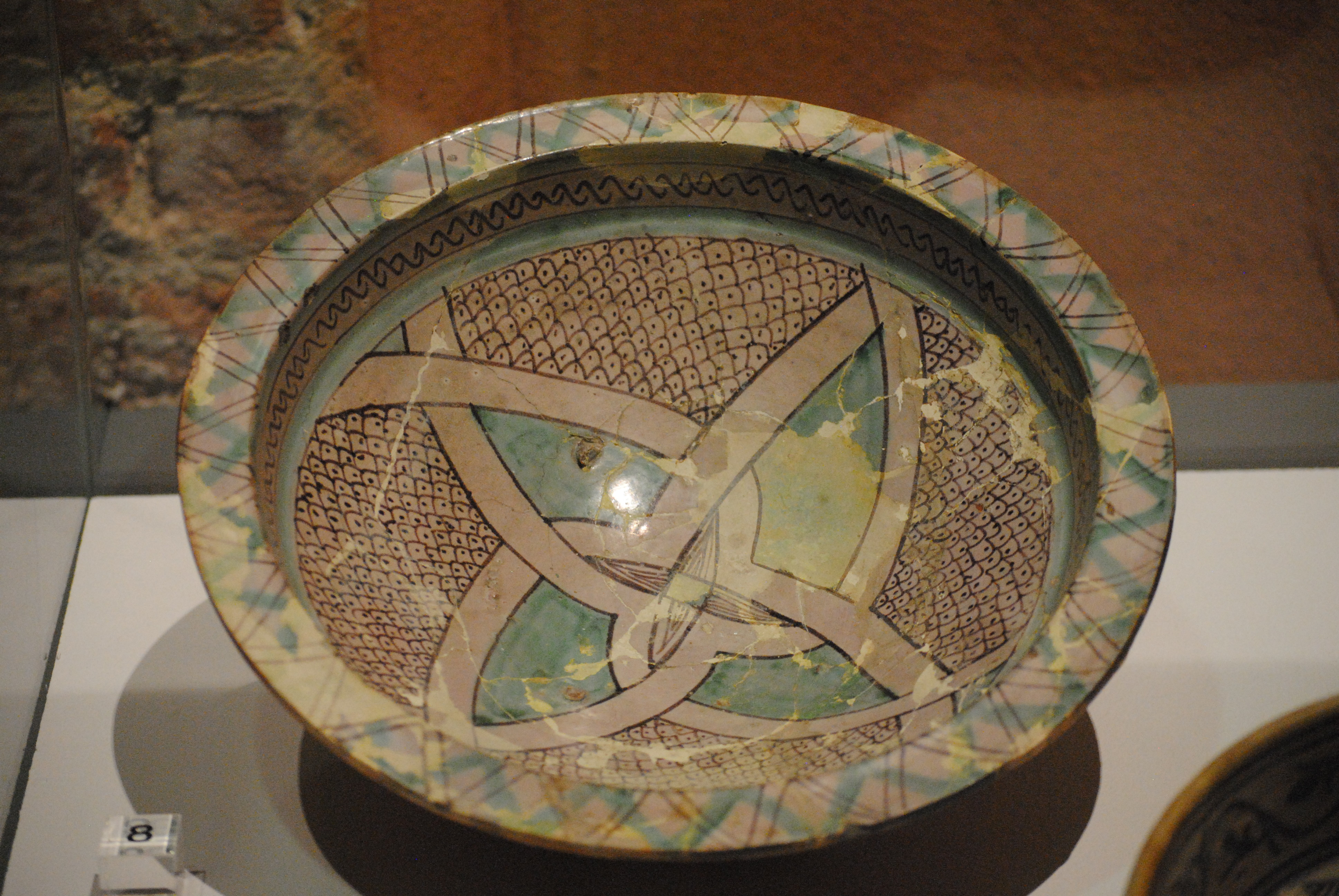
Catino con tesa, maiolica arcaica pisana decorato con quattro lobi intersecati che danno origine a un motivo di ispirazione vegetale. Gli spazi bianchi sono occapati da squame puntinate. La fascia sotto la tesa è occupata da tratti ad "S", sulla tesa la sequenza secondaria è data da tratti spezzati a formare angoli arcuati (fine XIII - inizi XIV secolo).

Per le forme aperte, sia quelle complete di tesa sia quelle che ne sono prive, è possibile riscontrare diversi schemi di distribuzione degli ornamenti:
1. Il motivo principale occupa tutta la superficie interna fino all’orlo e senza rifiniture.
2. Una larga filettatura di colore verde o bruno delimita al margine la decorazione principale.
3. Il motivo posto sul fondo è completato da una fascia riempita con elementi di vario genere, generalmente disposti in sequenza, impreziosita da filettature ai due margini. Questa fascia si colloca spesso nella parte alta delle forme prive di tesa oppure sulla tesa nelle forme che ne sono provviste.
4. Tra il motivo principale e la fascia con elementi secondari è presente un’area delimitata da filettature e lasciata priva di disegni.
5. Intorno alla decorazione principale si trovano due o più fasce a sequenze.

#### Ceramiche decorate in bruno e in verde su smalto bianco
I decori di questa categoria coprono un vasto repertorio che spazia dai motivi geometrici a quelli figurativi. I primi raggruppano decori lineari, a graticcio, a reticoli, a raggi, di ispirazione vegetale, etc.
I motivi figurativi mostrano invece quadrupedi ispirati alla realtà o alla fantasia, pennuti e figure umane quali profili maschili e femminili.

#### Ceramiche decorate in solo bruno su smalto bianco

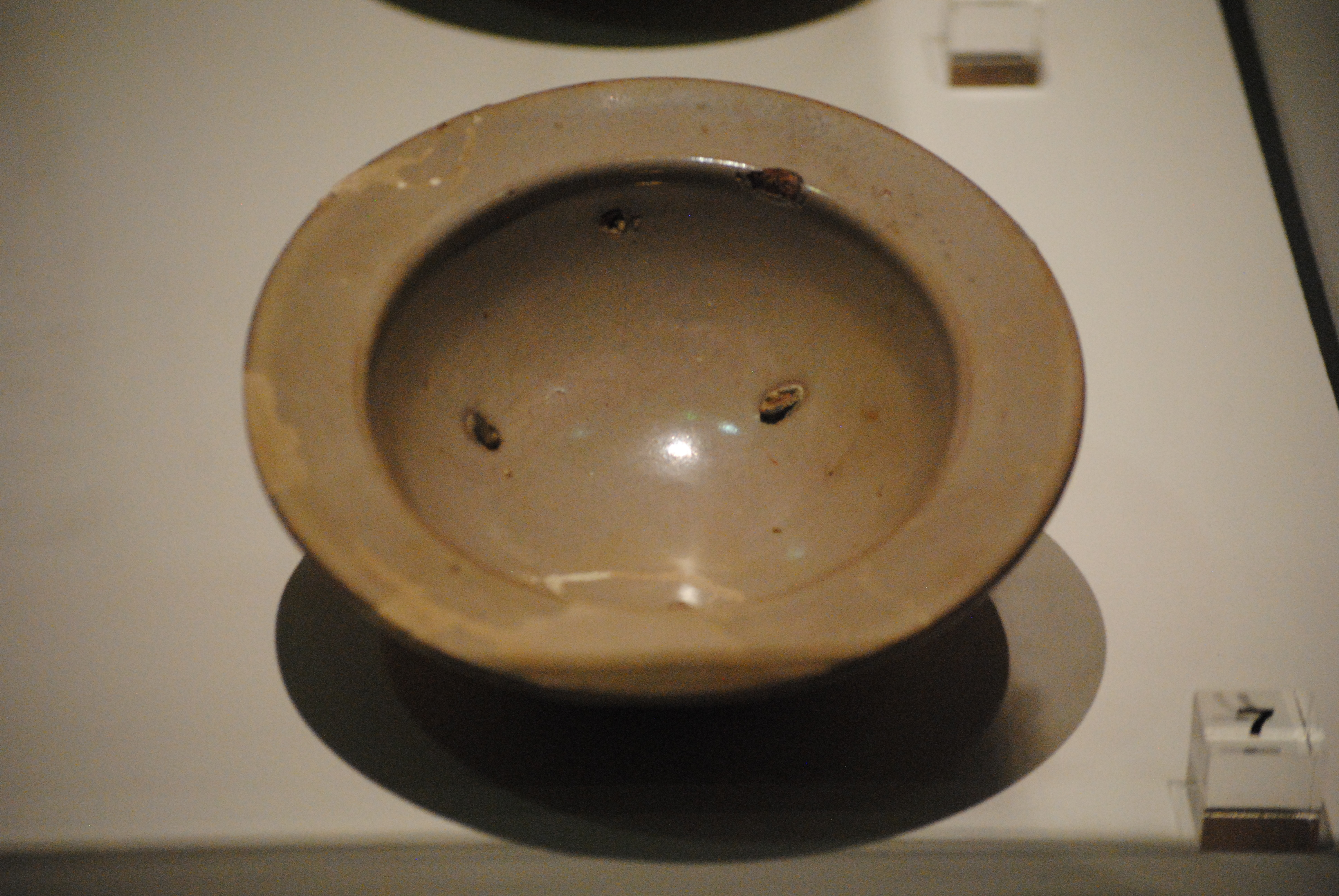
Scodella, maiolica arcaica monocroma smaltata in bianco (fine XIII - inizi XIV secolo). Si notano ancora sulla superficie interna i segni lasciati dai distanziatori.

Tracciati in solo bruno si incontrano piccoli motivi centrali sul fondo del recipiente.

#### Ceramiche monocrome
Gli esemplari con decorazione monocroma sono stati classificati in base alle caratteristiche tecniche dei rivestimenti. Di solito lo smalto copre la parte interna del recipiente mentre quella esterna è rivestita da vetrina piombifera. Non mancano i casi in cui entrambe le superfici sono completamente smaltate o invetriate.

### Motivi secondari o sequenze delle forme aperte
Sia sui recipienti privi di tesa sia in quelli che ne sono provvisti, si possono riscontrare motivi periferici, cioè sequenze organizzate in fasce delimitate da una o più filettature per parte che circondano e abbelliscono il motivo decorativo principale. Mentre in prossimità del disegno principale queste decorazioni sono spesso tracciate in bruno, in prossimità dell’orlo del recipiente è più frequente trovarle in verde.
Si distinguono diversi gruppi di sequenze. I più ricorrenti hanno carattere geometrico come tratti paralleli, linee spezzate che danno forma ad angoli arcuati, segni ad "S", ecc. Altri elementi delle sequenze si ispirano al mondo vegetale, ad esempio ramaglie di vario genere abbellite da fogliame.

### Motivi principali delle forme chiuse
Nella massima parte dei casi la smaltatura stannifera bianca riveste quasi tutta la superficie esterna (principale), mentre la porzione prossima al piede e l'interno del vaso sono coperti da vetrina piombifera trasparente. Disegni in bruno e in verde ornano come di consueto il fondo bianco, ma non mancano i casi in cui i pezzi sono lasciati privi di ornamenti e quindi monocromi.

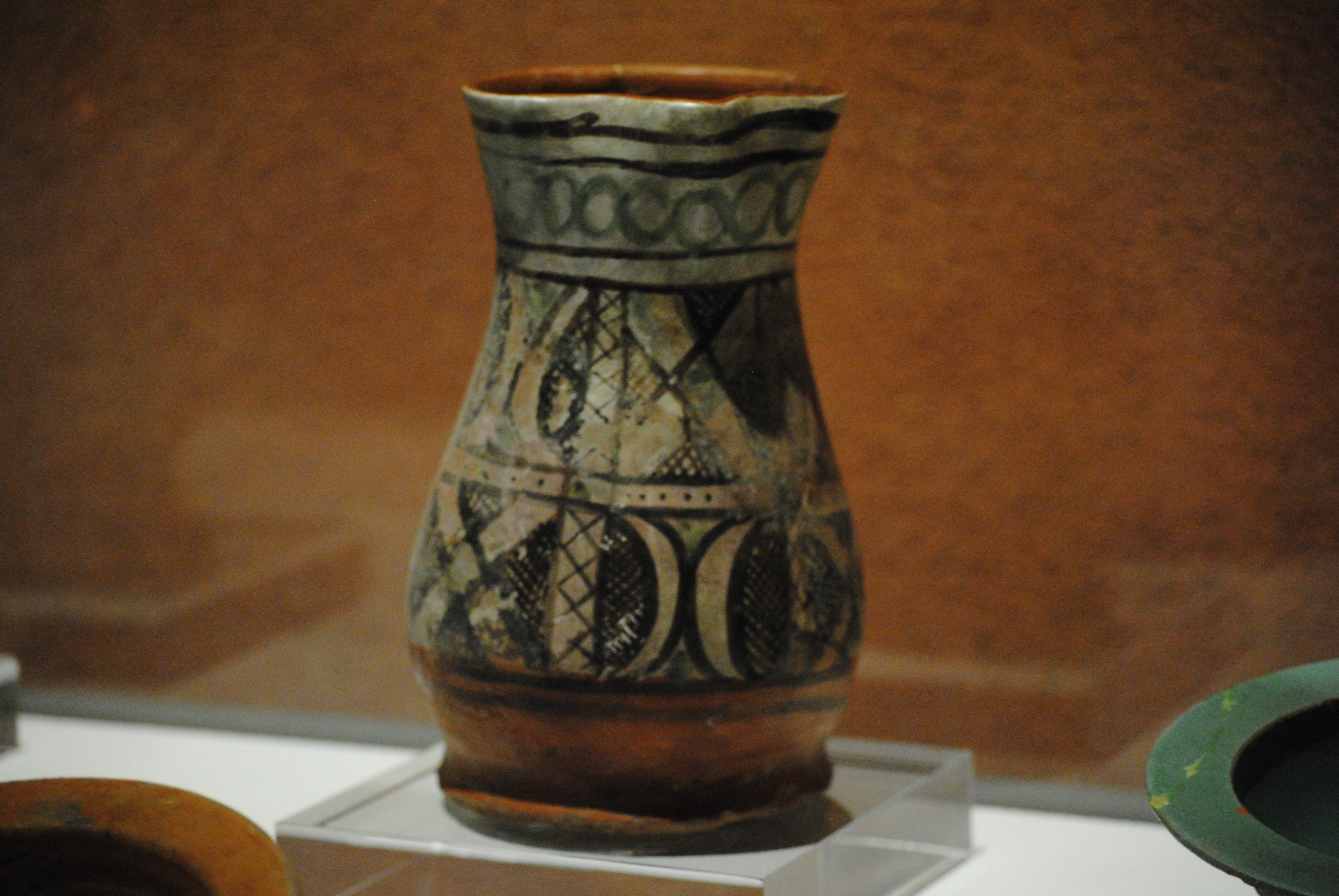
Boccale, maiolica arcaica di Pisa (seconda metà XIII - inizi XIV secolo).

Molto raramente ambedue le superfici sono smaltate e l'uso di coperture colorate in verde è difficile da incontrare.
I motivi principali sono tracciati sulla porzione di recipiente ricoperta di smalto bianco e spesso sono gli stessi incontrati nelle forme aperte.
Le decorazioni possono essere distribuite in diverse maniere sulla superficie del vaso:
1. Il motivo principale occupa solo la zona anteriore del vaso mentre il resto, compresa l’ansa se presente, è lasciato in bianco.
2. Il motivo principale si trova su tutta la superficie del vaso, rifinito poi da filettature. Queste delimitano il disegno in alto ed in basso, ma anche lateralmente all’ansa nei recipienti che ne sono provvisti.
3. Il disegno principale è completato da sequenze secondarie verticali. Queste si trovano sempre su vasi con ansa, e sono presenti ai due lati di quest’ultima.
4. Il motivo principale è arricchito da sequenze verticali e orizzontali.

#### Decorazioni in verde e bruno o solo in bruno
I recipienti chiusi sono spesso decorati con motivi geometrici, simili a quelli che abbelliscono le forme aperte; è piuttosto raro incontrare invece motivi a carattere figurativo, per lo più raffiguranti animali.

### Motivi secondari o sequenze delle forme chiuse
Si individuano tre tipi di sequenze: orizzontali, verticali e sequenze sulle anse.

#### Sequenze orizzontali
Si trovano inserite in fasce delimitate da uno o due filetti bruni, normalmente due dalla parte bassa, a separazione dal motivo principale. Quasi sempre sono gli stessi motivi periferici incontrati nelle forme aperte.

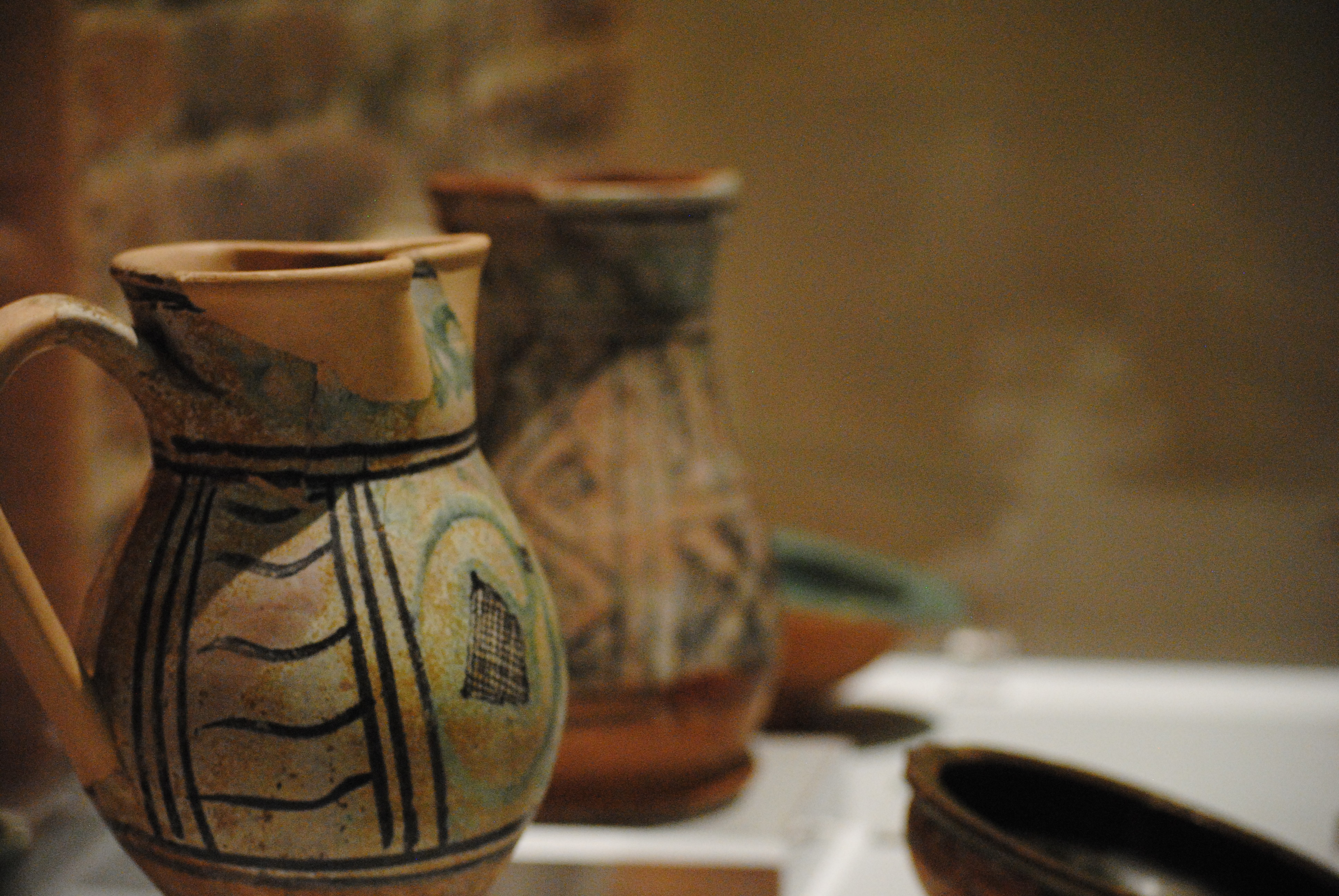
Boccale, maiolica arcaica (XIII secolo), dettaglio sequenza orizzontale a catenella (sotto la bocca trilobata) e verticale (accanto l'ansa)

#### Sequenze verticali
Si tratta nella maggior parte dei casi di elementi in sequenza in solo bruno. Queste sequenze occupano di solito le due fasce poste verticalmente sul corpo, ai due lati dell’ansa. Tali fasce sono delimitate, a destra e a sinistra, da tre filettature, raramente due. Le principali sequenze verticali sono:
1. Serie di barrette parallele tracciate orizzontali o oblique.
2. Serie di angoli incuneati con vertice verso il basso o verso l’alto.
3. Tratti movimentati da una o più ondulazioni, disposti orizzontalmente lungo la fascia.
4. Due serie di cunei hanno l’apice verso il centro della fascia.
5. Angoli a vertici contrapposti.
6. Tre linee spezzate orientate verticalmente, sono disposte parallelamente. I punti di rottura sono marcati da cerchietti puntinati.
7. Segni ad S danno origine ad un motivo a catena.

#### Sequenze sulle anse
Sono numerosi i casi in cui le anse sono monocrome a smalto bianco anche quando i recipienti hanno il corpo decorato. Sono state rinvenute anse decorate in ramina e in manganese. I motivi decorativi sono costituiti quasi esclusivamente da tratti trasversali, orizzontali o obliqui, singoli o a gruppi e a colori alterni. Solo pochi esemplari sono decorati in solo manganese e in rarissimi casi alla base del manico si trova qualche elemento di arricchimento.

## Maioliche arcaiche policrome
Agli inizi del XV secolo, nel 1406, la città di Pisa fu conquistata dai Fiorentini. Poco dopo gli scontri, quando l’economia cittadina e i mercati si stabilizzarono, gli occupanti introdussero nei commerci pisani delle ceramiche che superavano in pregio le manifatture locali. Si tratta del vasellame prodotto nel contado fiorentino, in particolar modo proveniente da Montelupo Fiorentino. I nuovi prodotti, denominati nella nostra epoca “Maioliche arcaiche blu”, “Zaffere a rilievo”, “Italo-moresche” o, più generalmente maioliche policrome, facevano largo uso di colori più vivaci, sgargianti, quali il blu o l’azzurro e il giallo, che donavano a queste ceramiche una maggiore bellezza rispetto alle maioliche arcaiche pisane. I ceramisti locali dunque, per far fronte a questa nuova concorrenza, tentarono di apportare modifiche al repertorio decorativo dei loro prodotti, introducendo nella tavolozza la nuova tonalità del giallo/arancio, che si accosta ai sempre caratteristici verde e bruno. L’innovazione riguardò solo la cromia delle maioliche, in quanto la morfologia delle forme e le “ricette” dei rivestimenti vetrosi rimasero invariate.

### Le decorazioni tipiche delle maioliche arcaiche policrome
- Motivi principali delle maioliche arcaiche policrome: si impostano principalmente su schemi geometrici, ad esempio raggi e girandole che, in base alla loro composizione, possono ricordare elementi ispirati al mondo vegetale. Oltre a questi, sono state individuate figure animali, volatili e quadrupedi, ma anche figure umane, testimoniate da figure femminili impreziosite soprattutto da elementi vegetali come foglie riempite con graticci[39].
- Motivi secondari o sequenze delle maioliche arcaiche policrome: come per le maioliche arcaiche appartenenti ad altre categorie, le sequenze usate nelle policrome sono racchiuse in fasce delimitate da filetti. Quelli esterni sono in verde, quelli interni, cioè prossimi al motivo principale, sono in giallo. Le sequenze più comuni sono[40]:

1. Sequenza formata da serie di tratti obliqui tracciati in bruno che in base a come si articolano possono formare un reticolo.
2. Sequenza con elementi ad “S” di colore bruno; questi susseguendosi formano una catena.
3. Sequenza che si ispira al mondo vegetale, soprattutto foglie. I contorni di queste sono tracciati in bruno, mentre le venature sono in verde.

## Maioliche arcaiche monocrome tarde

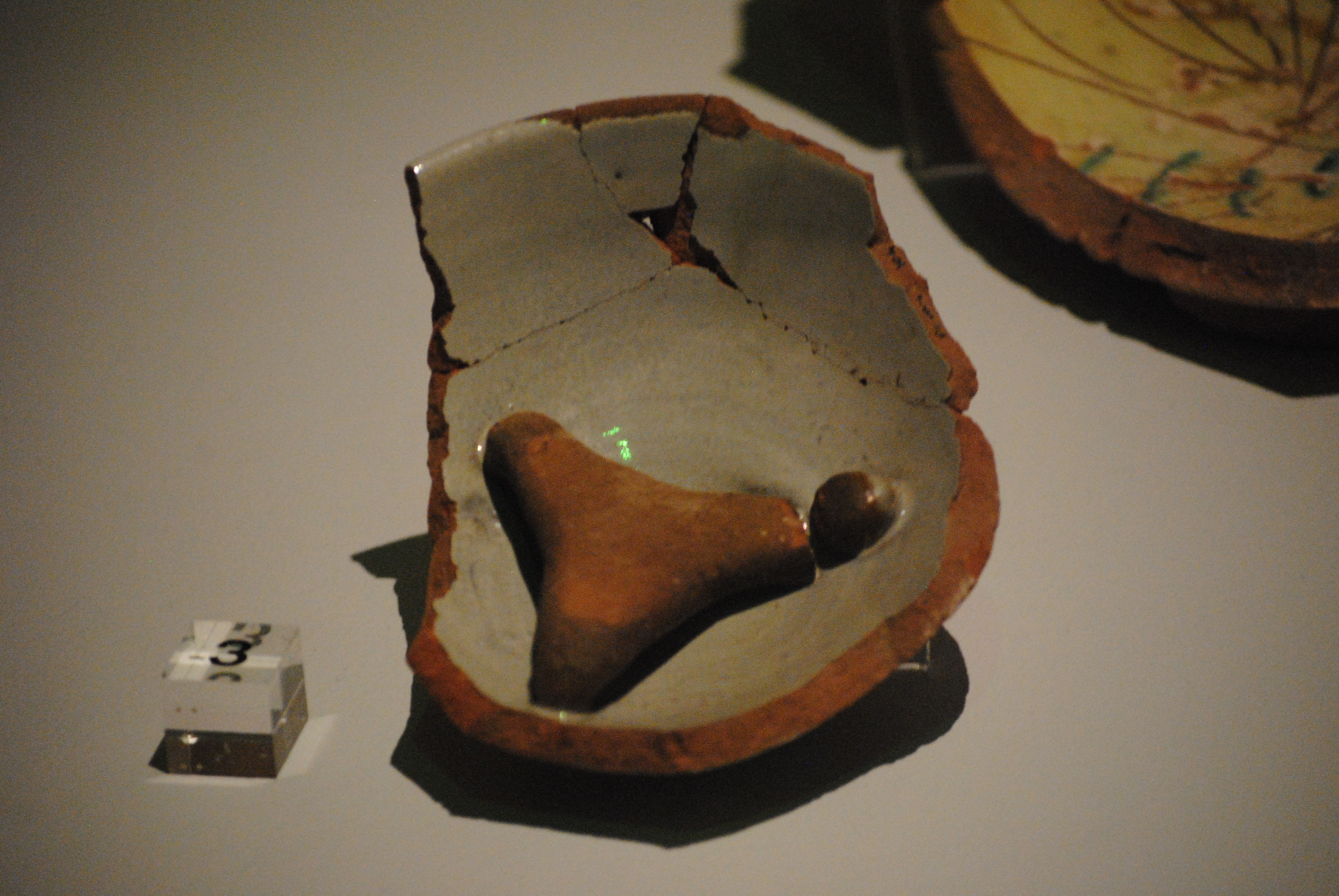
Ciotola, maiolica arcaica monocroma bianca tarda (1530 - 1560). Il pezzo è stato scartato perché dopo la seconda cottura il distanziatore si è fuso con la ciotola.

Se fino a qualche anno fa si pensava che la produzione della maiolica arcaica pisana fosse cessata nel XV secolo, lo studio di alcuni contesti di scavo urbani ha mostrato come la maiolica arcaica sopravvisse fino alla fine del XVI secolo. A testimoniare meglio questa tendenza produttiva ci sono principalmente gli scarti di fornace e d’uso cinquecenteschi di Villa Quercioli e via Sant’Apollonia che identificano ancora meglio l’evoluzione dell’ultima maiolica arcaica pisana. In questo ultimo periodo la produzione perse molti dei caratteri distintivi dei secoli precedenti, limitandosi alla sola monocromia bianca e alla sola tipologia della ciotola emisferica, che viene fabbricata fino 1590 circa.

## Principali luoghi di ritrovamento delle maioliche arcaiche pisane nel centro urbano
Le ceramiche importate a Pisa e prodotte in situ, sono state rinvenute in due contesti completamente diversi tra loro. Da una parte abbiamo i cosiddetti “bacini ceramici”, cioè le forme aperte di ceramica rivestita da coperture vetrificate e variamente colorate che furono inserite sulle murature esterne di edifici religiosi del centro urbano a scopo decorativo. Dall’altra, abbiamo i reperti ceramici recuperati dal sottosuolo in diverse zone della città per mezzo di recuperi non stratigrafici e indagini archeologiche di diversa origine.

### Gli edifici pisani decorati con ceramiche

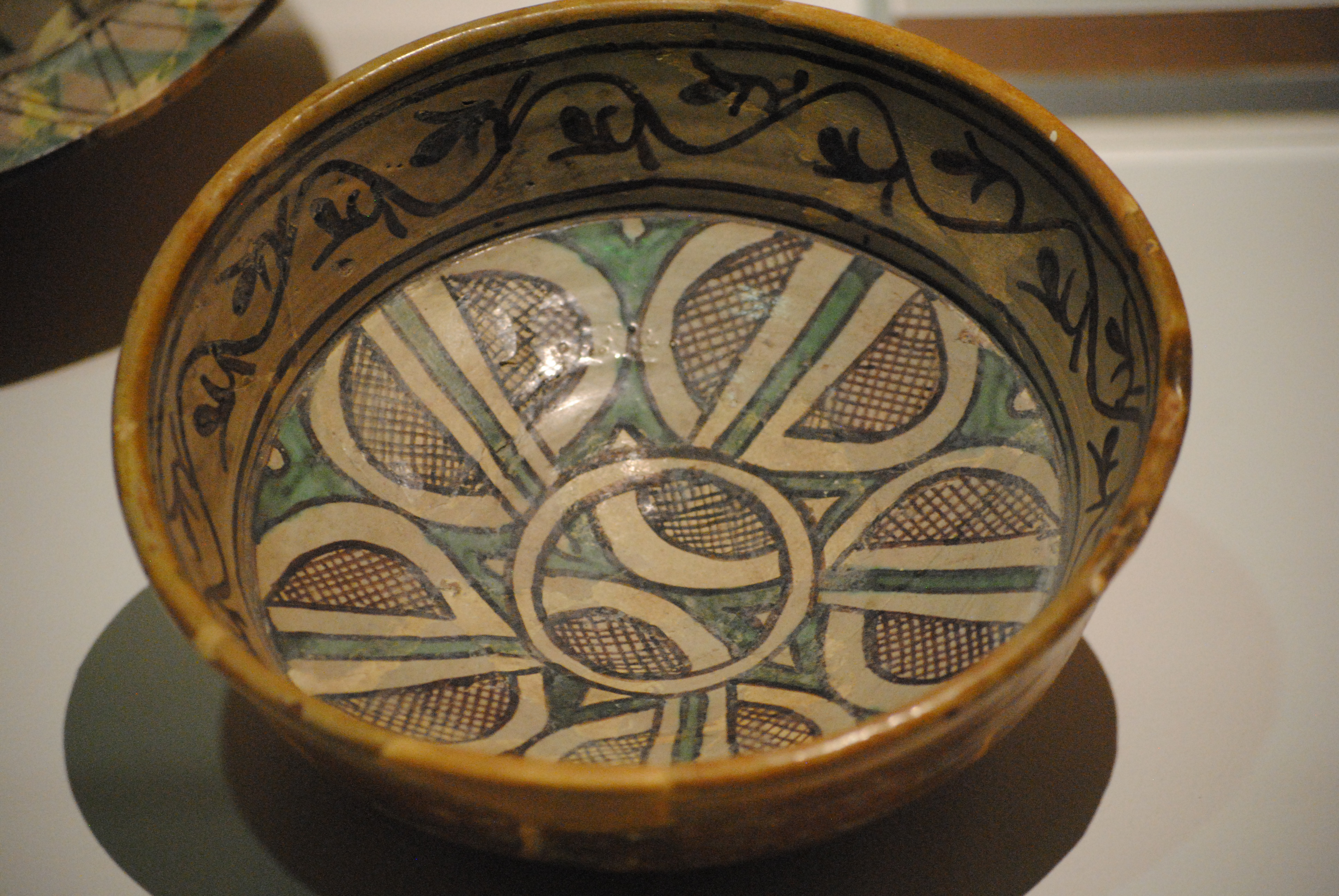
Scodella, maiolica arcaica di Pisa (prima metà XIII secolo) usata come bacino ceramico sulla chiesa di Santa Cecilia. Il pezzo è decorato con motivi geometrici e vegetali (sequenza secondaria sotto l'orlo)

A partire dalla fine del X secolo fino agli ultimi anni del 1200, furono importate, da diversi centri del Mediterraneo, ceramiche che vennero usate per decorare le superfici esterne di edifici religiosi. Fino a tutto il XII secolo furono usati solo prodotti di importazione. Progressivamente, dagli inizi del XIII fino ai primi decenni del XIV secolo, furono applicate sulle chiese pisane quasi esclusivamente ceramiche di produzione locale.
Gli stessi maestri che lavoravano all’innalzamento delle mura vi posavano le ceramiche, procedendo secondo tecniche diverse che variavano in base al tipo di materiale usato: pietre o laterizi. In queste strutture religiose, 26 in tutto, furono collocate nel corso del tempo almeno duemila “bacini ceramici”.
Le principali chiese decorate con i “bacini” in maiolica arcaica, presenti nel tessuto cittadino sono:
- Chiesa di Santa Cecilia;
- Il campanile di San Francesco;
- La chiesa di San Martino[46].

### I recuperi non stratigrafici dal sottosuolo
Oltre allo studio condotto sui recipienti usati come decorazione architettonica, lo studio delle maioliche arcaiche pisane è stato condotto sulla base di recuperi di pezzi dal sottosuolo cittadino. I principali luoghi di recupero non stratigrafico sono:

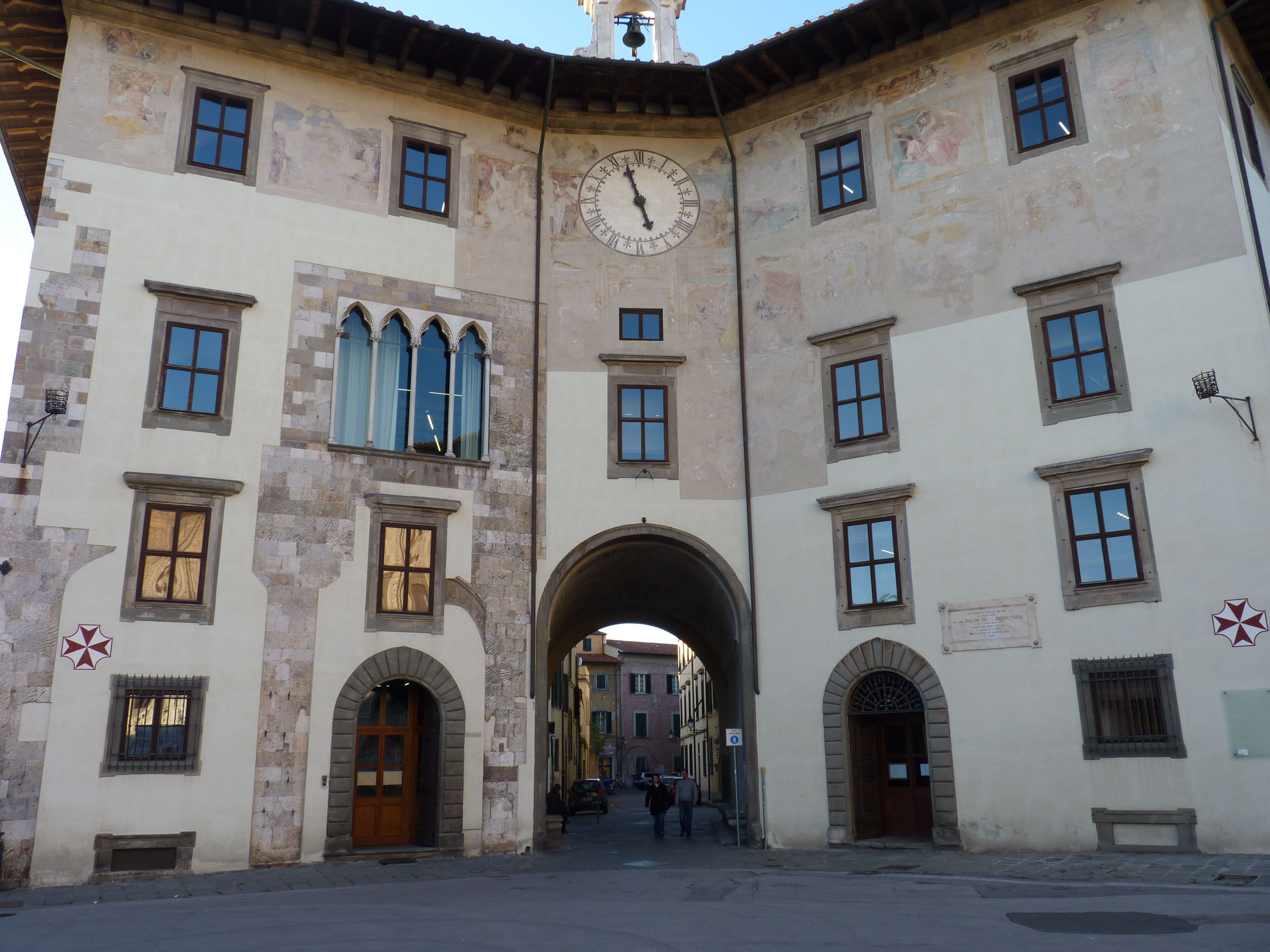
Torre della Fame, oggi biblioteca della Scuola Normale Superiore.

- La Torre della Fame: la “Turris Gualandorum” (Torre dei Gualandi) o Torre della Muda, meglio nota come Torre della Fame, celebre per essere stata teatro della prigionia del conte Ugolino della Gherardesca e dei suoi eredi, cantata da Dante Alighieri nel XXXIII canto dell’Inferno, è oggi inglobata nel Palazzo dell’Orologio. Si trova nel centro storico, all’angolo nord-ovest della Piazza dei Cavalieri. Le ceramiche vennero in luce durante dei lavori di restauro eseguiti dalla Scuola normale superiore[47].
- La Carità: presso il complesso la “Carità”, adibito in passato ad orfanotrofio femminile, nel 1975 furono rinvenuti alcuni frammenti di recipienti ceramici riconducibili alla categoria delle “maioliche arcaiche”. Il complesso si trova oggi in via Pasquale Paoli, via del centro storico e zona densamente popolata già nei secoli XII e XIII (Cortevecchia). Tra i reperti erano presenti anche dei frammenti di recipienti acromi. Le ceramiche di questo scavo sono riferibili alla metà circa del XIV secolo[48].
- 1° e 2° scarico - Raccolta Tongiorgi: nel 1962 e nel 1970 sono partite delle campagne di scavo presso la zona dove un tempo sorgeva la dogana di Porta a Mare. L’area di scavo si trovava un tempo all’esterno della cinta muraria, presso la cappella di San Paolo a Ripa d’Arno, precisamente nell’area di S. Giovanni al Gatano. In quest’area, nella seconda metà del XIV e nella prima del XV secolo, sorgevano numerose officine ceramiche. In entrambi gli scavi sono state rinvenute maioliche arcaiche che possono essere datate alla terza e quarta fase produttiva[49].

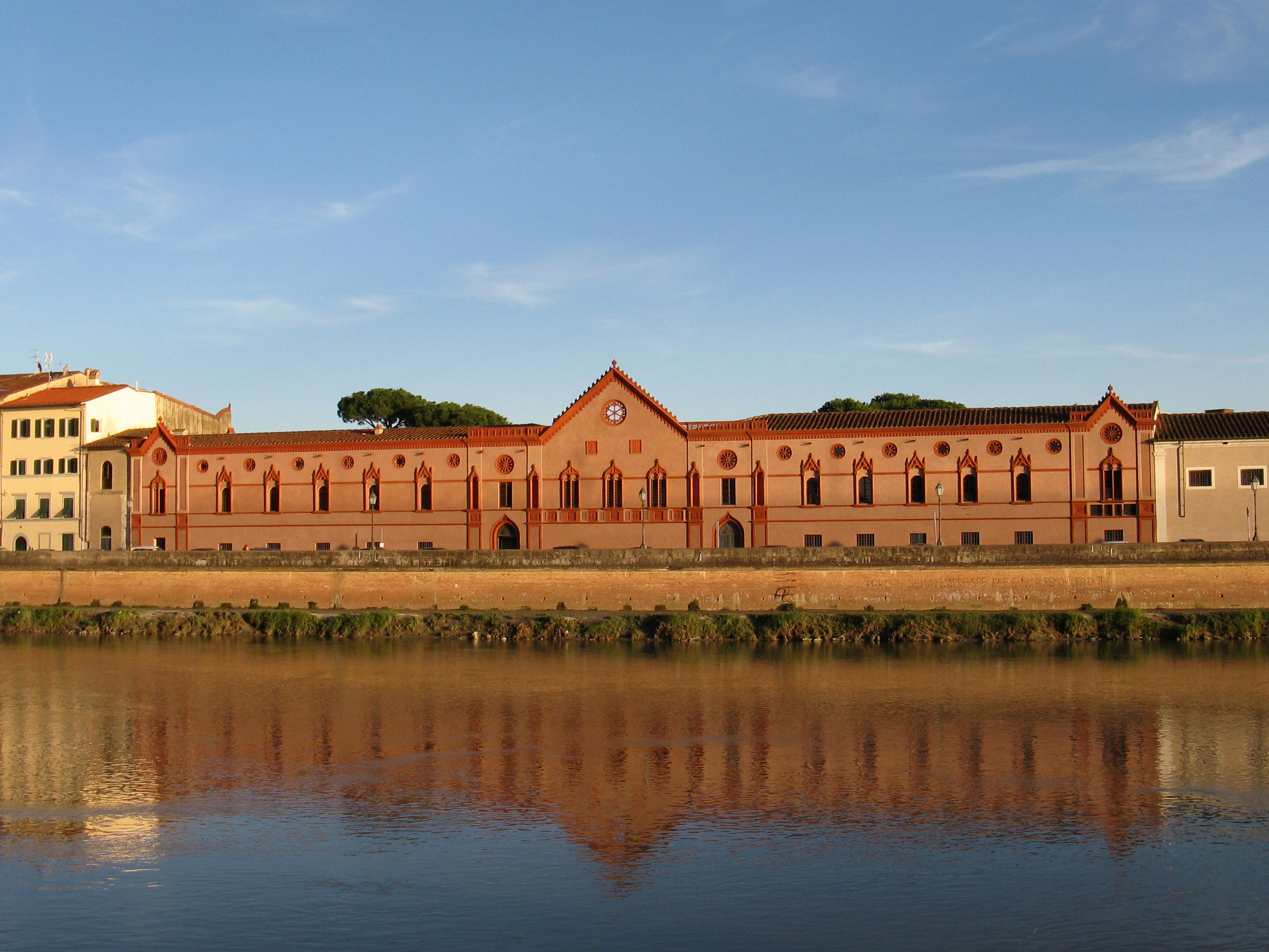
Ex convento delle Benedettine.

- Ex convento delle Benedettine: a sud dell’Arno sorge, presso il Lungarno Sidney Sonnino, quello che un tempo era il convento delle monache Benedettine. Le prime notizie sull’ordine monastico risalgono al 1282. Al 1393 risale la costruzione della chiesa di San Benedetto. Nel XV secolo le Benedettine vivevano una situazione economica molto agiata in quanto le doti delle novizie e i lasciti testamentari portavano alle casse del convento ingenti somme di denaro. Nel XIX secolo, a causa della legge napoleonica che sopprimeva le istituzioni religiose, le monache dovettero abbandonare il loro monastero rifugiandosi in quello di San Silvestro dove alloggiarono fino al 1814. Le monache, tornate nel loro convento dovettero nuovamente lasciarlo nel 1866 quando, dopo l’annessione della Toscana al Regno d’Italia, gli Ordini Monastici subirono pesanti confische e soppressioni. Dal 1912 l’ex convento fu adibito prima a dormitorio pubblico, poi fu sede di vari uffici, ad esempio fu usato come caserma dell’Arma dei Carabinieri. In seguito, fu destinato ad ospitare varie botteghe e magazzini. Solo nel 1940 il complesso di edifici tornò tra le proprietà delle monache ma queste nel 1956 decisero di mettere in vendita l’intero stabile. Nel 1973 fu venduto alla Cassa di Risparmio di Pisa che dopo la sua acquisizione, nel 1975, fece partire una campagna di recupero e di restauro. Durante i lavori, fu effettuato un importante scasso nel loggiato che restituì la discarica di una fornace. Questa risaliva sicuramente ad un'unica fabbrica, e si era formata probabilmente nella prima metà del XVI secolo. Tra i frammenti di ceramiche rinvenuti in questo scavo, si poterono identificare molti pezzi di maiolica arcaica, di ingobbiate e graffite (“a stecca” e “a punta”) e numerosi pezzi di distanziatori (“zampe di gallo”) usati per separare i manufatti durante la cottura[50].
- Cassa di Risparmio di San Miniato: nella raccolta Tongiorgi erano presenti alcuni frammenti di ceramica recuperati presso il Palazzo Alliata, proprietà della Cassa di Risparmio di San Miniato, che fu interessato da alcuni lavori di restauro nel 1980. Il palazzo sorge a sud del fiume, nel vecchio quartiere Chinzica tra l’incrocio di Lungarno Gambacorti e via Giuseppe Mazzini. Tra le ceramiche vennero individuate un discreto numero di frammenti di maioliche arcaiche, tre frammenti di giare islamiche ma anche resti di ceramiche cosiddette “da fuoco”, cioè recipienti usati per la cottura degli alimenti[51].

### I recuperi stratigrafici dal sottosuolo
Nel corso degli ultimi due decenni sono stati eseguiti altri scavi nel tessuto urbano, dove sono stati ritrovati abbondanti frammenti di maioliche arcaiche. I principali luoghi di ritrovamento sono:
1. Vicolo dei Facchini - via Toselli.
2. Piazza Consoli del Mare.
3. Museo nazionale di San Matteo.
4. Piazza delle Vettovaglie.
5. Palazzo Scotto.
6. Piazza dei Cavalieri.
7. Via Sant’Apollonia.
8. Villa Quercioli[52].

## Luoghi di diffusione delle maioliche arcaiche pisane usate come Bacini

### Ceramiche pisane usate come bacini in contesti fuori Pisa

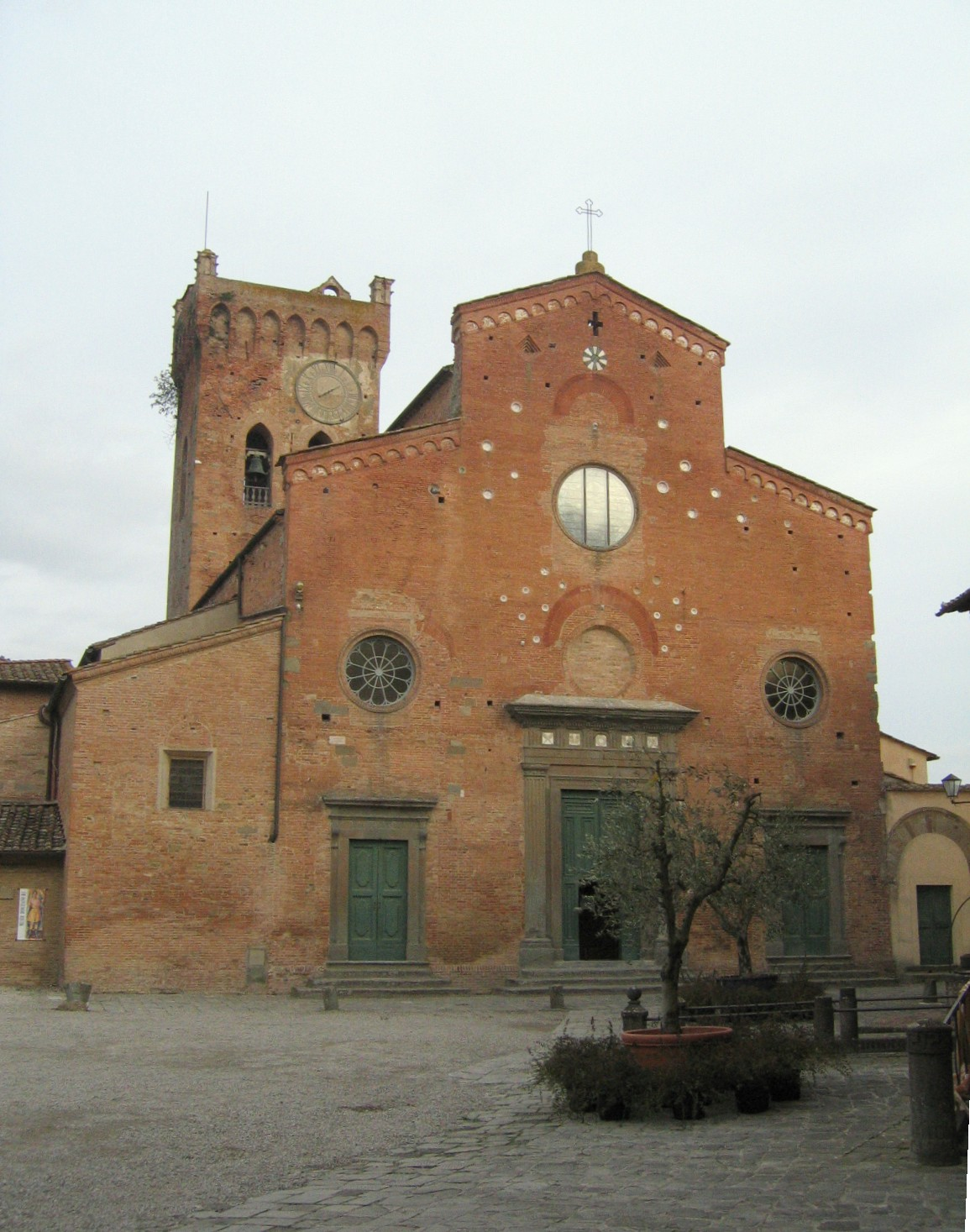
Duomo di San Miniato.

L’uso di ceramiche come decoro architettonico non è una peculiarità solo pisana. Alcuni esempi di tale impiego sono infatti riscontrabili anche nella provincia pisana, ma non solo. Nel vecchio contado pisano le principali chiese abbellite con “bacini” ceramici sono tre e altre due/tre sono presenti nel lucchese. Altri casi si trovano fuori l’Italia.
- Santa Maria Novella di Marti.
- San Pietro di Usigliano (Palaia).
- Duomo di San Miniato.
- Sant’Anastasio di Lucca - San Benedetto in Gottella - Campanile di San Tommaso in Pelleria.
- Santa Caterina di Sisco in Corsica[54].

### Ceramiche pisane usate nella vita quotidiana in contesti fuori Pisa[55]

#### Toscana
Ritrovamenti di maioliche arcaiche di produzione pisana sono segnalati in molte località della Toscana, le principali sono:
- Area Maremmana: Populonia, Piombino, Buriano, Badia al Fango, Settefinestre.
- Fortezza Medicea di Grosseto.
- Calci.
- Castelfranco di Sotto.
- Castello di Ripafratta.
- Cerreto.
- Complesso medievale di Filattiera.
- Cosa.
- Equi Terme.
- Fortezza Vecchia di Livorno.
- Fucecchio, in prossimità del castello di Montellori e a Casa al Vento.
- Grassera.
- Grosseto.
- Massaciuccoli.
- Lucca.
- Marti.
- Massa Marittima.
- Montemarciale.
- Monti dell'Uccellina.
- Palaia.
- Pedemonte.
- Piazza al Serchio.
- Pietrasanta.
- Porto Ercole.
- Rocca sul Monte Verruca.
- Rocca San Silvestro.
- San Miniato.
- Santa Maria a Monte.
- Scarlino.
- Torre di Donoratico.
- Usigliano.
- Vecchiano.
- Vignale[56].

#### Lazio
Sono stati trovati a Roma frammenti di boccali in maiolica arcaica pisana durante gli scavi dell’esedra della Crypta Balbi.

#### Sicilia
- Brucato.
- Marsala.
- Palermo[58].

#### Sardegna
- Bonarcado (Arborea).
- Cagliari (Santa Chiara, Collina di Bonaria, Castello di San Michele).
- Casinedda.
- Dolianova.
- Ghilarza.
- Iglesias.
- Norbello.
- Pula.
- Sassari
- Selargius.
- Senorbì.
- Sibiola.
- Villanovaforru[59].

#### Corsica
- Bastione di San Giorgio ad Algajola.
- Bonifacio
- Castello di Cotone (Bastia).
- Castello di Corbo (golfo di Valinco).
- Luri, Castello dei Motti presso Capo Corso.
- Mariana.
- Pilone.
- Sisco[60].

#### Francia Meridionale
- Arles.
- Avignone.
- Collioure.
- Castello di Confoux.
- Fréjus (palazzo épiscopale).
- Gigean.
- Marsiglia.
- Martigues
- Olbia.
- Rougiers.
- Saint-Etienne-de-Caudeau[61].

#### Liguria
- Andora.
- Carpena.
- Castello della Brina[62].
- Castello di Andora.
- Castello di Molassana.
- Castello di Monte Ursino.
- Isola Gallinara.
- Genova (Vico Carità, Colle di Corigliano, convento di San Silvestro, via San Vincenzo)
- Passo della Bocchetta (Monte Leco).
- Romitorio di Santa Maria della Vezzolla (Valle Stura, Genova).
- Sarzana (chiesa di S. Andrea).
- Sassello.
- Savona.
- Villaggio di Monte Zignago[63].

## Galleria d'immagini

Maioliche arcaiche di produzione pisana
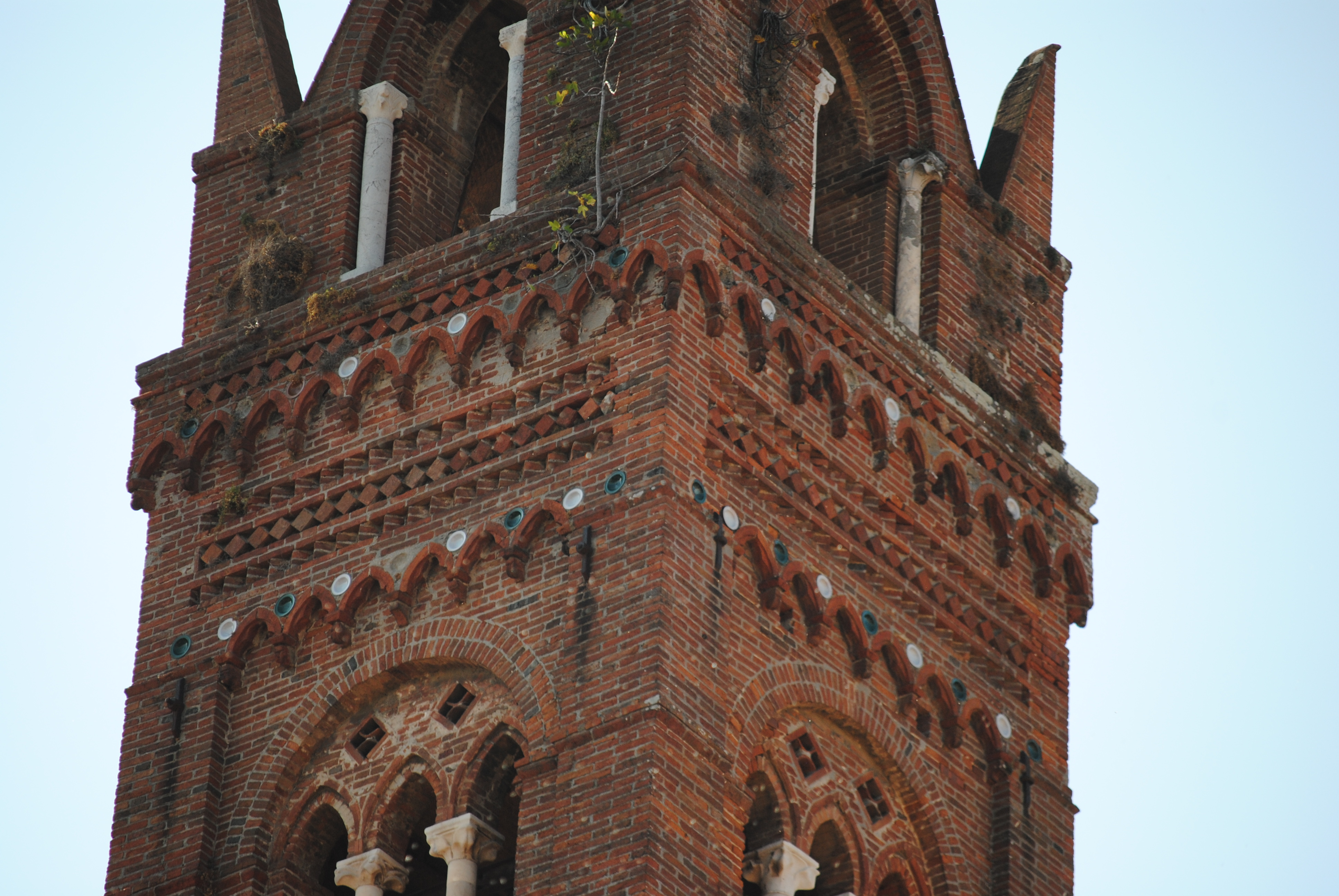
Campanile di San Francesco decorato con maioliche arcaiche di produzione locale (dettaglio).
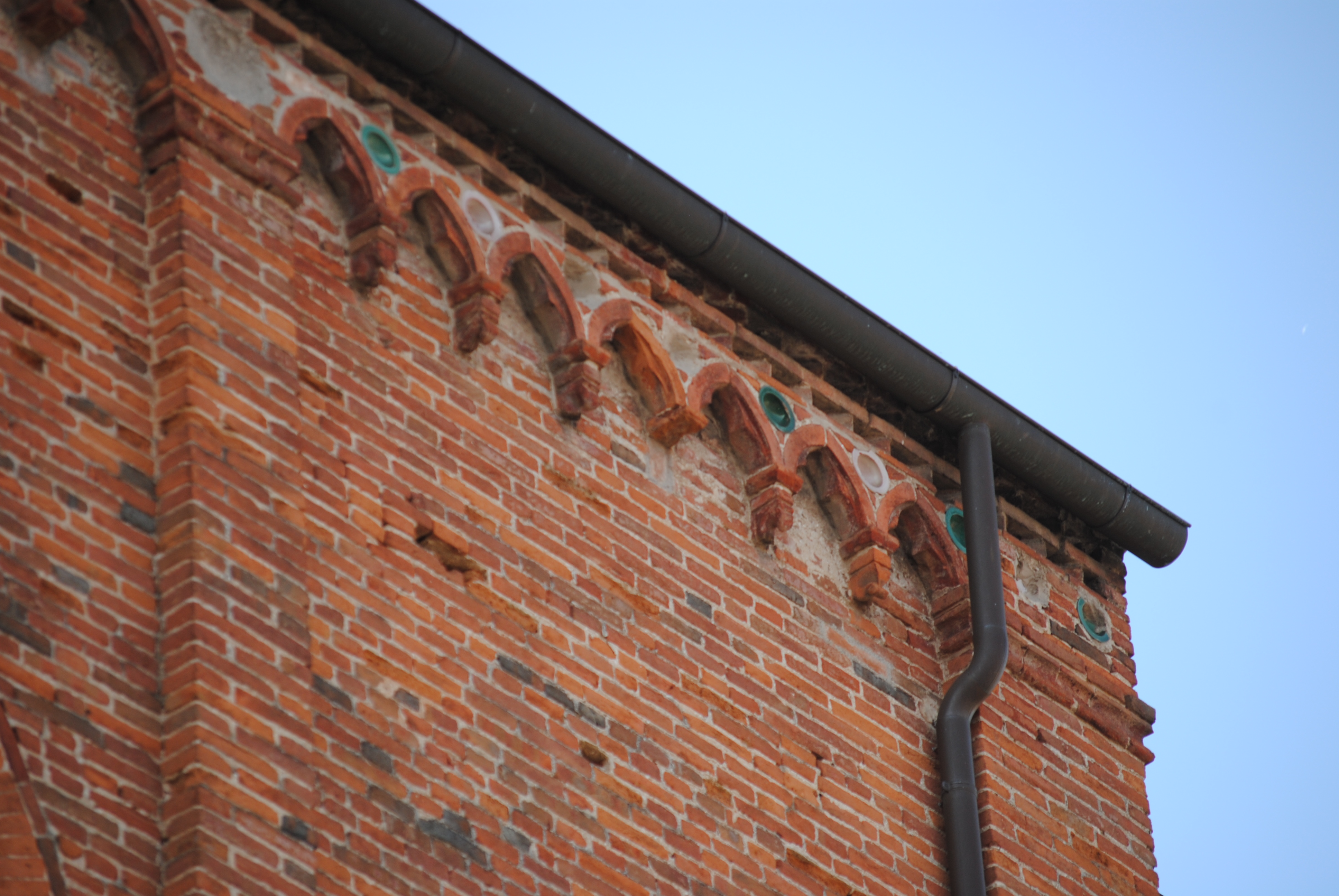
Chiesa di San Martino decorato con bacini ceramici di produzione pisana.
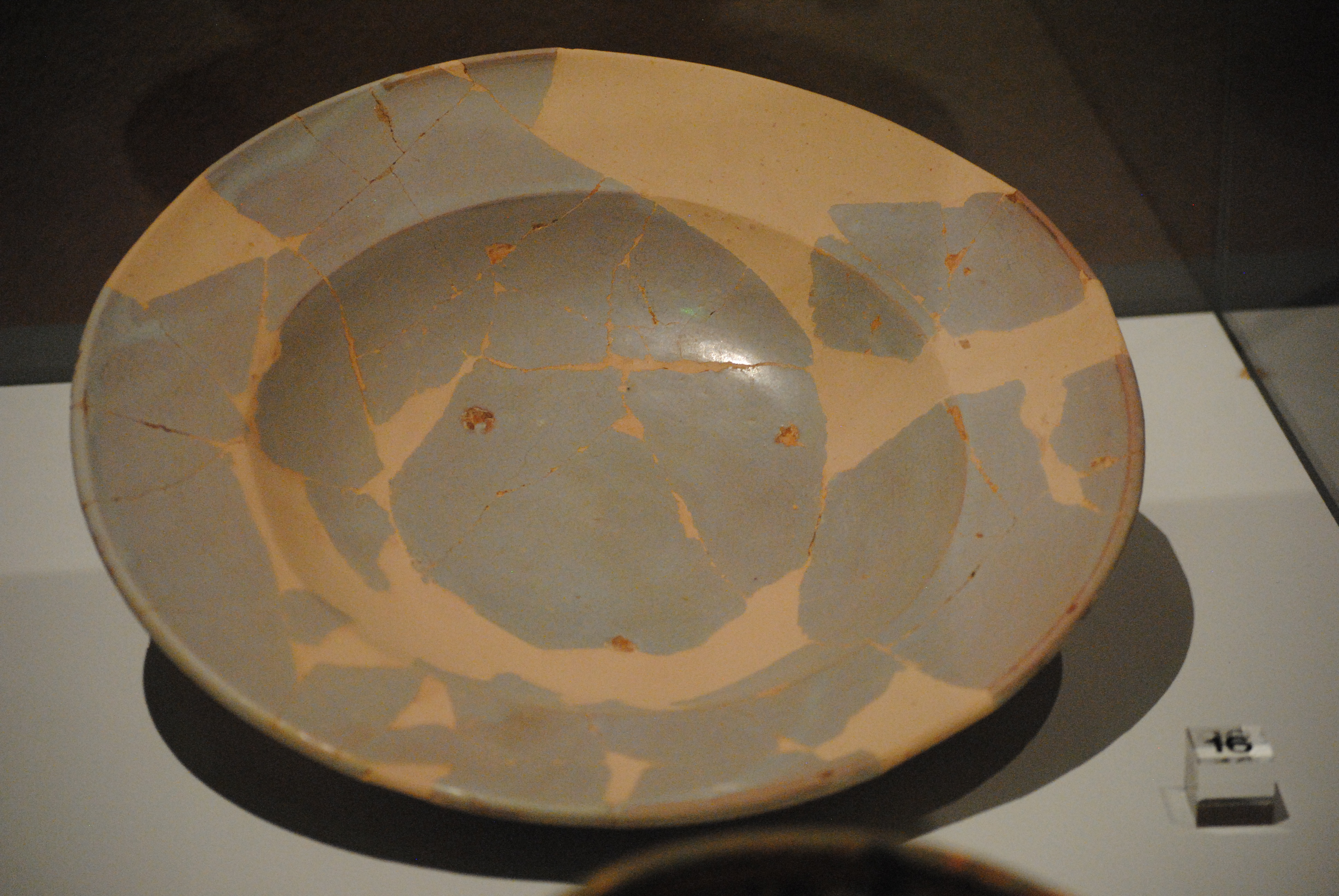
Scodella, maiolica arcaica monocroma bianca di produzione pisana (XV secolo) ritrovata presso San Michele alla Verruca, Vicopisano (Pi).
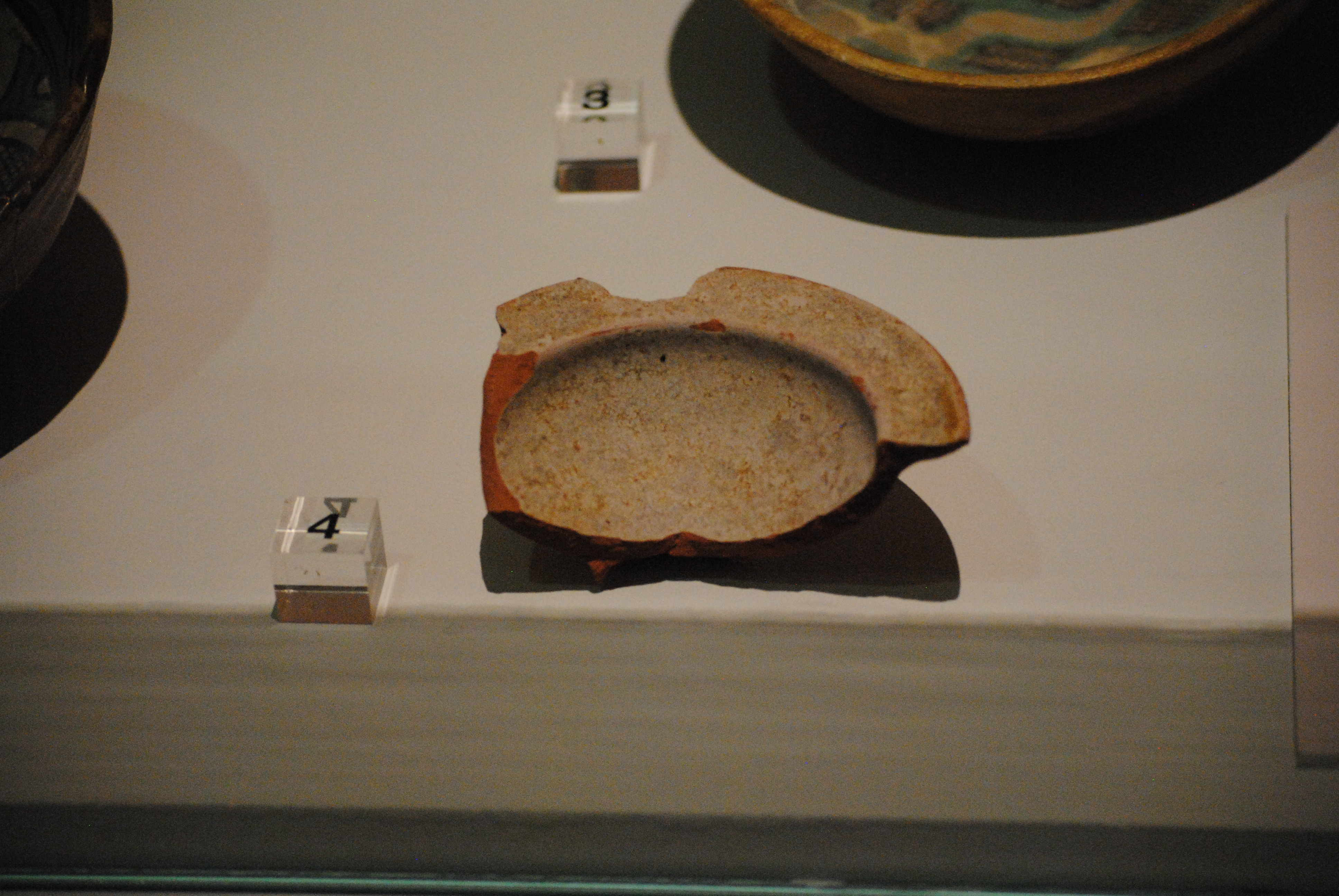
Scodella, maiolica arcaica monocroma bianca, (seconda metà XIV secolo), restituita dai lavori presso palazzo Franchetti (Pisa).
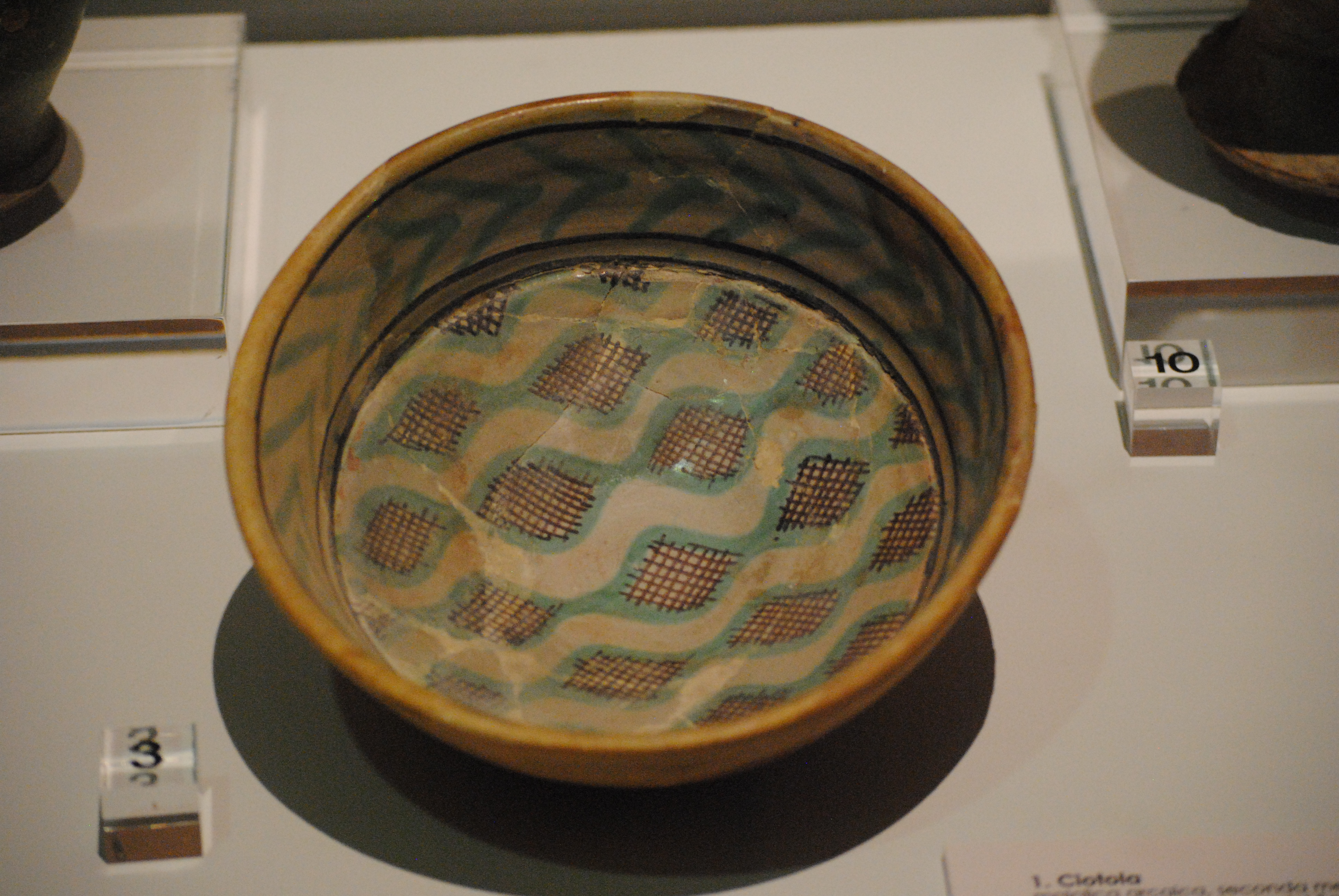
Scodella, maiolica arcaica di produzione locale (prima metà XIII secolo) usata come bacino ceramico sulla chiesa di Santa Cecilia - motivo principale a carattere geometrico con riempimento a graticcio, fascia secondaria data da angoli incuneati.
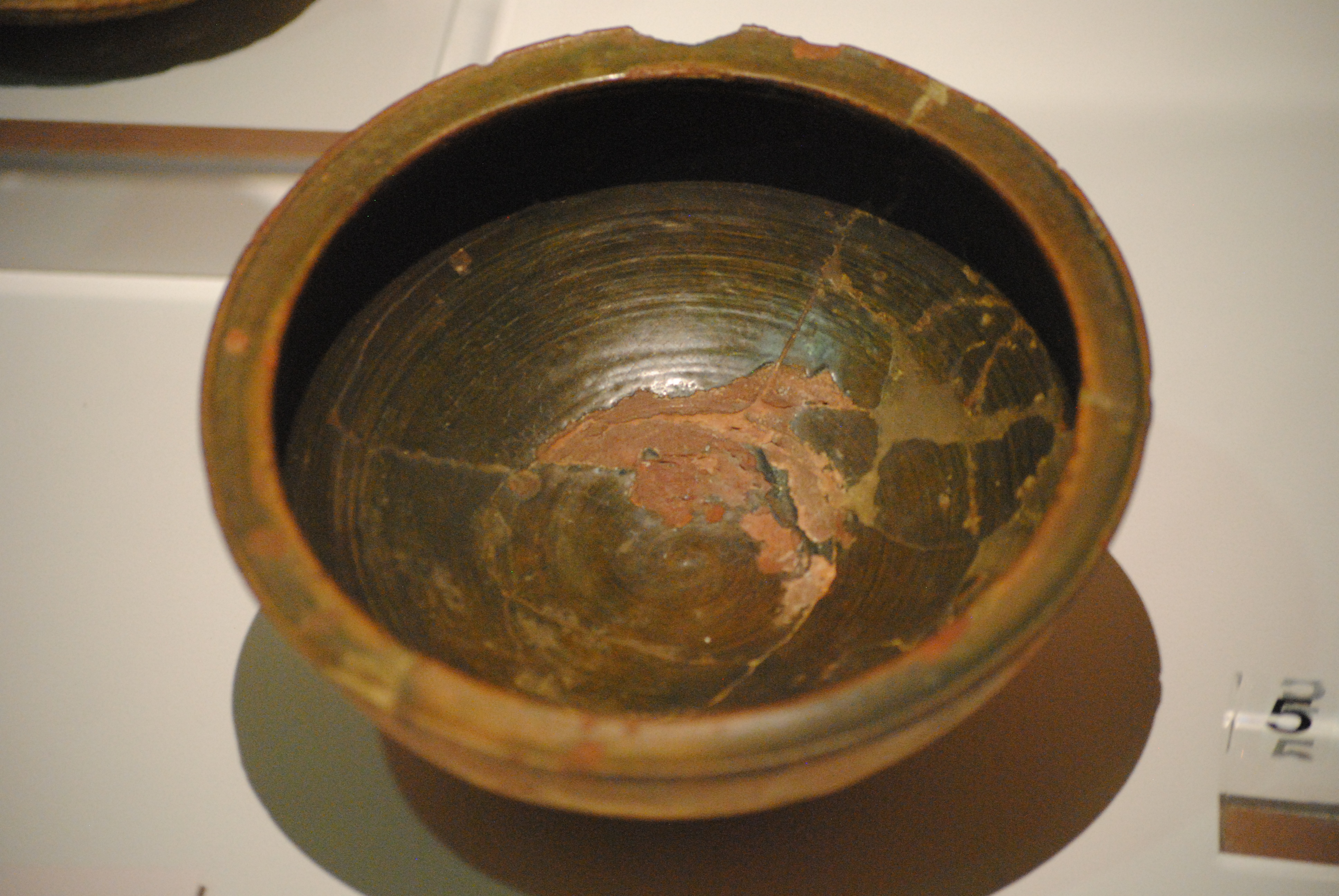
Scodella, invetriata monocroma di produzione pisana (inizi XIII secolo) usata come bacino ceramico sulla chiesa di Santa Cecilia.
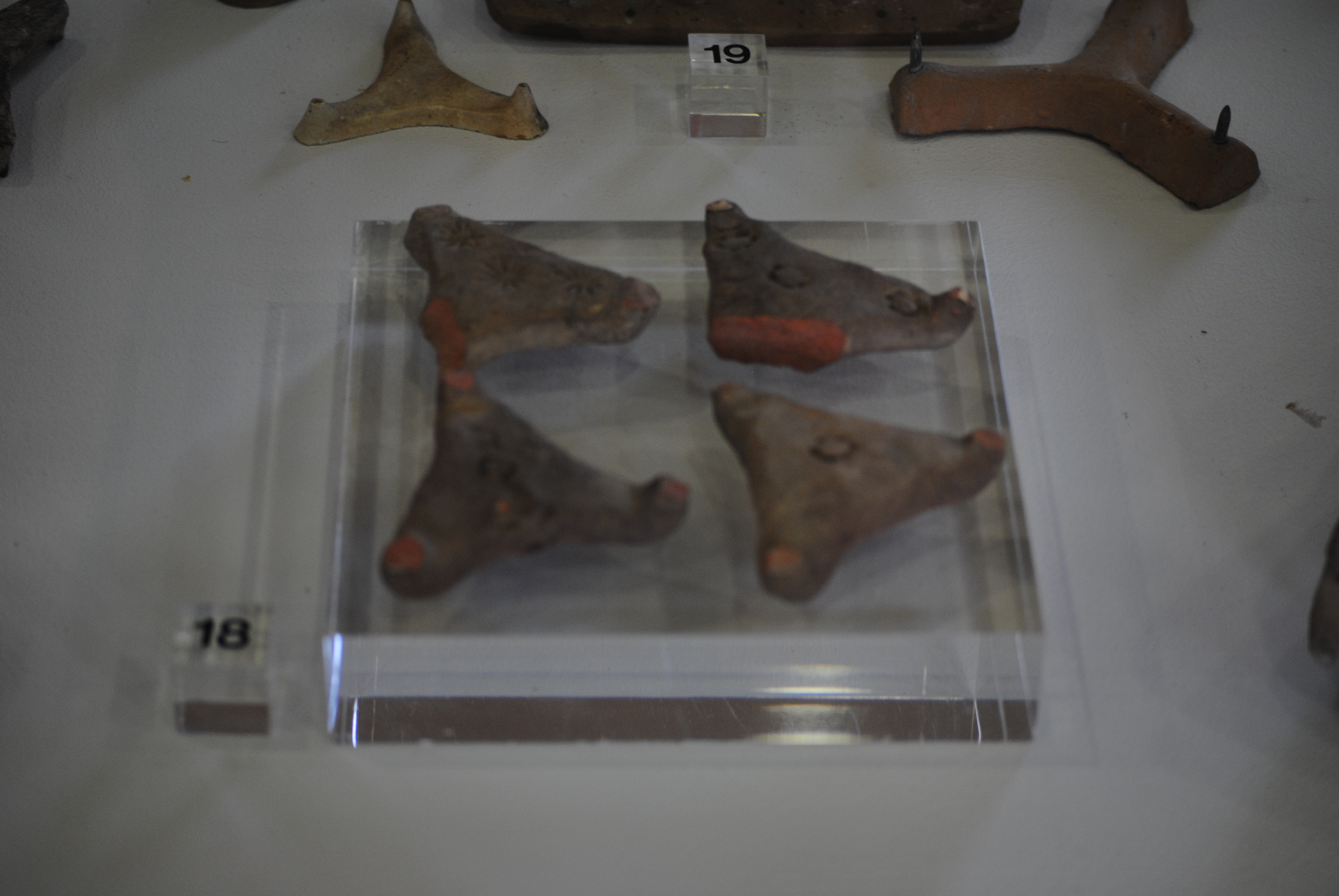
Distanziatori per recipienti aperti (zampe di gallo). Su di essi sono incisi dei marchi che probabilmente indicavano l'appartenenza ad una determinata bottega.
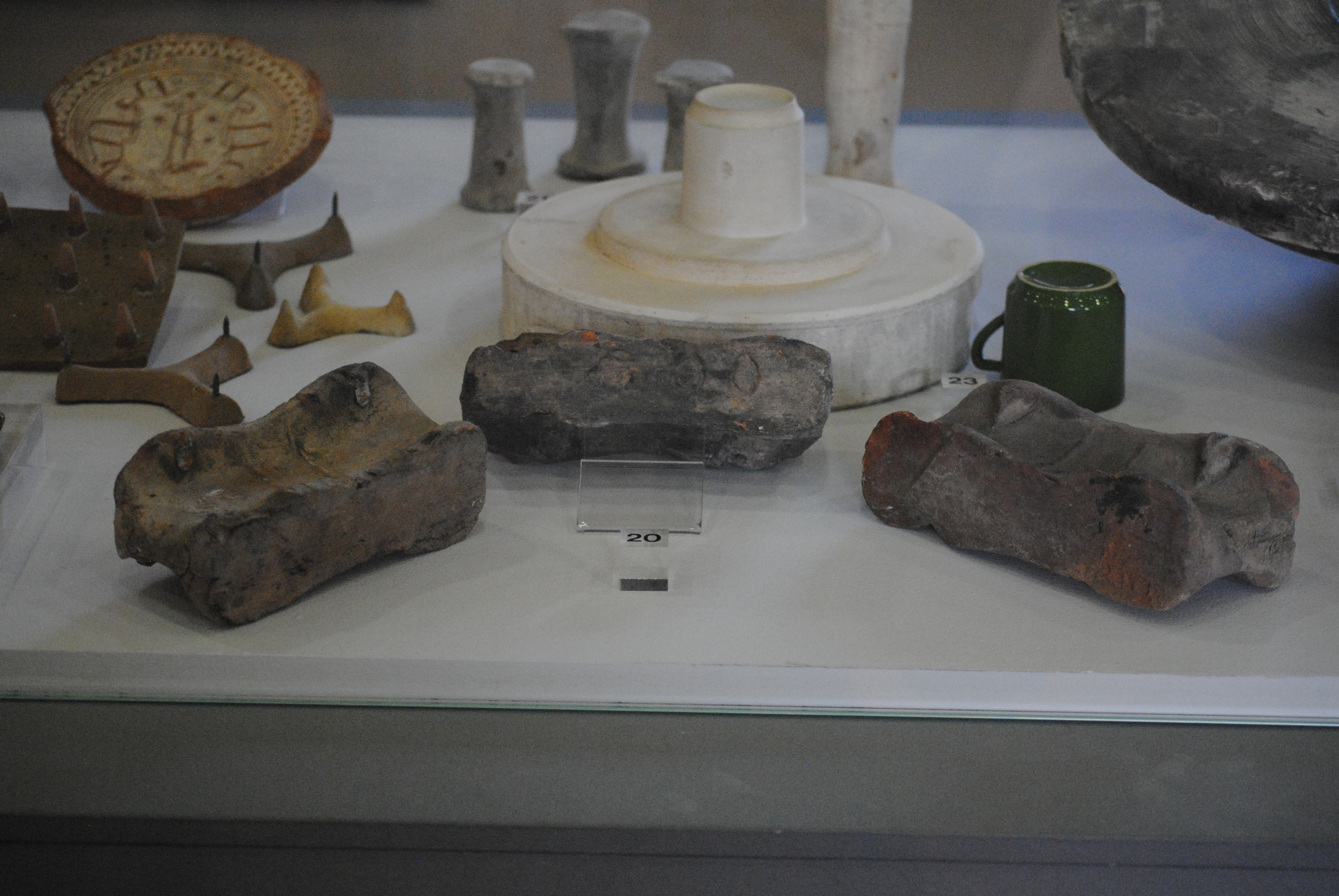
Distanziatori per catini.
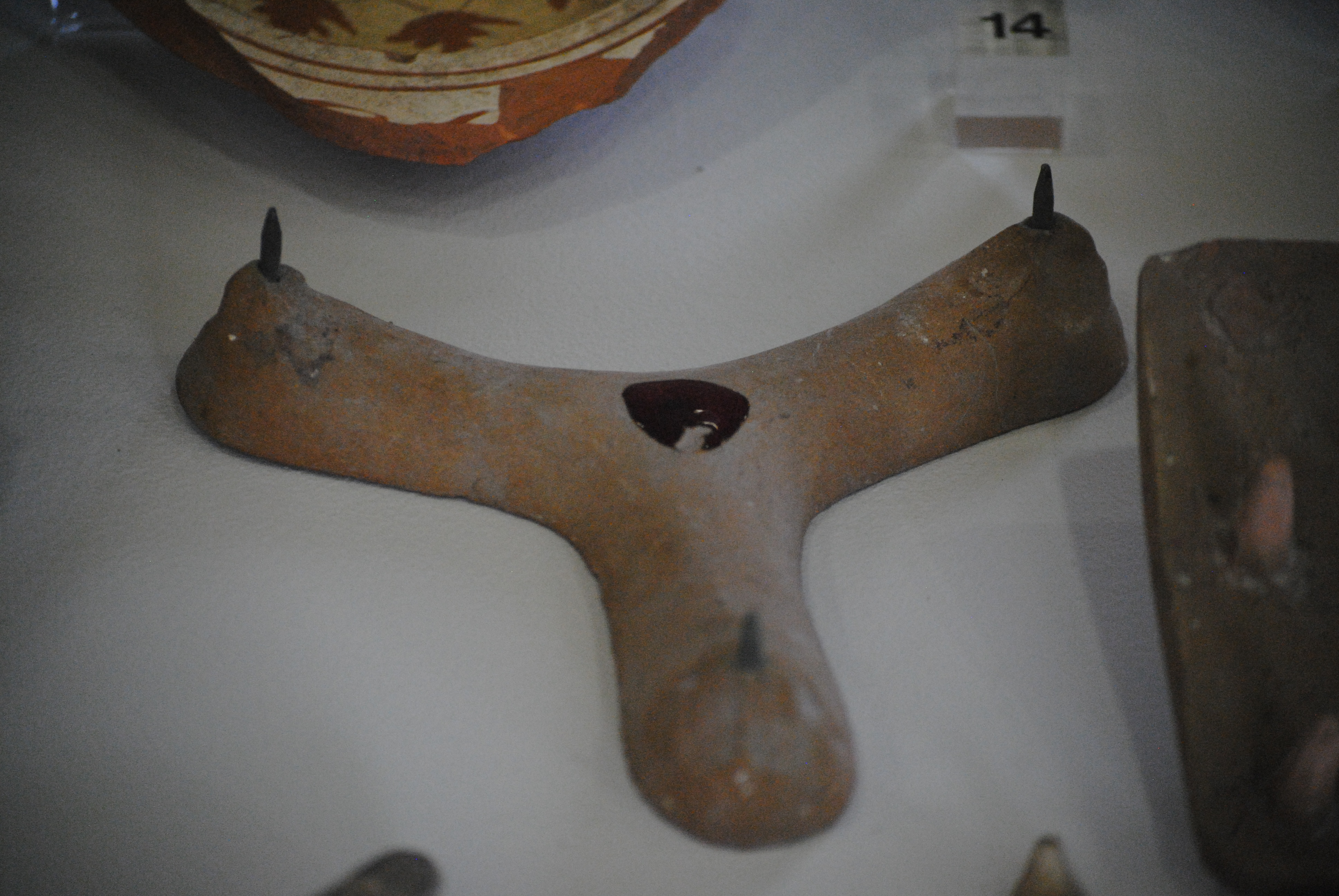
Distanziatore (zampa di gallo) per recipienti di grandi dimensioni.
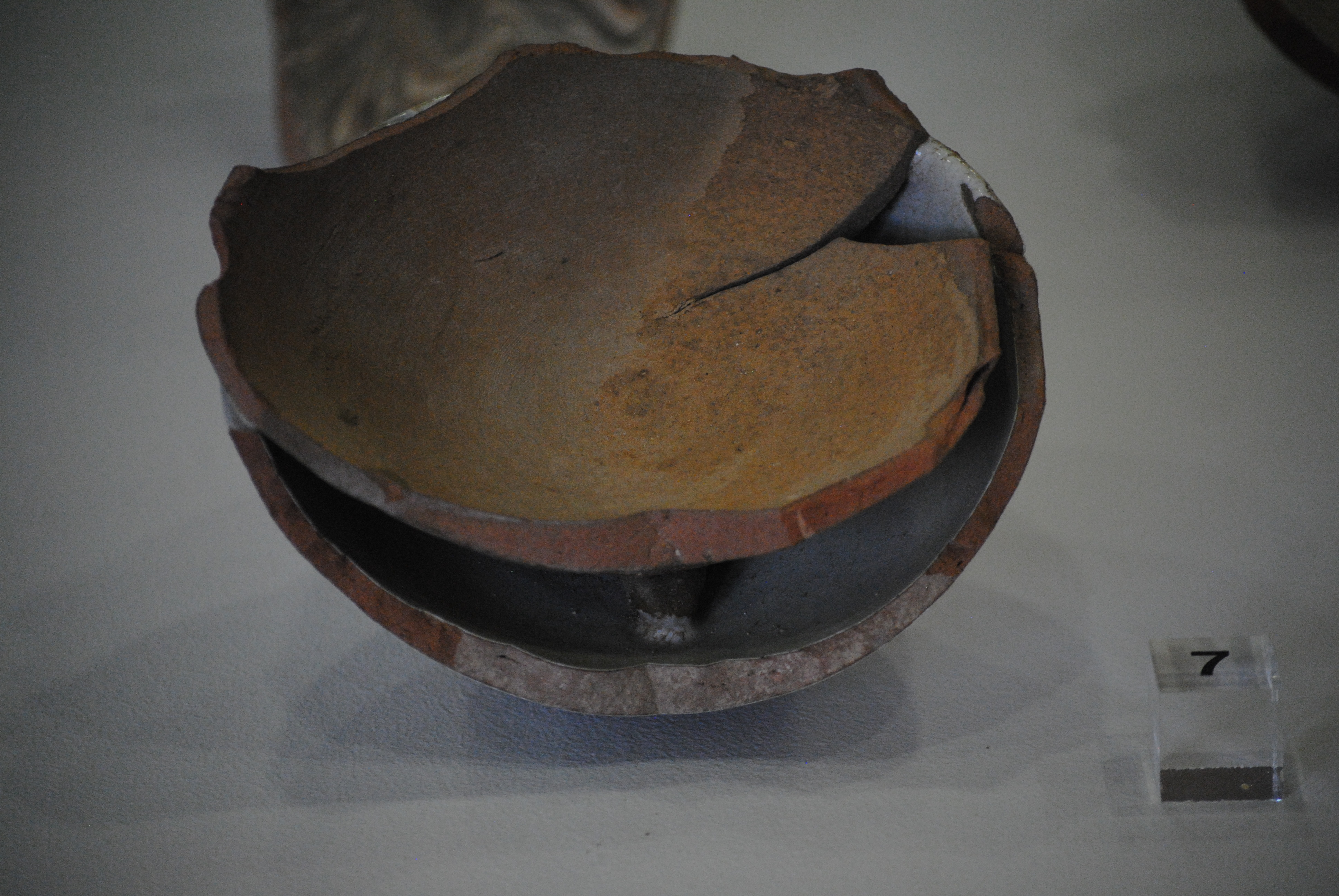
Ciotole, maiolica arcaica monocroma tarda (scarti di prima e seconda cottura), 1530 - 1560 - recuperate durante gli scavi di villa Quercioli.
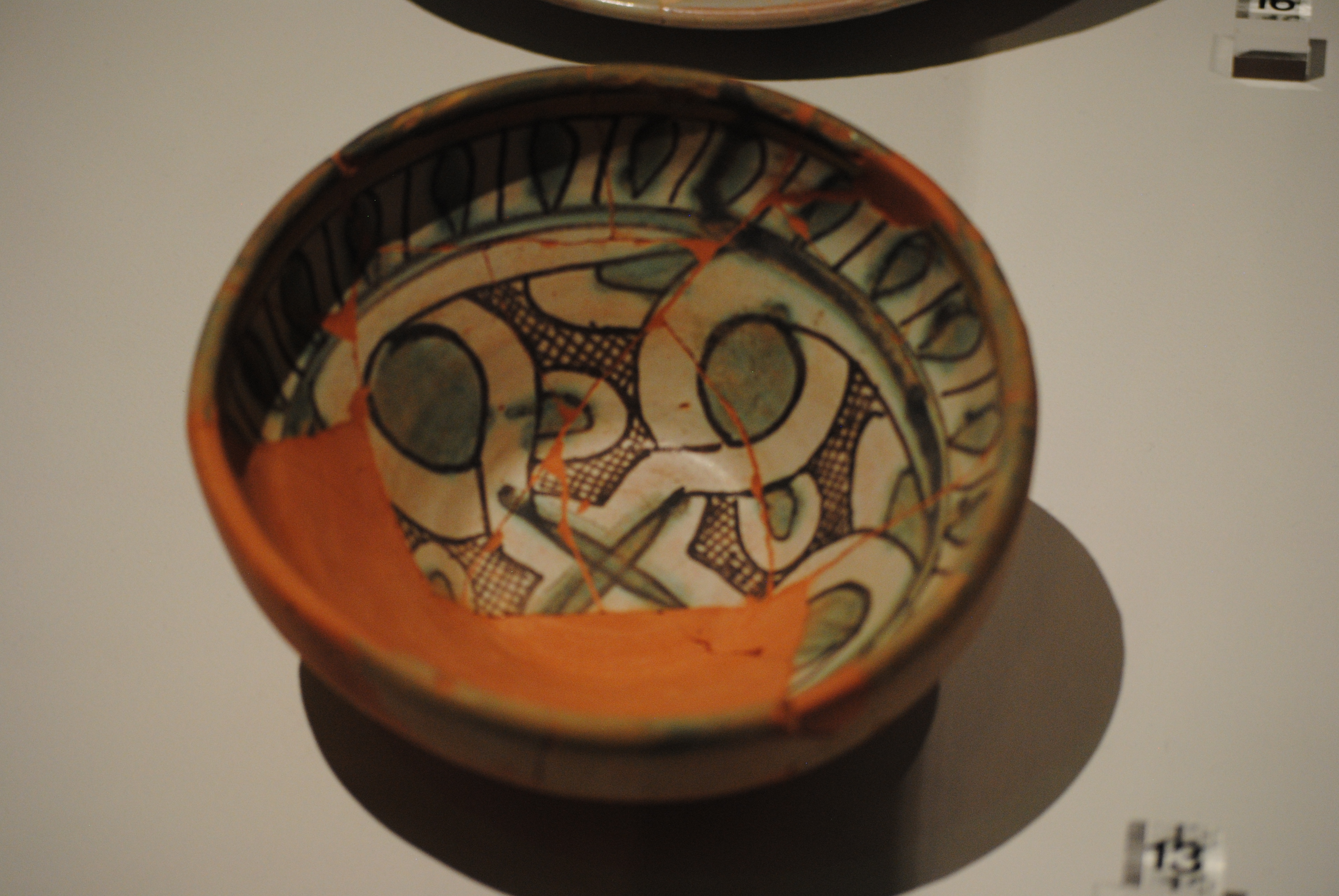
Ciotola, maiolica arcaica di produzione locale (XV secolo) restituita dagli scavi di Piazza Duomo.
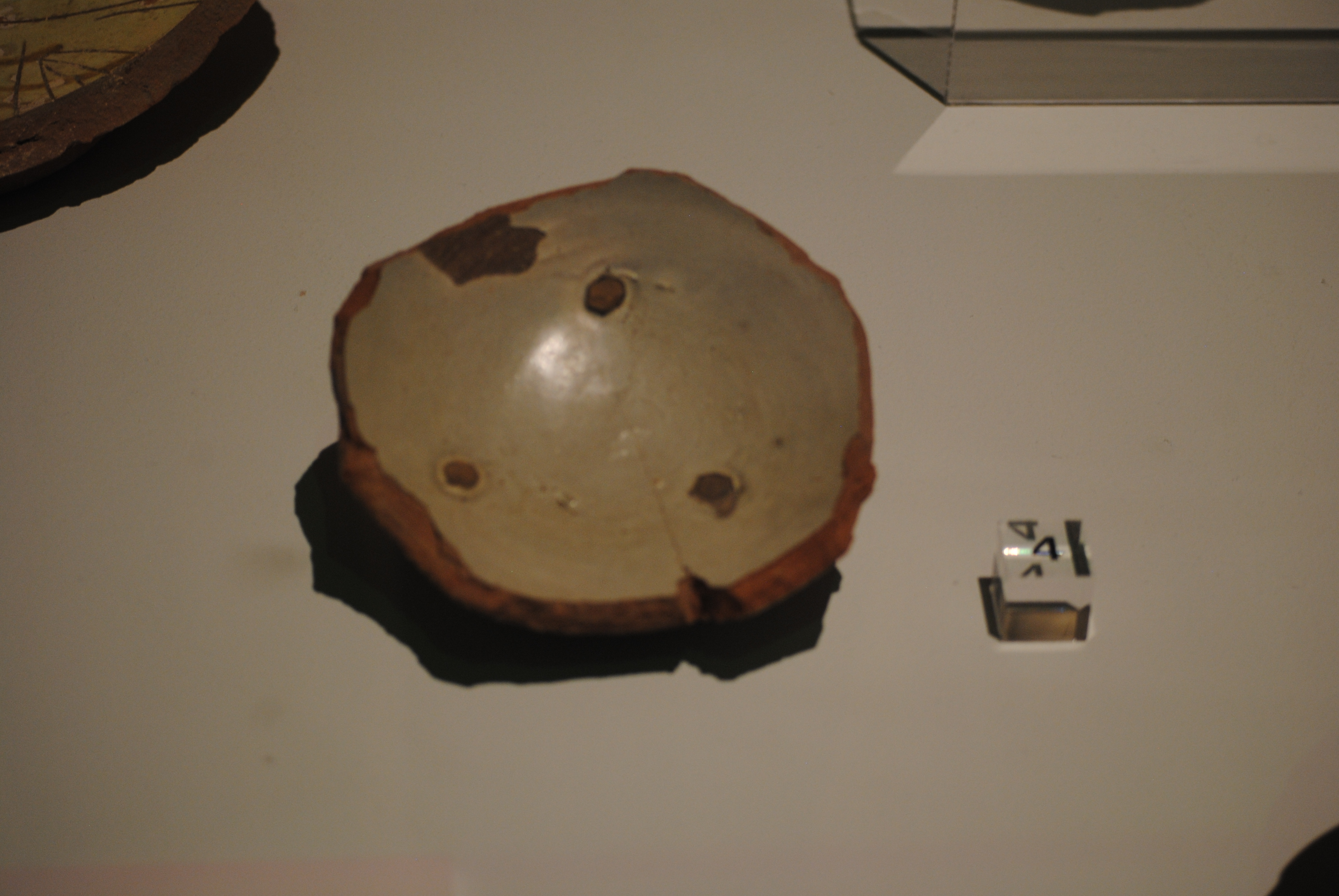
Frammento di ciotola, maiolica arcaica monocroma tarda (scarto di seconda cottura), 1530 - 1560 - recuperata durante gli scavi di villa Quercioli.
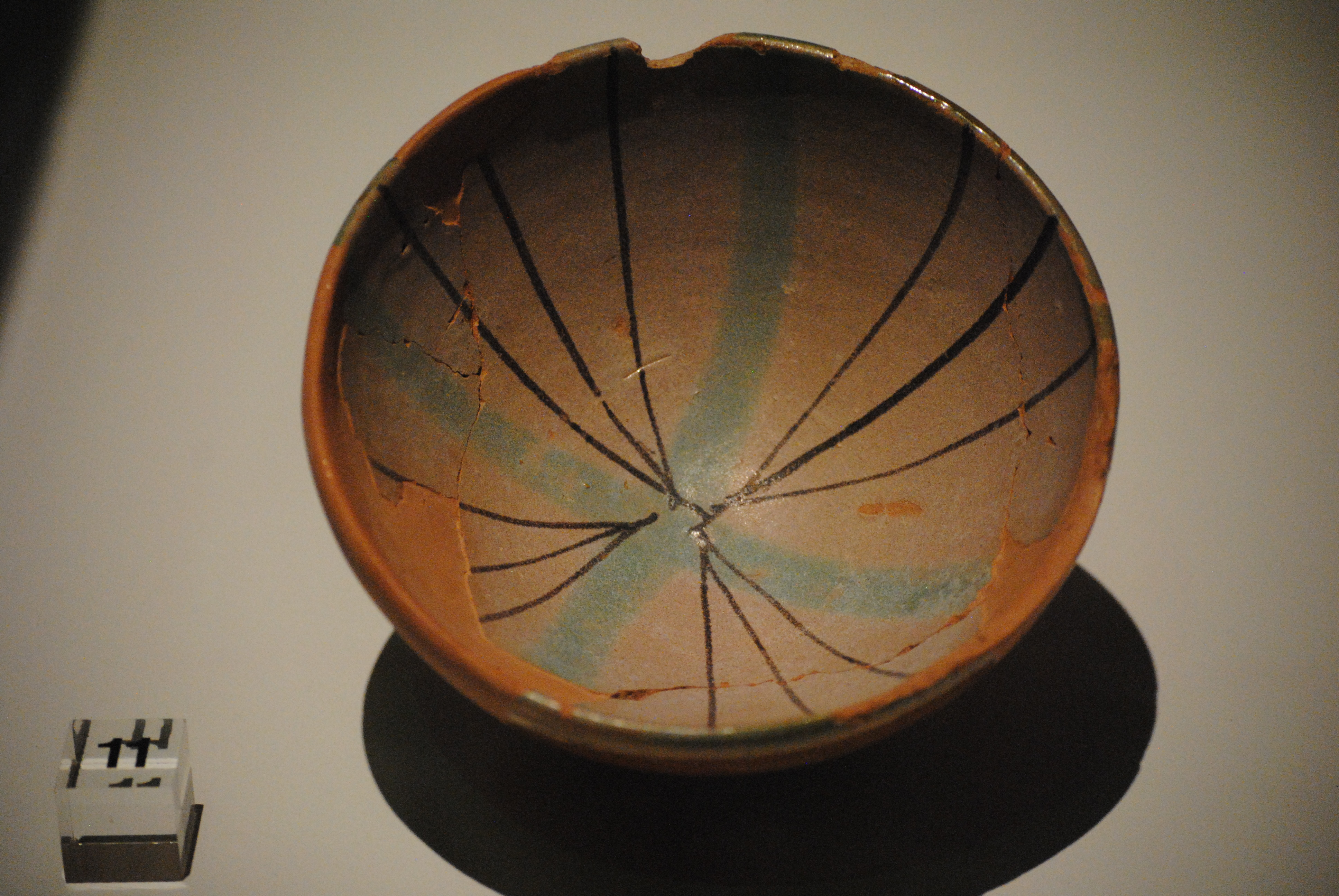
Ciotola, maiolica arcaica di produzione pisana (XIV secolo) rinvenuta presso San Michele alla Verruca, Vicopisano (Pi).
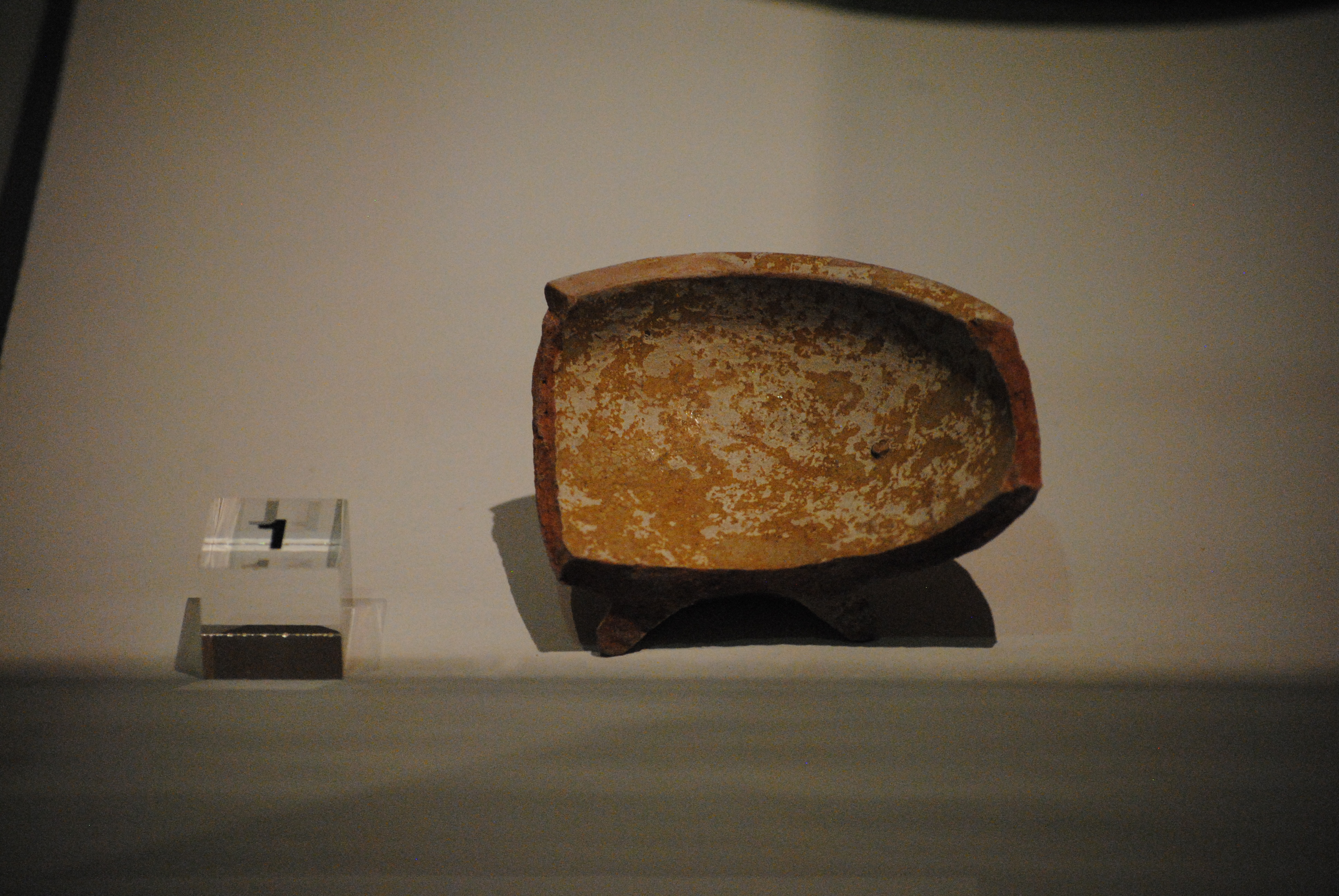
Ciotola, maiolica arcaica di Pisa (seconda metà XIII secolo - inizi XIV secolo) restituita dagli scavi di vicolo dei Facchini.
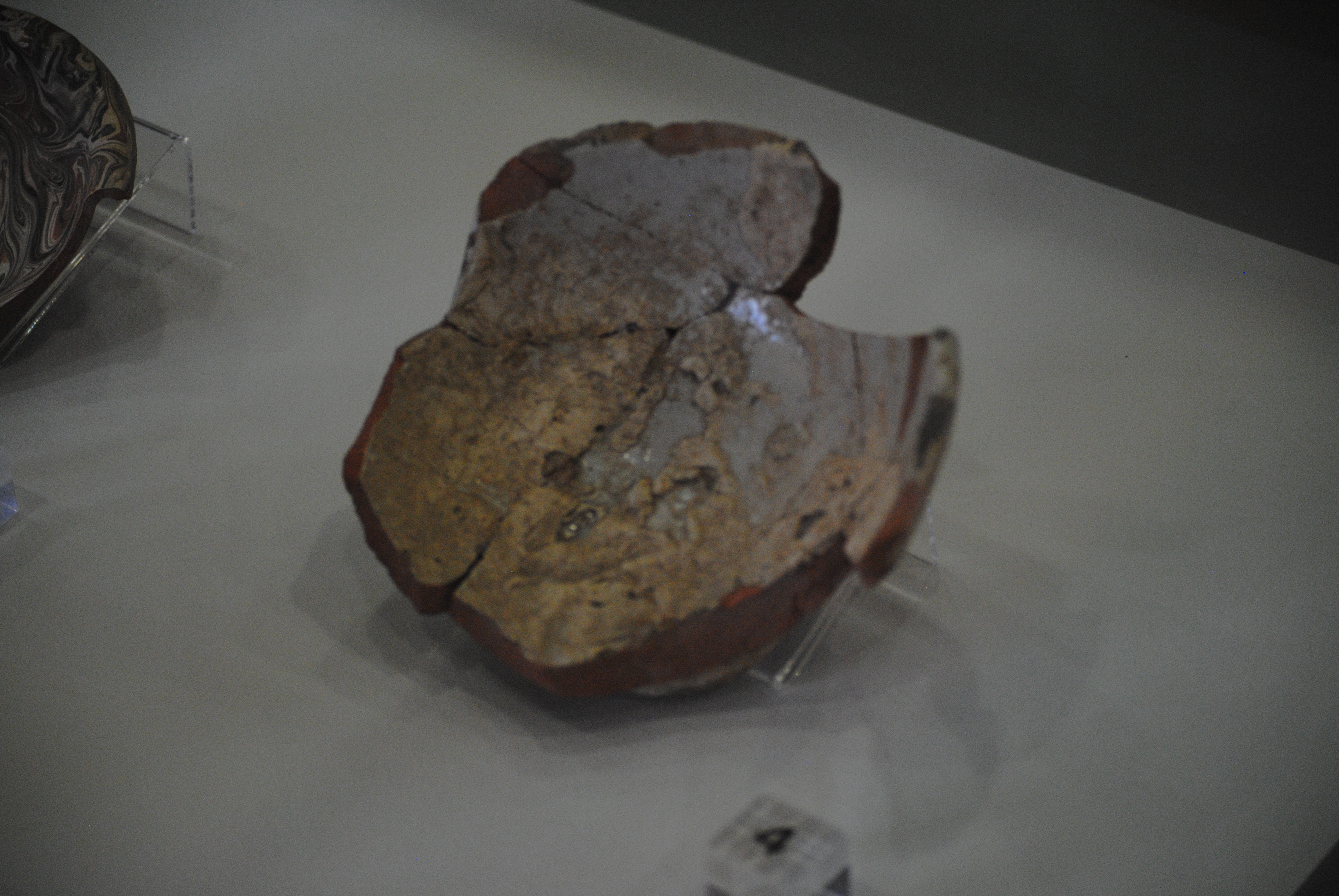
Ciotola, maiolica arcaica monocroma tarda (scarto di cottura), 1530, 1560 recuperata durante gli scavi di villa Quercioli.
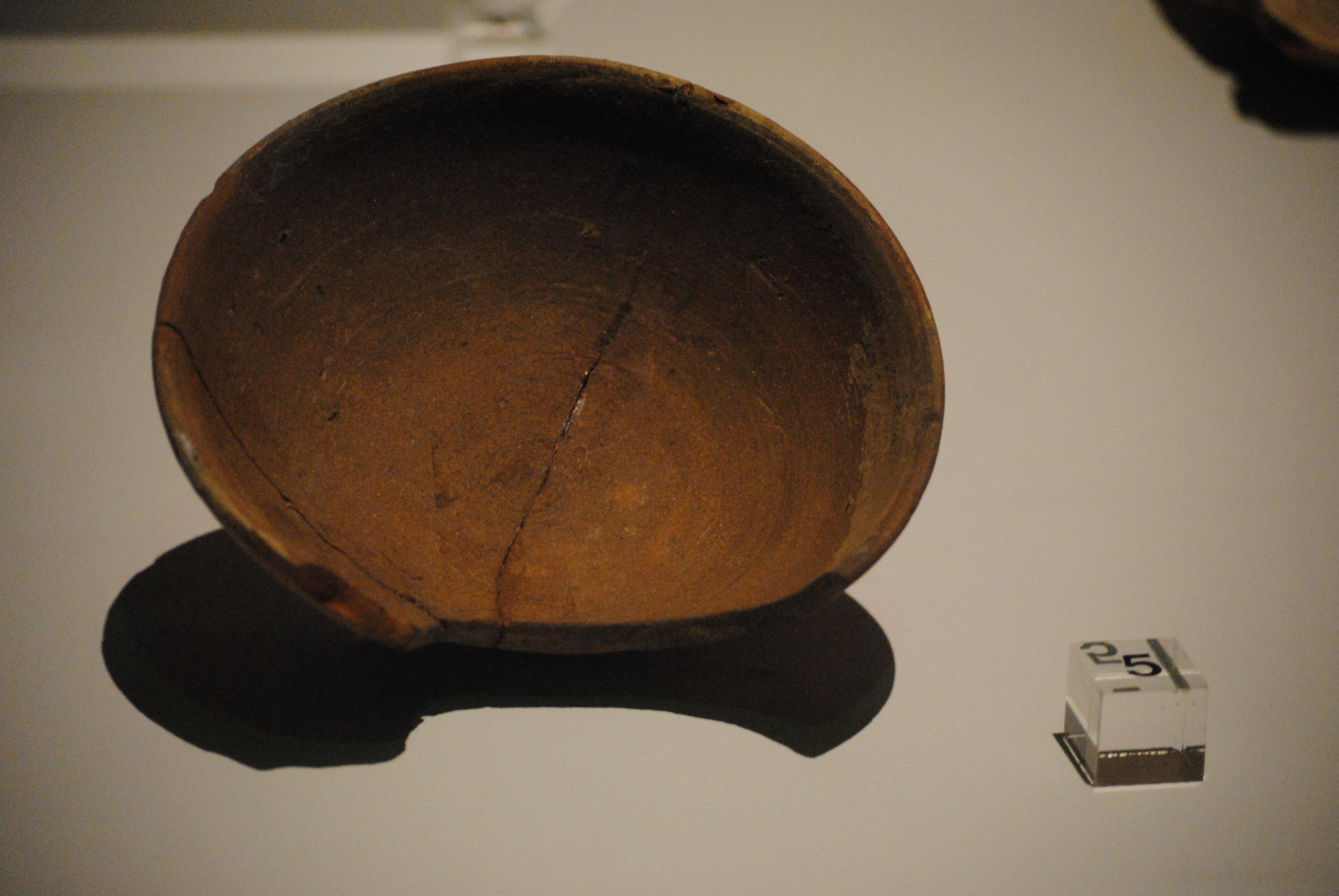
Ciotola - maiolica arcaica tarda (scarto di pirma cottura), 1530 -1560 - recuperata negli scavi di villa Quercioli.
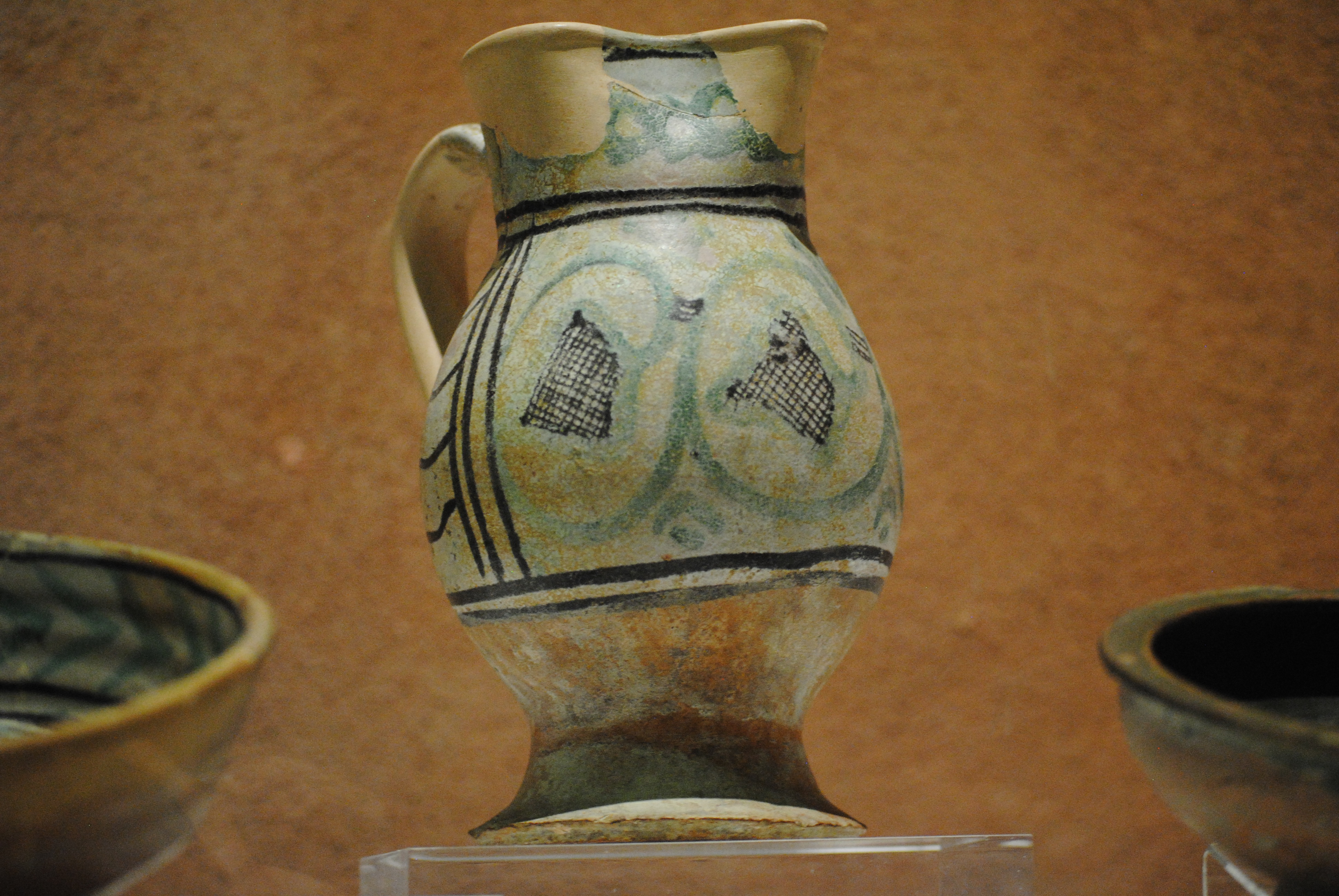
Boccale, maiolica arcaica (XIII secolo), motivo principale di ispirazione vegetale - recuperato durante i lavori della Torre della Fame.
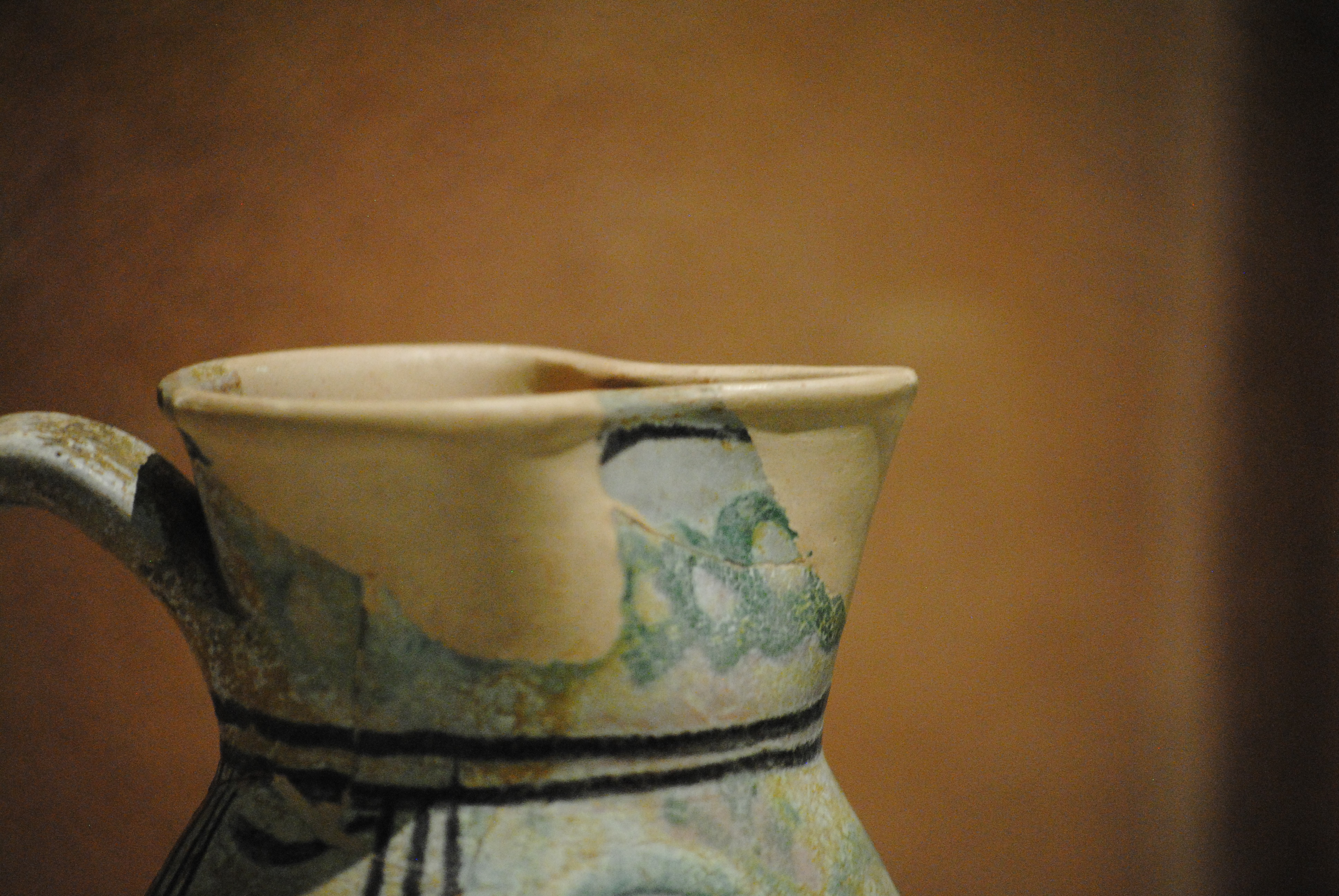
Boccale, maiolica arcaica - dettaglio bocca trilobata, (XIII secolo) - recuperato durante i lavori della Torre della Fame, Pisa.
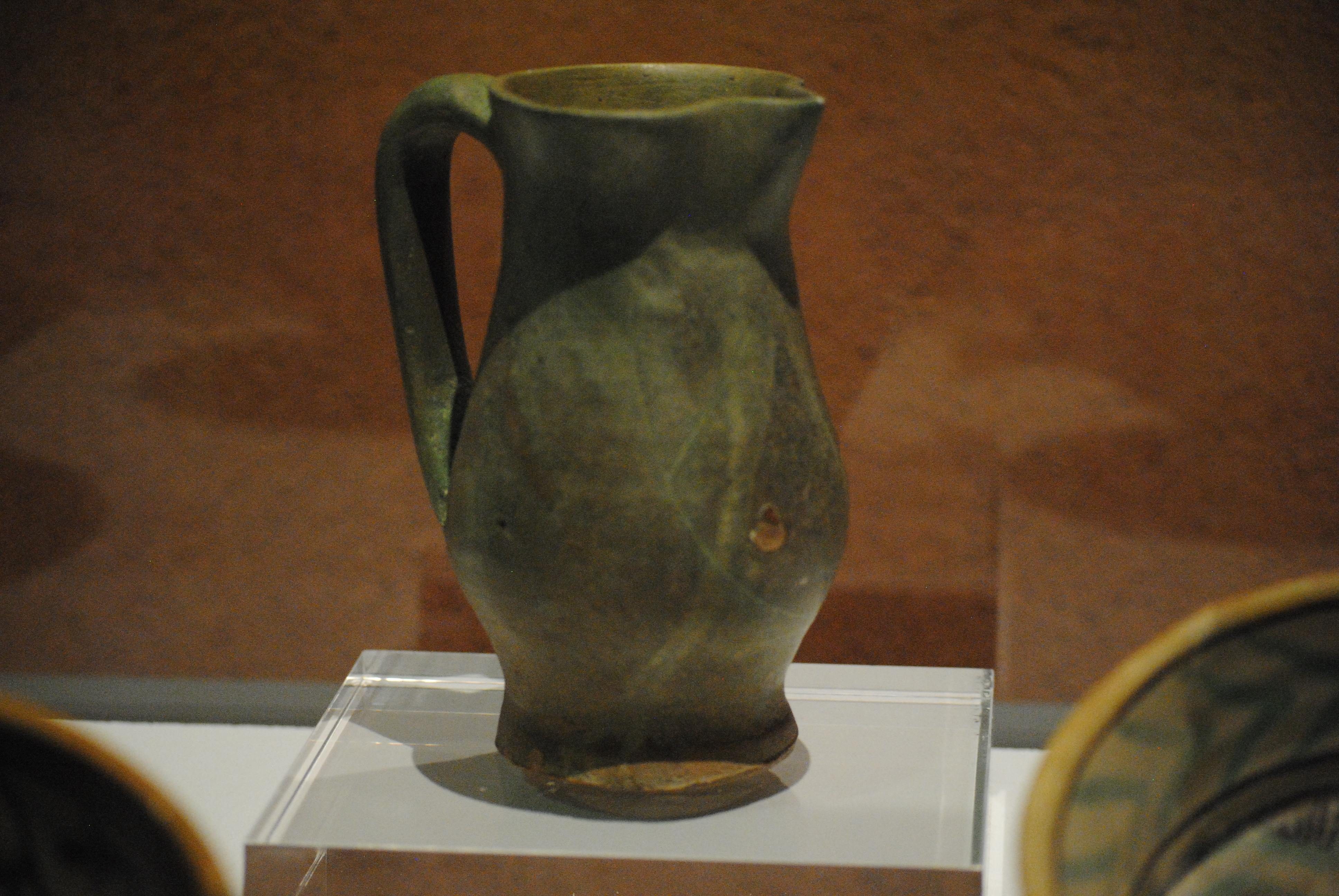
Boccale, invetriato monocromo di produzione pisana (seconda metà XIII - inizi XIV secolo) - collezione Tongiorgi.
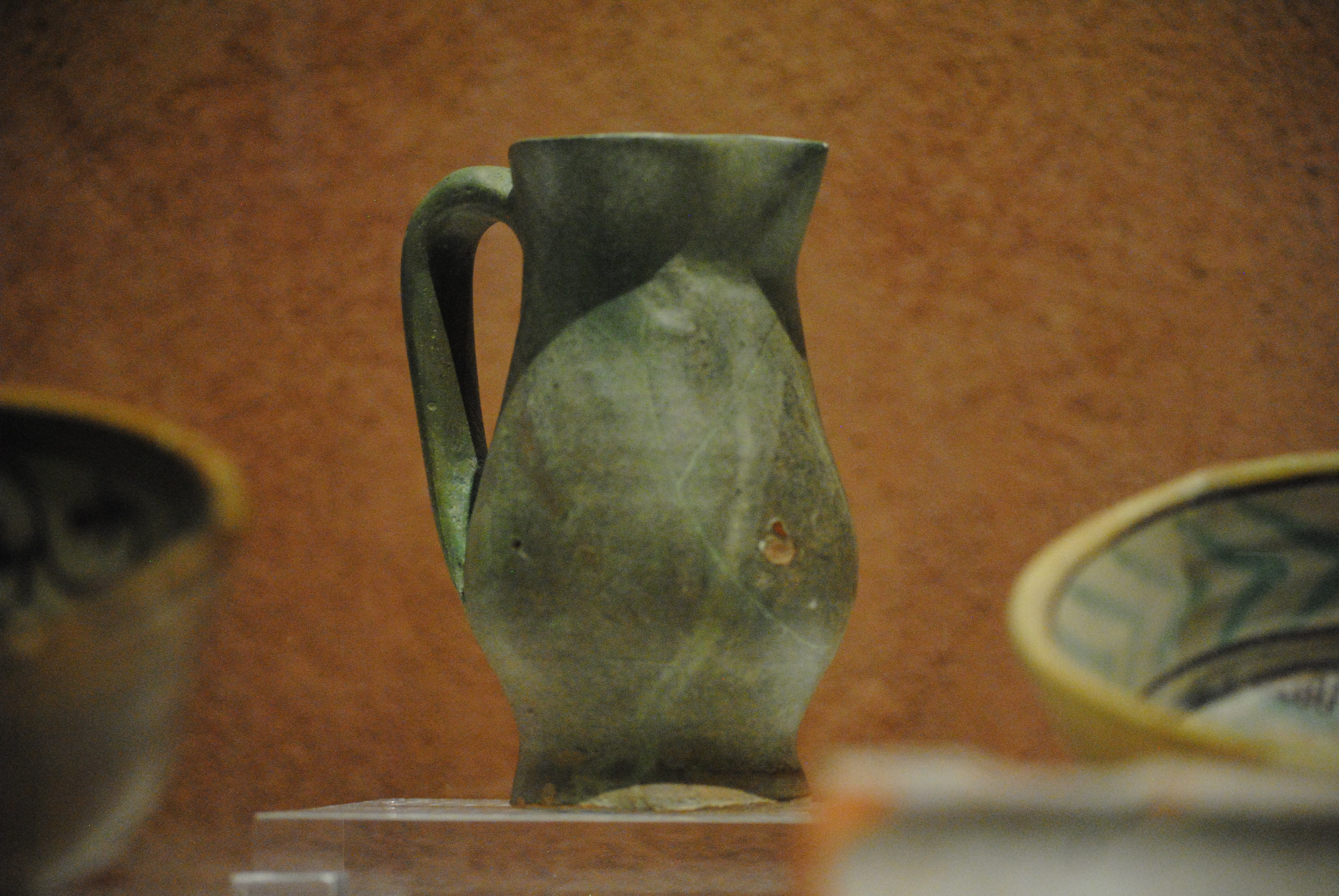
Boccale, invetriato monocromo di produzione pisana (seconda metà XIII - inizi XIV secolo) - collezione Tongiorgi.

### Esplicative
1. ↑  Alcuni studiosi collocano le importazioni mediterranee a partire dagli inizi dell'XI secolo.
2. ↑  Tra i “bacini ceramici” pisani figurano ceramiche importate dall’area Bizantina, dalla Tunisia, dalla Sicilia islamica e poi normanna, dalla Puglia (le “protomaioliche” brindisine), dall'Egitto, e dalla Liguria (le “graffite arcaiche liguri”).
3. ↑  Altri due episodi significativi che mostrano gli stretti rapporti tra la città toscana e le isole Baleari sono: la nomina di Gherardo, nel 1111, come comandante di 20 galee che componevano la flotta di navi organizzata per la conquista cristiana; e nel 1135, la nomina di Lamberto “canonico pisano”, da parte di Iacopo di Gherardo che faceva parte dei XII deputati della repubblica, come regnante di Maiorca durante la dominazione cristiana.
4. ↑  L’originale cita: “Pisa would impose tolls on ships arriving from Malaga, Almeria, Denia, Valencia, Barcelona and Majorca. The Sources do not say whether these charges were levied on Italian or Andalusian vessels …”, vedi Constable 1994, pp. 132–133.
5. ↑  Tito Antoni espone notizie interessanti sulle relazioni commerciali tra Pisa e le Baleari in questo periodo e oltre, e afferma che a Maiorca erano presenti membri delle più famose famiglie dell’aristocrazia mercantile pisana (p. 4).
6. ↑  Altra testimonianza di questi stretti rapporti di scambio sono i materiali negoziati dai pisani a Maiorca, fra il 1315 ed il 1322. Tra le tante merci importate nella città toscana figurano anche lo stagno ed il piombo, elementi indispensabili per la creazione delle coperture vetrose (vedi Antoni 1977, p. 13).
7. ↑  Donizone nel primo libro della sua opera “Vita di Matilde” (Vita Mathildis), nei versi nn. 1370-1373 dice: “Qui pergit Pisas, videt illic monstra marina. - Haec urbs Paganis, Turchis, Libicis, quoque Parthis – Sordida Chaldei sua lustrant litora tetri” (vedi Davoli 1888, p. 142).
8. ↑  Gli smalti bianchi quando avevano un tenore di stagno molto basso presentavano tonalità rosate. Per avere notizie riguardo l'approvvigionamento di stagno per la maiolica arcaica si veda Giorgio 2012.
9. ↑  Le decorazioni in fase di cottura potevano assumere diverse tonalità. Il verde, in base all’ambiente di cottura (ossidante/riducente) e alle temperature raggiunte nella fornace, poteva tendere a tonalità più o meno scure: bluastre, grigiastre oppure giallastre.
Stessa cosa per i decori in bruno che potevano sfumare verso il violaceo, il rossastro o il nero.
10. ↑  Per notizie relative all'approvvigionamento di argilla a Pisa nel Bassomedioevo e in Età Moderna vedi Alberti - Giorgio 2013, pp. 27–46 (studi condotti da Giuseppe Clemente: "Vasai e produzione ceramica a Pisa nel XVI secolo attraverso le fonti documentarie" e per studi più recenti si rimanda a Giorgio 2018b.
11. ↑  Durante tutto il Medioevo, le vasche usate per la depurazione dell’argilla erano solitamente quattro. Queste venivano chiamate con termini ben precisi: la prima vasca veniva chiamata pilla, le restanti venivano chiamate trogoli (vedi Berti - Migliori - Daini 1989, pp. 13–14.
12. ↑  Le analisi furono condotte da Claudio Arias.
13. ↑  La doppia cottura era una prassi conosciuta e adottata per varie categorie di ceramiche in numerosi paesi. Gli esempi a conferma sono molti: per quanto concerne le produzioni islamiche medio-orientali la doppia cottura è attestata a Samarcanda fino dal X secolo, si veda:Samarcande, pp. 35, 77/21. A Palermo, ad Agrigento e in altri siti siciliani, sono stati trovati manufatti della seconda metà X, dell’XI e del XII secolo che hanno subito la doppia cottura (si rimanda a D’Angelo 1984; Fiorilla 1990, pp. 31–34. Le ceramiche rinvenute ad Agrigento sono esposte al Museo di Caltagirone).
A Maiorca queste ceramiche sono state trovate tra i materiali risalenti all'XI secolo presso il Testar Desbrull (Rossello Bordoy 1978, p. 321/4201, 4209).
14. ↑  Negli anni si sono susseguiti diversi lavori di manutenzione nel circuito cittadino nei quali sono stati rinvenuti un gran numero di reperti. I ritrovamente sono testimoniati da una vasta bibliografia, ad esempio: Berti - Gelichi 1995a, tav. 2/7-8; Busi 1984, pp. 468–469; Redi 1984, pp. 654, 667/nota 81; Francovich 1982, p. 172; Agrippa et al. 1985, pp. 367–368, Tav. VI/18; Garzella – Redi 1979, Fig. 1-14; Berti – Cappelli – Francovich 1984, pp. 485, Fig. 1/1-2; Berti – Cappelli 1994, pp. 213–214; Francovich 1991, pp. 113–1-2, 115-117, 119/Figg. 109-110, 115. La loro presenza in questo periodo è indirettamente testimoniata dalla riproduzione su un affresco, facente parte del ciclo attribuito al pittore lucchese Deodato Orlandi, all'interno della basilica di S. Piero a Grado, vedi D'Achiardi 1905, Fig. 37; Sodi 1989, pp. 59, 64-65/Secondo ordine XXVIII riquadro. Garzella – Redi 1979, Figg. 1, 3-4, 8,12; Berti – Cappeli 1994, pp. 104–105/Figg. 91-92.

### Bibliografiche
1. ↑  Per studi al riguardo si rimanda a: Berti - Tongiorgi 1977a, p. 5; Gelichi 1987; Berti 1993a; Berti - Gelichi 1995c; Berti - Gelichi - Mannoni 1995.
2. 1 2  Berti - Renzi Rizzo 1997, p. 276.
3. ↑  Vedi Berti - Tongiorgi 1981a per un catalogo di bacini ceramici delle chiese pisane e Berti - Giorgio 2011 per uno studio più recente degli stessi.
4. ↑  http://www.treccani.it/enciclopedia/bacini_%28Enciclopedia-dell%27-Arte-Medievale%29/
5. ↑  Per un catalogo sui reperti da scavo vedi Berti 1993b e Berti 1993c. I risultati degli scavi più recenti sono esposti in: Giorgio 2011a; Giorgio - Trombetta 2011.
6. ↑  Per dettagli sulla ceramica "acroma" vedi Busi 1984 e ALberti - Giorgio 2018 per uno studio più recente.
7. 1 2  Berti - Renzi Rizzo 1997, p. 277.
8. ↑  Per informazioni sulle aree di provenienza dei bacini si rimanda a: Berti 1993c; Berti 1993d; Berti - Giorgio 2011 e Giorgio 2018.
9. ↑  Berti - Renzi Rizzo 1997, p. 283; Barcelo Torres 1984, p. 131.
10. ↑  Berti - Renzi Rizzo 1997, p. 283; Calisse 1904, pp. 9, 140-141, 145; Antoni 1977, p. 5/nota 8
11. ↑  Berti - Renzi Rizzo 1997, p. 283; Constable 1994, p. 140.
12. ↑  Berti - Renzi Rizzo 1997, p. 36, 57; per informazioni sulla maiolica arcaica tarda vedi Alberti - Giorgio 2013.
13. ↑  Berti - Renzi Rizzo 1997, p. 69.
14. ↑  Berti - Renzi Rizzo 1997, pp. 57–58. Per una descrizione dei risultati delle analisi condotte sui corpi ceramici è possibile consultare Mannoni 1979, pp. 236–237/Gruppo VI.
15. ↑  Cuomo Di Caprio 2007, pp. 263–271.
16. ↑  Berti - Renzi Rizzo 1997, pp. 57–59.
17. ↑  Berti - Renzi Rizzo 1997, p. 59; Berti - Tongiorgi 1982, p. 145; Berti - Cappelli - Tongiorgi 1986, pp. 157–160; Berti 1992; si rimanda anche a Giorgio - Trombetta 2011; Alberti - Giorgio 2013; Giorgio 2015; Giorgio 2018c, dove si identifica meglio il momento in cui le fabbriche pisane passano dalla produzione di maiolica arcaica a quella delle ingobbiate e graffite.
18. ↑  Berti - Renzi Rizzo 1997, p. 66; Allan 1973.
19. ↑  Berti - Renzi Rizzo 1997, p. 67; Conti 1976, pp. 115–116, 141–145, 177–180: ( Cipriano Piccolpasso, I tre libri dell'arte del vasajo: nei quali si tratta non solo la pratica, ma brevemente tutti i secreti di essa cosa che persino al di d'oggi e stata sempre tenuta nascosta, del cav. Cipriano Piccolpassi Durantino, Roma, dallo Stabilimento tipografico, 1857.).
20. ↑  Berti - Renzi Rizzo 1997, p. 68.
21. ↑  Berti - Renzi Rizzo 1997, p. 70.
22. ↑  Berti - Renzi Rizzo 1997, p. 171.
23. ↑  Berti - Renzi Rizzo 1997, p. 171-184 (I reperti sono illustrati con diverse tavole e disegni in sezione).
24. ↑  Berti - Renzi Rizzo 1997, p. 185, Tav. 123 Francovich 1991, pp. 113–2, 115/Fig. 108; Berti – Tongiorgi 1977a, pp. 33–c-d-34/Fig. 9/2-4
25. ↑  Berti - Renzi Rizzo 1997, p. 70; Berti – Tongiorgi 1977a, p. 35.
26. 1 2  Berti - Renzi Rizzo 1997, p. 105.
27. ↑  Berti - Tongiorgi 1977, pp. 36–89, Figg. 1-32, Tavv. V-XXI; Casini 1938, Tav. XI n. 1, 3, 5; Liverani 1971, Tav. LXVI nn. 9-10; Berti - Renzi Rizzo 1997, pp. 118–123, 130, 132, Tavv. 70-80, 87-89, Figg. 29–35, 49-54; Tongiorgi – Berti 1971, Fig. 10; Tongiorgi 1964, p. 19, Fig. 3/c, forma 1; Berti - Tongiorgi 1977b, p. 45, Fig. 44; Berti - Cappelli 1994, Tav. 45; Alberti 1990, p. 55/115; Berti - Tongiorgi 1981a, p. 146, n. 34; Batini 1974, p. 47; Frierman 1975, p. 71/n. 190.
28. ↑  Berti – Tongiorgi 1977a, pp. 90–93, Figg. 38-40, Tavv. XV a-c, XVIa-c, XVII a-d. Si rimanda anche a D'Angelo – Tongiorgi 1975, Tav. II-IV; Berti - Renzi Rizzo 1997, pp. 143–145, Tavv. 100-101 (p. 144, 146), Fig. 68 (p. 145).
29. ↑  Berti – Tongiorgi 1977a, pp. 102–104, Fig. 44-45; Tongiorgi 1964, pp. 20–21, Figg. 4/c, d, e-5/forma 3; Berti - Renzi Rizzo 1997, pp. 145, 147, Tav. 104 (p. 148), Fig. 71 (p. 147).
30. ↑  Berti – Tongirgi 1977a, pp. 105–111; Tongiorgi – Berti 1971, p. 315; Liverani 1971; Frierman 1975, p. 71; Berti - Renzi Rizzo 1997, pp. 147–153.
31. ↑  Berti - Renzi Rizzo, pp. 106–112, Tavv. 60-70.
32. ↑  Berti - Renzi Rizzo 1997, p. 185.
33. ↑  Berti - Renzi Rizzo 1997, pp. 185–186, Tav. 124.
34. ↑  Berti - Renzi Rizzo, pp. 189–196, Tavv. 71-136; Berti - Tongiorgi 1977a, Figg. 9/5, 13, 16, 22/14, 37/5; Berti - Tongiorgi 1977b, Fig. 43; Berti - Cappelli 1994, pp. 222–224, Tavv. 48-49/X°a.
35. ↑  Berti - Renzi Rizzo 1997, p. 186, Tav. 125.
36. ↑  Berti - Renzi Rizzo 1997, p. 186, Tav. 126; Berti - Cappelli 1994, p. 129, Tav. 41/g.
37. ↑  Berti - Tongiorgi 1977a, pp. 100–101, Fig. 43; Berti - Renzi Rizzo 1997, p. 188, Tav. 127.
38. ↑  Berti - Renzi Rizzo 1997, p. 207; Berti - Tongiorgi 1982; Berti - Cappelli - Tongiorgi 1986, pp. 157–159; Berti - Renzi Rizzo 1997, p. 203.
39. ↑  Berti - Renzi Rizzo 1997, p. 204, Tavv. 140-141, Figg. 93-96.
40. ↑  Berti - Renzi Rizzo 1997, p. 204, Tav. 139.
41. ↑  Alberti - Giorgio 2013, p. 16. I contesti di scavo sono stati editi da M. Giorgio e I. Trombetta (Giorgio 2011a e Giorgio - Trombetta 2011) e si riferiscono a quelli di via Toselli (Ducci - Baldassarri - Gattiglia 2009), Piazza Consoli del Mare (Anichini - Gattiglia 2009; Gattiglia - Giorgio 2007), Museo Nazionale di San Matteo (Baldassarri 2007; Baldassarri et al. 2005), Piazza delle Vettovaglie (Alberti - Baldassarri 2004) e Palazzo Scotto (Gattiglia - Milanese 2006).
42. ↑  Per lo scavo di Villa Quercioli vedi: Alberti - Giorgio 2013, pp. 47–143. I primi dati sullo scavo sono stati pubblicati in Giorgio 2011b. Per quello di via Sant'Apollonia si rimanda a: Andreazzoli - Baldassarri - Mirandola 2002; Corretti - Vaggioli 2003; lo scavo è stato edito recentemente da Marcella Giorgio (https://www.academia.edu/13408119/Un_occasione_per_recuperare_il_passato_lo_scavo_di_Sant_Apollonia_a_Pisa). I lavori sono stati supervisionati dall'archeologa Roberta Mirandola e dall'architetto Chiara Prosperini.
43. ↑  Alberti - Giorgio 2013, pp. 16, 47-153, in particolare pp. 79-81.
44. ↑  Berti - Renzi Rizzo 1997, p. 41; Berti - Giorgio 2011; Berti - Tongiorgi 1981a; Berti - Tongiorgi 1977a; Berti 1995c.
45. ↑  Berti - Tongiorgi 1981a.
46. ↑  Berti - Renzi Rizzo 1997, pp. 41–48. I “bacini” sono stati rimossi dalle posizioni originali, restaurati e conservati al Museo Nazionale di San Matteo di Pisa. Per ulteriori dettagli, si rimanda alle numerose pubblicazioni che si sono susseguite nel tempo: Berti - Tongiorgi 1981a; Berti 1993c; Berti 1993e.
47. ↑  Berti - Renzi Rizzo 1997, p. 49, Fig. 14; Garzella 1991, pp. 231, 241.
48. ↑  Berti - Renzi Rizzo 1997, pp. 49, 51, Figg. 15-16; Berti - Tongiorgi 1977a, pp. 7–8; Tolaini 1979, p. 25/nota 54; Garzella 1991, p. 178.
49. ↑  Berti - Renzi Rizzo 1997, p. 51, Fig. 17; i materiali furono raccolti da Liana e da Ezio Tongiorgi (Tongiorgi 1964, p. 17, fig. 1); Berti - Tongiorgi 1977a, p. 8; Tolaini 1979, p. 211/nota 161. La raccolta Tongiorgi, dopo la morte degli studiosi e coniugi Liana ed Ezio fu ceduta, per volere degli stessi e degli eredi, al Museo Nazionale di San Matteo.
50. ↑  Berti - Renzi Rizzo 1997, pp. 51–54, Figg. 18-21. In AA. VV. 1979 sono esposti i dati relativi al restauro e alla storia del convento. Alcuni dati sono ripresi dall’opera di Antonio Mannosi, “Un monastero una storia”, pp. 9-29”.
51. ↑  Berti - Renzi Rizzo, pp. 54–55, Fig. 22. Per altre testimonianze di giare islamiche e reperti simili vedi Berti - Tongiorgi 1972.
52. ↑  Per Vicolo dei Facchini: Ducci - Baldassarri - Gattiglia 2009; per Piazza Consoli del Mare Anichini - Gattiglia 2009; Gattiglia - Giorgio 2007; per il Museo Nazionale di San Matteo Baldassarri 2007; Baldassarri et al. 2005; per Piazza delle Vettovaglie Alberti - Baldasarri 2004; per Palazzo Scotto Gattiglia - Milanese 2006; per Piazza dei Cavalieri Bruni - Abela - Berti 2000; per via Sant'Apolonia (M. Giorgio, https://www.academia.edu/13408119/Un_occasione_per_recuperare_il_passato_lo_scavo_di_Sant_Apollonia_a_Pisa); per Villa Quercioli Alberti - Giorgio 2013.
53. ↑  Berti - Renzi Rizzo, p. 251. Per una sintesi dei “bacini” in Toscana vedi Berti 1993e.
54. ↑  Per Santa Maria Novella di Marti vedi Berti - Renzi Rizzo, p. 252, Figg. 110-111 e Berti - Tongiorgi 1974, pp. 71-75; per San Pietro di Usigliano vedi Berti - Renzi Rizzo p. 252, Figg. 112-114 e Ciampoltrini 1980, pp. 517-518; per San Francesco di San Miniato vedi Berti - Renzi Rizzo, p. 252, Fig. 115 e Berti - Tongiorgi 1974, p. 71, Tav. XLVI; per i bacini presenti sulle chiese lucchesi vedi Berti - Renzi Rizzo, p. 254, Fig. 116, Berti - Cappelli 1994, pp. 58–61, 61-63, 208-224, 230; per Santa Caterina di Sisco vedi Berti - Renzi Rizzo 1997, p. 254, Fig. 117 e Berti - Tongiorgi 1975b, pp. 17, 20-21. fig. 41.
55. ↑  Berti - Renzi Rizzo 1997, pp. 269–Tav. 153; 270-271/Tabella riassuntiva. I dati risalgono a diversi anni fa e dovrebbero essere aggiornati.
56. ↑  Berti - Renzi Rizzo 1997, pp. 255–259. Per i ritrovamenti di Calci: Nannipieri - Redi 1982. Per i ritrovamenti a Vecchiano: Renzi Rizzo 1988, pp. 212, 215-216. Per i ritrovamenti di Massaciuccoli: Ciampoltrini - Notini 1993. Per i ritrovamenti del Castello di Ripafratta: Redi - Vanni 1987, p. 311, tabella 1; Alberti 1989; Alberti 1990. Per i ritrovamenti di Palaia: Ciampoltrini 1979, p. 362 e nota 4, p. 364; Ciampoltrini 1980; Ciampoltrini - Maestrini 1983, pp. 42, 44, 48. Per i ritrovamenti di San Miniato e Santa Maria a Monte: Violante 1987, pp. 327, 331. Per i ritrovamenti di Fucecchio: Vanni Desideri 1985, pp. 69–70. Per i ritrovamenti di Pietrasanta: Berti 1990; Berti - Cappelli 1990, pp. 177–178; Berti - Cappelli 1991, pp. 10–11; Berti 1995a. Per i ritrovamenti di Piazza al Serchio: Ciampoltrini 1984, pp. 304, 306. Per i ritrovamenti di Lucca: Berti - Cappelli 1994, pp. 206–234, 292-294, 141-150. Per i ritrovamenti di Equi Terme: Ambrosi - Gardini 1975, pp. 372, 374. Per i ritrovamenti di Filattiera: Cabona - Mannoni - Pizzolo 1982, p. 350. Per i ritrovamenti di Livorno: Berti 1995b. Per i ritrovamenti in area Maremmana: Gelichi 1977a, pp. 123–124, 129-135; Gelichi 1977b; Gelichi 1977c, pp. 11–13; Gelichi 1978; Gelichi - Paoletti 1978; Francovich - Gelichi 1978; Francovich 1982, pp. 89–120 (nn. 2, 16, 22, 27, 30, 33). Per i ritrovamenti di Rocca San Silvestro: Francovich - Gelichi - Parenti 1980, pp. 201–205, p. 204, Fig. 26/79; Agrippa et al. 1985, pp. 348–355, 362-363, 367-369, 376-377; Francovich - Parenti 1987, pp. 37–39, 67, 72-80, 83-84, 88, 106; Francovich 1991. Per i ritrovamenti in provincia di Grosseto: Francovich - Gelichi 1979, p. 97; Francovich 1985, pp. 308–309. Per i ritrovamenti della Fortezza Medicea di Grosseto: Francovich - Gelichi 1980a, pp. 69–70, 73-74, 77-78, 89, 96-99, 102-103, 108, 110, 192; Francovich - Gelichi 1980b, pp. 36, 56, 58/48. Per i ritrovamenti di Cosa: Hobart 1991.
57. ↑  Berti - Renzi Rizzo 1997, p. 259; Molinari 1990, pp. 377–378, 461, 469-470.
58. ↑  Berti - Renzi Rizzo 1997, p. 259. Per i rinvenimenti di Palermo: D’Angelo 1975, pp. 101–102, 108. Viene ricordata la presenza di pisani e toscani nell’isola nel quartiere palermitano “ruga Pisanorum”; D’Angelo 1974; D’Angelo - Tongiorgi 1975, pp. 11–12, Tav. III; D’Angelo 1979, p. 181; in D’Angelo 1995 viene segnalata la presenza di monete pisane a Palermo a pp. 77, 79. Per i ritrovamenti di Marsala: D’Angelo 1978, pp. 78–79/F. In Lesnes 1995 vengono ricordati reperti della prima e seconda fase produttiva pisana a pp. 305/fig. 15 a-b, 306, 311/p.15-16; Pesez 1995, pp. 317, 323-324/p. 30-p.32. Per i ritrovamenti di Brucato: Maccari - Poisson 1984, pp. 302–305, 309 Pl. 31/b, 311 Pl. 33/a, b, c; D’Angelo 1984b, pp. 469–470 Pl. 76/b,c.
59. ↑  Berti - Renzi Rizzo 1997, p. 260. Vedi per ulteriori dettagli sui ritrovamenti sardi: Salvi 1989-90, pp. 2–3, 23-24/nn. 3-5; Salvi 1987; Salvi 1989; Porcella 1989, pp. 374–375, Porcella 1988a, pp. 179, 196; Porcella 1988b, p. 148; Rovina 1986, p. 202.
60. ↑  Berti - Renzi Rizzo 1997, pp. 260–263. Per ulteriori informazioni: Vallauri 1995, pp. 72, 74/fig. 6 n.4; Berti - Tongiorgi 1977b, pp. 44–53; Istria 1995, pp. 30–31, 33; Albertini 1995, p. 37; Marchesi 1995, pp. 55, 62-63; Demians D’Archimbaud 1972, pp. 12–13; Gayraud 1978, p. 189.
61. ↑  Berti - Renzi Rizzo 1997, pp. 263–266. Per ulteriori informazioni vedi: Demians D’Archimbaud - Picon 1978, pp. 38, 40/Pl.XIV, 42; Demians D’Archimbaud 1980, p. 392/fig. 389; Picon - Demians D’Archimbaud 1980, pp. 129, 133-134; Fevrier - Fixot - Rivet 1989; Michel 1989; Proust 1993; Richarte 1993; Hesnard - Pasqualini - Vallauri 1993; Chausserie Lapree - Nin 1993, p. 42/fig. 32; Amouric - Demians D’Archimbaud - Vallauri 1995, p. 190 (fotografie e schede di reperti a pp. 203-204, nn. 202-209).
62. ↑  http://castellodellabrina.it/lesposizione/
63. ↑  Berti - Renzi Rizzo 1997, pp. 266–271. Per ulteriori informazioni: Mannoni 1968/69, pp. 108–116. Maestranze pisane tra il 1417 e il 1445 si trasferiscono in Liguria: Cameirana 1969, pp. 71–72; per i ritrovamenti di Savona: Lavagna - Trucco - Benente 1990, pp. 79–81, 91-92; Benente 1991; Berti - Gelichi 1995c; Berti - Gelichi - Mannoni 1995; Cameirana 1973; per i ritrovamenti del Castello di Molassana, di Sarzana, del Passo della Bocchetta e dell’isola di Gallinara: Bazzurro et al. 1974, pp. 44–45; Bonora 1975, p. 134; Fossati - Mannoni 1975, pp. 46, 48-51, 53-54, 75-78; Riccardi 1978, pp. 202–203, nn. 9-12. Per i ritrovamenti di Monte Zignago: Biasotti et al. 1985, pp. 234–235, 241/Tav. XV; Boato et al. 1990, pp. 373–375, 379-381. Per i ritrovamenti del Castello di Andora, del romito in Valle Stura e del castello di Monte Ursino: Castelli - Deferrari - Ramagli 1991; Deferrari et al. 1992, pp. 634–637; Gardini 1993. Per i ritrovamenti di Genova: Gardini - Milanese 1979; Fossati - Ferrando - Milanese 1975, pp. 184–185, 194-195; Gardini - Goricchi - Odone 1972, pp. 36–37, 45; Pringle 1977, pp. 130, 132-133; Bellatalla - Bertino - Gardini 1989, pp. 387–400-402.